# Edad Media

Santa Sofía de Constantinopla (532-537). El Imperio bizantino fue la única institución política (aparte del papado) que mantuvo su existencia por la totalidad del periodo medieval.

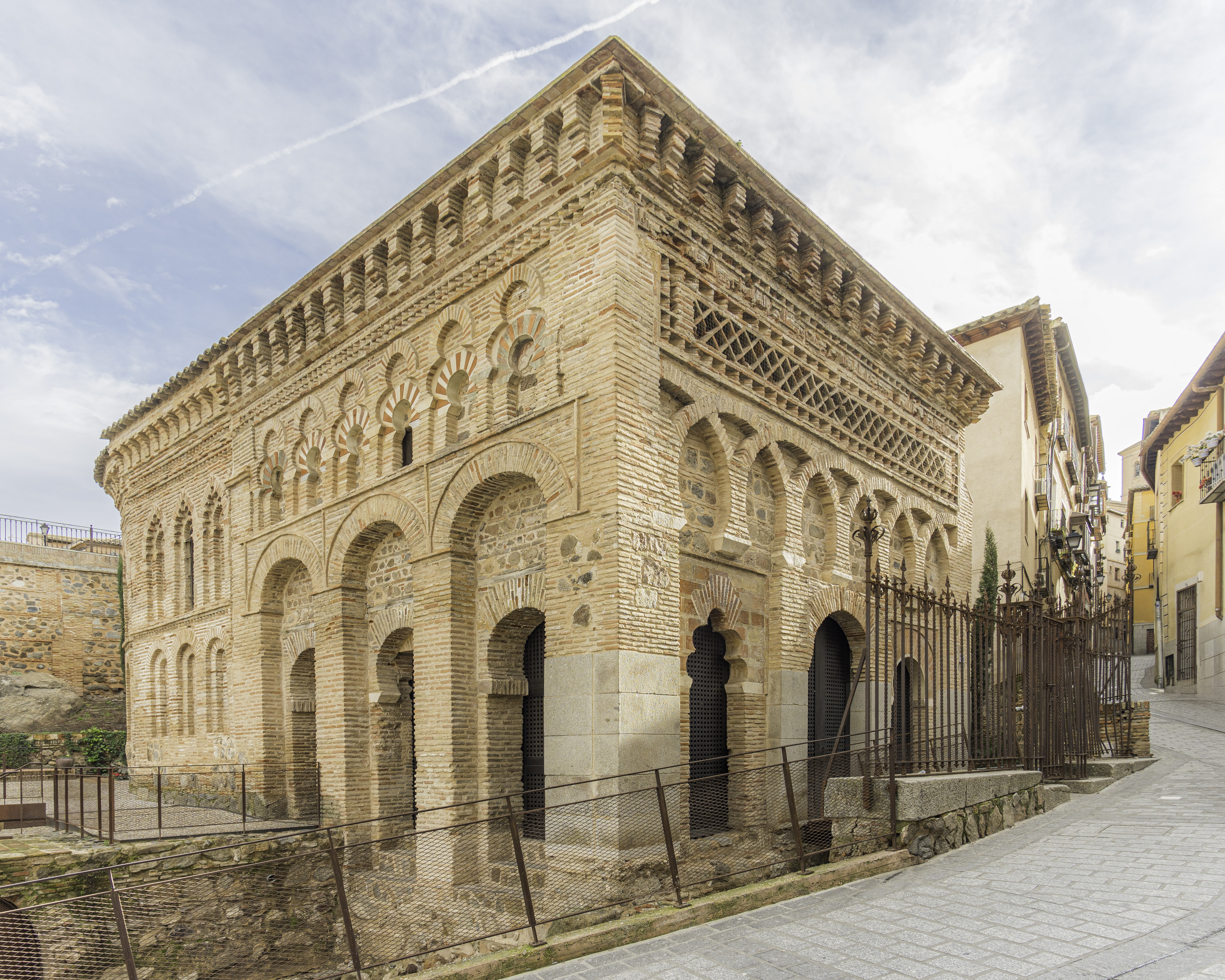
Ermita del Cristo de la Luz en Toledo, anteriormente mezquita. La convivencia entre civilizaciones alternó entre el enfrentamiento y la tolerancia, el aislamiento y la influencia mutua.

La Edad Media o el Medievo es el período histórico de la civilización occidental comprendido entre los siglos v y xv, sucesor de la Edad Antigua y predecesor de la Edad Moderna. Convencionalmente, su inicio se sitúa en el año 476 con la caída del Imperio romano de Occidente y su fin en 1492 con el descubrimiento de América, o en 1453 con la caída de Constantinopla, fecha que tiene la singularidad de coincidir con la invención de la imprenta —publicación de la Biblia de Gutenberg— y con el fin de la guerra de los Cien Años entre Francia e Inglaterra. Con esto dicho, considerando la caída del Imperio romano de Occidente hasta el descubrimiento de América, la Edad Media abarcó un periodo de 1016 años.
No hay una fecha de finalización universalmente aceptada. Dependiendo del contexto, a veces se utilizan eventos como la conquista de Constantinopla por los turcos en 1453, el primer viaje de Cristóbal Colón a las Américas en 1492 o la Reforma en 1517.
Al día de hoy, los historiadores del período prefieren matizar esta ruptura entre Edad Antigua y Edad Media, de manera que entre los siglos iii y viii se suele hablar de Antigüedad Tardía, que habría sido una gran etapa de transición en todos los ámbitos: en lo económico, el modo de producción esclavista da paso al modo de producción feudal; en lo social, el concepto de ciudadanía romana da paso a los estamentos medievales; en lo político, las estructuras centralizadas del Imperio romano dan paso a una dispersión del poder; y en lo ideológico y cultural, la cultura clásica da paso a las teocéntricas culturas cristiana o islámica (cada una en su espacio).
La Edad Media suele dividirse en dos grandes períodos: Temprana o Alta Edad Media (ss. v-x, sin una clara diferenciación con la Antigüedad Tardía); y Baja Edad Media (ss. xi-xv). Esta última puede dividirse a su vez en un periodo de plenitud, la Plena Edad Media (ss. xi-xiii), y los dos últimos siglos que presenciaron la crisis del siglo xiv.
Aunque hay algunos ejemplos de utilización previa, el concepto de Edad Media nació como la segunda edad de la división tradicional del tiempo histórico debida a Cristóbal Cellarius (Historia Medii Aevi a temporibus Constantini Magni ad Constaninopolim a Turcis captam deducta, Jena, 1688) quien la consideraba un tiempo intermedio, sin apenas valor por sí mismo, entre la Edad Antigua identificada con el arte y la cultura de la civilización grecorromana de la Antigüedad clásica y la renovación cultural de la Edad Moderna —en la que él se sitúa— que comienza con el Renacimiento y el Humanismo renacentista. La popularización de este esquema ha perpetuado un preconcepto erróneo: el de considerar a la Edad Media como una época de retroceso intelectual y cultural, y un aletargamiento social y económico secular (que a su vez se asocia con el feudalismo en sus rasgos más oscurantistas, tal como se definió por los revolucionarios que combatieron el Antiguo Régimen). Sería un periodo dominado por el aislamiento, la ignorancia, la teocracia, la superstición y el miedo milenarista alimentado por la inseguridad endémica, la violencia y la brutalidad de guerras e invasiones constantes y epidemias apocalípticas.
Sin embargo, en este largo período de mil años hubo todo tipo de hechos y procesos muy diferentes entre sí, diferenciados temporal y geográficamente, respondiendo tanto a influencias mutuas con otras civilizaciones y espacios como a dinámicas internas. Muchos de ellos tuvieron una gran proyección hacia el futuro, entre otros los que sentaron las bases del desarrollo de la posterior expansión europea, y el desarrollo de los agentes sociales que desarrollaron una sociedad estamental de base predominantemente rural pero que presenció el nacimiento de una incipiente vida urbana y una burguesía que con el tiempo desarrollarán el capitalismo. Lejos de ser una época inmovilista, la Edad Media, que había comenzado con migraciones de pueblos enteros, y continuado con grandes procesos repobladores (Repoblación en la península ibérica, Ostsiedlung en Europa Oriental) vio cómo en sus últimos siglos los antiguos caminos (muchos de ellos vías romanas decaídas) se reparaban y modernizaban con airosos puentes, y se llenaban de toda clase de viajeros (guerreros, peregrinos, mercaderes, estudiantes, goliardos, etc.) encarnando la metáfora espiritual de la vida como un viaje (homo viator).
También surgieron en la Edad Media formas políticas nuevas, que van desde el califato islámico a los poderes universales de la cristiandad latina (Papado e Imperio) o el Imperio bizantino y los reinos eslavos integrados en la cristiandad oriental (aculturación y evangelización de Cirilo y Metodio); y en menor escala, todo tipo de ciudades estado, desde las pequeñas ciudades episcopales alemanas hasta repúblicas que mantuvieron imperios marítimos como Venecia; dejando en la mitad de la escala a la que tuvo mayor proyección futura: las monarquías feudales, que transformadas en monarquías autoritarias prefiguran el estado moderno.
De hecho, todos los conceptos asociados a lo que se ha venido en llamar modernidad aparecen en la Edad Media, en sus aspectos intelectuales con la misma crisis de la escolástica. Ninguno de ellos sería entendible sin el propio feudalismo, se entienda este como modo de producción (basado en las relaciones sociales de producción en torno a la tierra del feudo) o como sistema político (basado en las relaciones personales de poder en torno a la institución del vasallaje), según las distintas interpretaciones historiográficas.
El choque de civilizaciones entre cristianismo e islamismo, manifestado en la ruptura de la unidad del Mediterráneo (hito fundamental de la época, según Henri Pirenne, en su clásico Mahoma y Carlomagno), la Reconquista española y las Cruzadas; tuvo también su parte de fértil intercambio cultural (escuela de Traductores de Toledo, Escuela Médica Salernitana) que amplió los horizontes intelectuales de Europa, hasta entonces limitada a los restos de la cultura clásica salvados por el monacato altomedieval y adaptados al cristianismo.

La Edad Media realizó una curiosa combinación entre la diversidad y la unidad. La diversidad fue el nacimiento de las incipientes naciones... La unidad, o una determinada unidad, procedía de la religión cristiana, que se impuso en todas partes... esta religión reconocía la distinción entre clérigos y laicos, de manera que se puede decir que... señaló el nacimiento de una sociedad laica.

... Todo esto significa que la Edad Media fue el período en que apareció y se construyó Europa.

Esa misma Europa Occidental produjo un arte medieval dinámico que mostraría una impresionante sucesión de estilos artísticos (prerrománico, románico y gótico), que en las zonas fronterizas se mestizaron también con el arte islámico (mudéjar, arte andalusí, arte árabe-normando) o con el arte bizantino.
La ciencia medieval no respondía a una metodología moderna, pero tampoco lo había hecho la de los autores clásicos, que se ocuparon de la naturaleza desde su propia perspectiva; y en ambas edades sin conexión con el mundo de las técnicas, que estaba relegado al trabajo manual de artesanos y campesinos, responsables de un lento pero constante progreso en las herramientas y procesos productivos. La diferenciación entre oficios viles y mecánicos y profesiones liberales vinculadas al estudio intelectual convivió con una teórica puesta en valor espiritual del trabajo en el entorno de los monasterios benedictinos, cuestión que no pasó de ser un ejercicio piadoso, sobrepasado por la mucho más trascendente valoración de la pobreza, determinada por la estructura económica y social y que se expresó en el pensamiento económico medieval.

## Es impropio hablar deEdad Mediaen otras civilizaciones

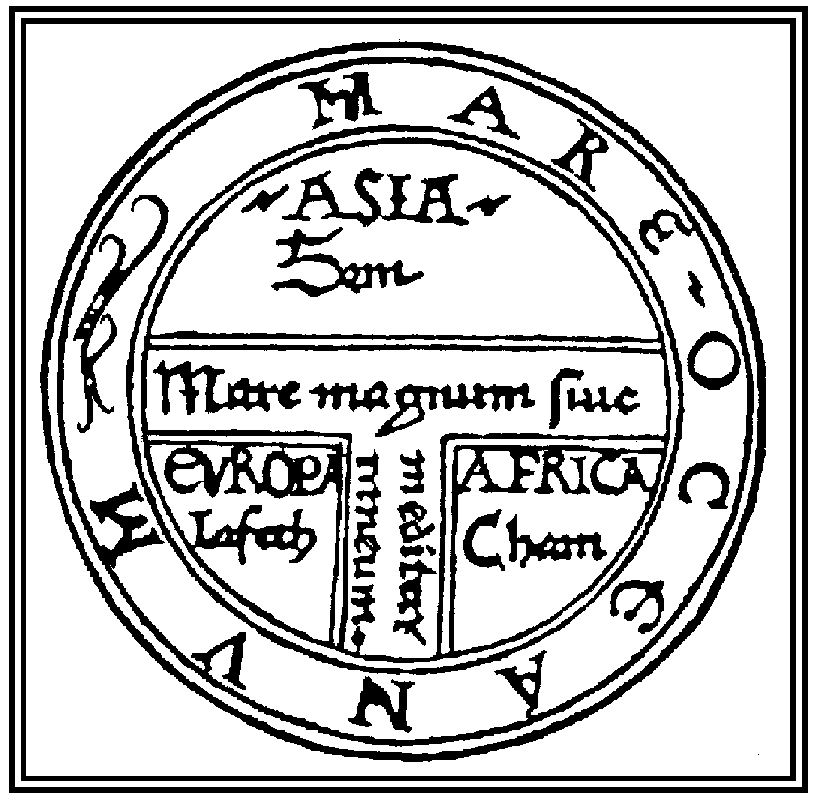
Mapa TO, con Jerusalén en el centro, y las tres partes simplificadas del mundo recordado, más que conocido en la Edad Media.

Las grandes migraciones de la época de las invasiones significaron paradójicamente un cierre al contacto de Occidente con el resto del mundo. Muy pocas noticias tenían los europeos del milenio medieval (tanto los de la cristiandad latina como los de la cristiandad oriental) de que, aparte de la civilización islámica, que ejerció de puente pero también de obstáculo entre Europa y el resto del Viejo Mundo, se desarrollaban otras civilizaciones. Incluso un vasto reino cristiano como el de Etiopía, al quedar aislado, se convirtió en el imaginario cultural en el mítico reino del Preste Juan, apenas distinguible de las islas atlánticas de San Brandán y del resto de las maravillas dibujadas en los bestiarios y los escasos, rudimentarios e imaginativos mapas. El desarrollo marcadamente autónomo de China, la más desarrollada civilización de la época (aunque volcada hacia su propio interior y ensimismada en sus ciclos dinásticos: Sui, Tang, Song, Yuan y Ming), y la escasez de contactos con ella (el viaje de Marco Polo, o la mucho más importante expedición de Zheng He), que destacan justamente por lo inusuales y por su ausencia de continuidad, no permiten denominar a los siglos V al XV de su historia como historia medieval, aunque a veces se haga, incluso en publicaciones especializadas, más o menos impropiamente.
La historia de Japón (que durante este periodo estaba en formación como civilización, adaptando las influencias chinas a la cultura autóctona y expandiéndose desde las islas meridionales a las septentrionales), a pesar de su mayor lejanía y aislamiento, suele ser paradójicamente más asociada al término medieval; aunque tal denominación es acotada por la historiografía, significativamente, a un periodo medieval que se localiza entre los años 1000 y 1868, para adecuarse al denominado feudalismo japonés anterior a la era Meiji (véase también shogunato, han y castillo japonés).
La historia de la India o la del África negra a partir del siglo VII contaron con una mayor o menor influencia musulmana, pero se atuvieron a dinámicas propias bien diferentes (Sultanato de Delhi, Sultanato de Bahmani, Imperio Vijayanagara —en la India—, Imperio de Malí, Imperio Songhay —en África negra—). Incluso llegó a producirse una destacada intervención sahariana en el mundo mediterráneo occidental: el Imperio almorávide.
De un modo todavía más claro, la historia de América (que atravesaba sus periodos clásico y postclásico) no tuvo ningún tipo de contacto con el Viejo Mundo, más allá de la llegada de la denominada Colonización vikinga en América que se limitó a una reducida y efímera presencia en Groenlandia y la enigmática Vinland, o las posibles posteriores expediciones de balleneros vascos en parecidas zonas del Atlántico Norte, aunque este hecho ha de entenderse en el contexto del gran desarrollo de la navegación de los últimos siglos de la Baja Edad Media, ya encaminada a la Era de los Descubrimientos.
Lo que sí ocurrió, y puede considerarse como una constante del periodo medieval, fue la periódica repetición de puntuales interferencias centroasiáticas en Europa y el Próximo Oriente en forma de invasiones de pueblos del Asia Central, destacadamente los turcos (köktürks, jázaros, otomanos) y los mongoles (unificados por Gengis Kan) y cuya Horda de Oro estuvo presente en Europa Oriental y conformó la personalidad de los Estados cristianos que se crearon, a veces vasallos y a veces resistentes, en las estepas rusas y ucranianas. Incluso en una rara ocasión, la primitiva diplomacia de los reinos europeos bajomedievales vio la posibilidad de utilizar a los segundos como contrapeso a los primeros: la frustrada embajada de Ruy González de Clavijo a la corte de Tamerlán en Samarcanda, en el contexto del asedio mongol de Damasco, un momento muy delicado (1401-1406) en el que también intervino como diplomático Ibn Jaldún. Los mongoles ya habían saqueado Bagdad en una incursión de 1258.

## El inicio de la Edad Media

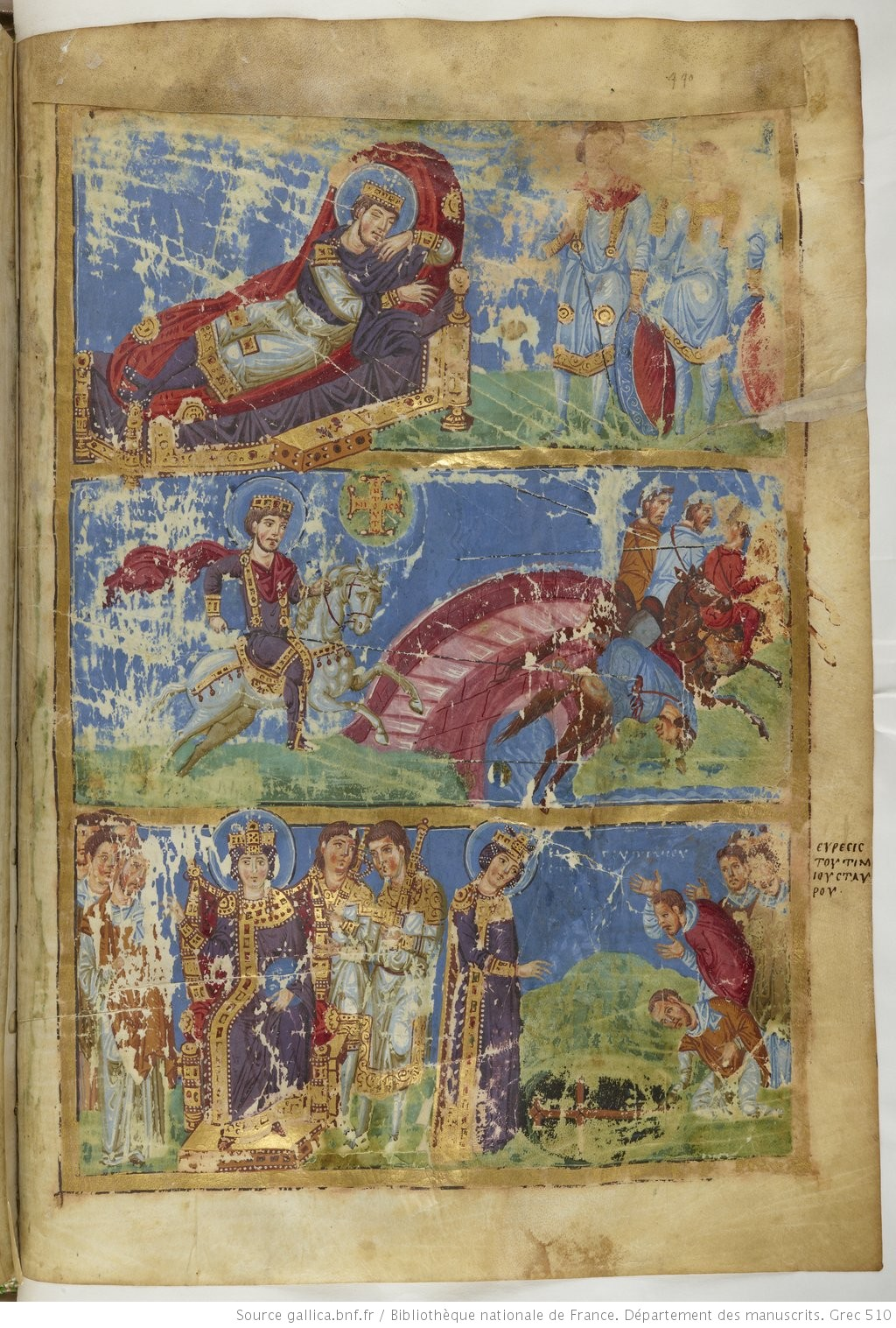
Sueño de Constantino antes de la batalla del Puente Milvio. In hoc signo vinces (Con este signo vencerás). Ilustración de las Homilías de san Gregorio Nacianceno,

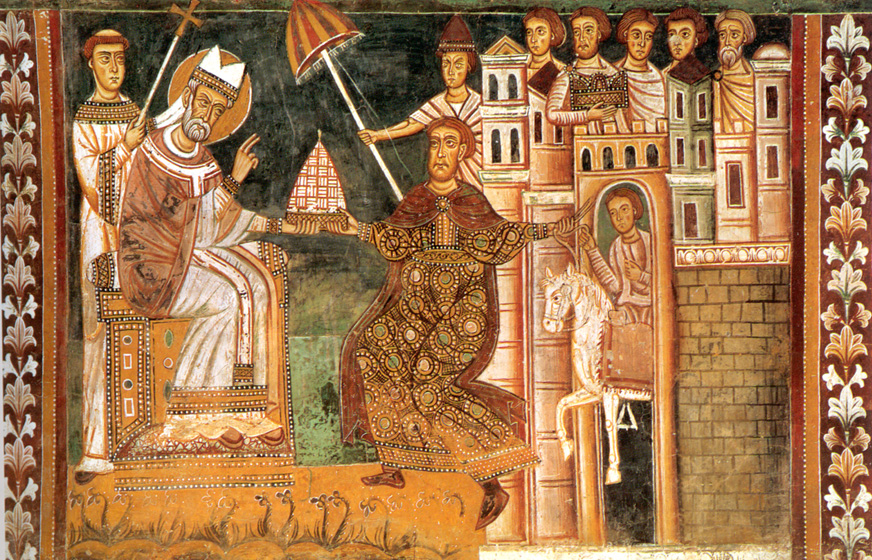
El papa Silvestre I bendice a Constantino, del que recibe con la tiara (símbolo del pontificado romano clásico, similar a otros tocados político-religiosos, como la doble corona de los faraones) el poder temporal sobre Roma. Fresco del, capilla de San Silvestre, monasterio de los Cuatro Santos Coronados.

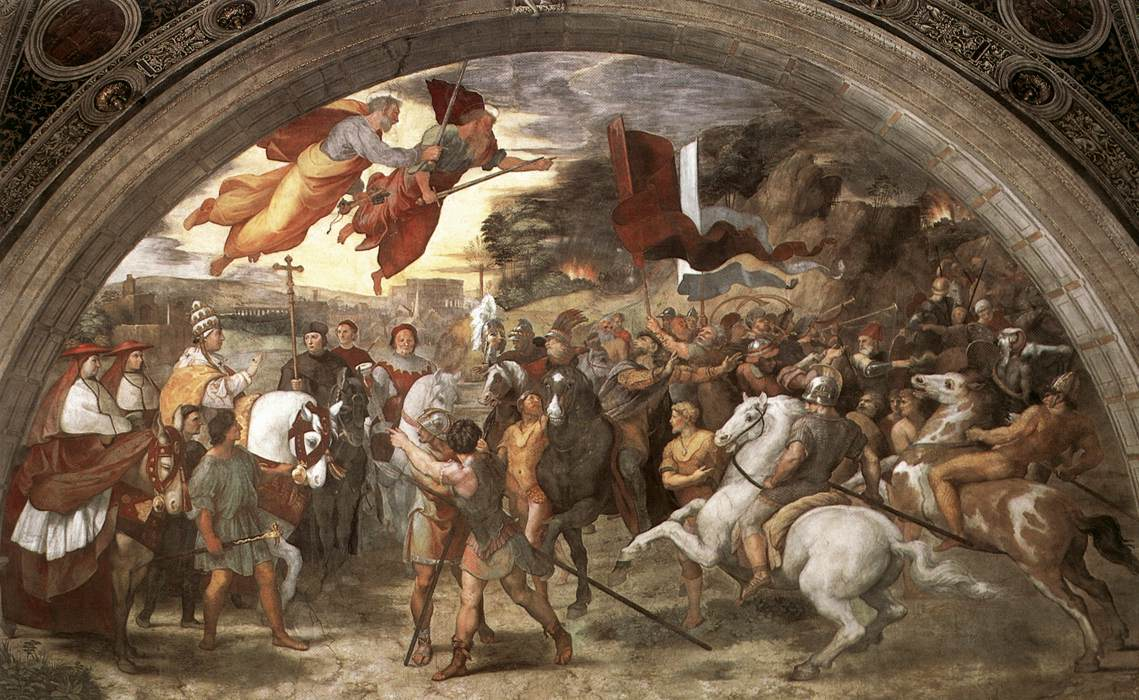
Encuentro de León Magno con Atila, fresco de Rafael Sanzio en las estancias del Vaticano (1514).

Aunque se han propuesto varias fechas para el inicio de la Edad Media, de las cuales la más extendida es la del año 476, lo cierto es que no podemos ubicar el inicio de una manera tan exacta ya que la Edad Media no nace, sino que "se hace" a consecuencia de todo un largo y lento proceso que se extiende por espacio de cinco siglos y que provoca cambios enormes a todos los niveles de una forma muy profunda que incluso repercutirán hasta nuestros días. Podemos considerar que ese proceso empieza con la crisis del siglo III, vinculada a los problemas de reproducción inherentes al modo de producción esclavista, que necesitaba una expansión imperial continua que ya no se producía tras la fijación del limes romano. Posiblemente también confluyeran factores climáticos para la sucesión de malas cosechas y epidemias; y de un modo mucho más evidente las primeras invasiones germánicas y sublevaciones campesinas (bagaudas), en un periodo en que se suceden muchos breves y trágicos mandatos imperiales. Desde Caracalla la ciudadanía romana estaba extendida a todos los hombres libres del Imperio, muestra de que tal condición, antes tan codiciada, había dejado de ser atractiva. El Bajo Imperio adquiere un aspecto cada vez más medieval desde principios del siglo IV con las reformas de Diocleciano: difuminación de las diferencias entre los esclavos, cada vez más escasos, y los colonos, campesinos libres, pero sujetos a condiciones cada vez mayores de servidumbre, que pierden la libertad de cambiar de domicilio, teniendo que trabajar siempre la misma tierra; herencia obligatoria de cargos públicos —antes disputados en reñidas elecciones— y oficios artesanales, sometidos a colegiación —precedente de los gremios—, todo para evitar la evasión fiscal y la despoblación de las ciudades, cuyo papel de centro de consumo y de comercio y de articulación de las zonas rurales cada vez es menos importante. Al menos, las reformas consiguen mantener el edificio institucional romano, aunque no sin intensificar la ruralización y aristocratización (pasos claros hacia el feudalismo), sobre todo en Occidente, que queda desvinculado de Oriente con la partición del Imperio. Otro cambio decisivo fue la implantación del cristianismo como nueva religión oficial por el Edicto de Tesalónica de Teodosio I el Grande (380) precedido por el Edicto de Milán (313) con el que Constantino I el Grande recompensó a los hasta entonces subversivos por su providencialista ayuda en la batalla del Puente Milvio (312), junto con otras presuntas cesiones más temporales cuya fraudulenta reclamación (pseudodonación de Constantino) fue una constante de los Estados Pontificios durante toda la Edad Media, incluso tras la evidencia de su refutación por el humanista Lorenzo Valla (1440).

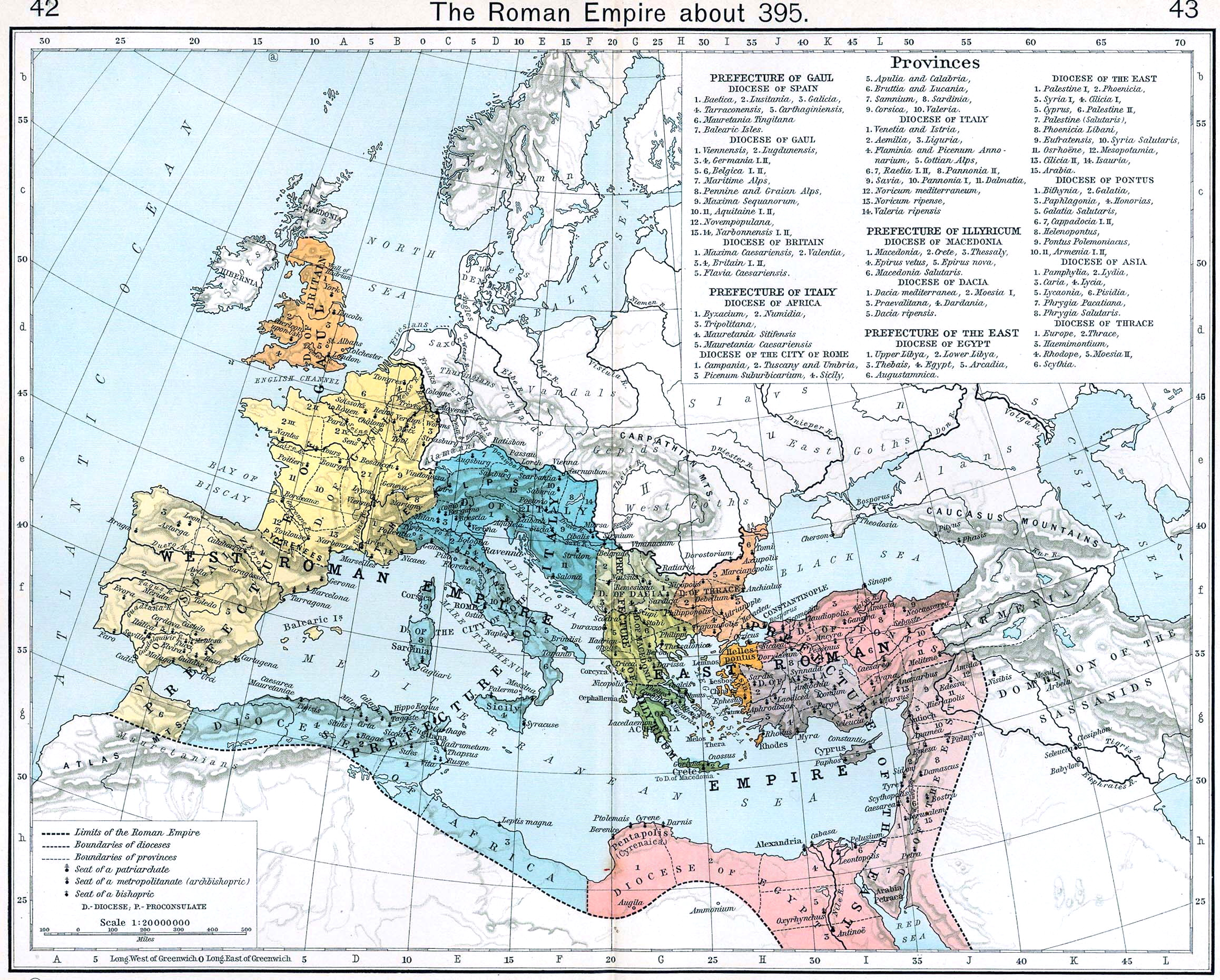
División del Imperio romano, año 395.

Ningún evento concreto —a pesar de la abundancia y concatenación de hechos catastróficos— determinó por sí mismo el fin de la Edad Antigua y el inicio de la Edad Media: ni los sucesivos saqueos de Roma (por los godos de Alarico I en el 410, por los vándalos en el 455, por las propias tropas imperiales de Ricimero en 472, por los ostrogodos en 546), ni la pavorosa irrupción de los hunos de Atila (450-452, con la batalla de los Campos Cataláunicos y la extraña entrevista con el papa León I el Magno), ni el derrocamiento de Rómulo Augústulo (último emperador romano de Occidente, por Odoacro el jefe de los hérulos -476-); fueron sucesos que sus contemporáneos consideraran iniciadores de una nueva época. La culminación a finales del siglo V de una serie de procesos de larga duración, entre ellos la grave dislocación económica, las invasiones y el asentamiento de los pueblos germanos en el Imperio romano, hizo cambiar la faz de Europa. Durante los siguientes 300 años, la Europa Occidental mantuvo un período de unidad cultural, inusual para este continente, instalada sobre la compleja y elaborada cultura del Imperio romano, que nunca llegó a perderse por completo, y el asentamiento del cristianismo. Nunca llegó a olvidarse la herencia clásica grecorromana, y la lengua latina, sometida a transformación (latín medieval), continuó siendo la lengua de cultura en toda Europa occidental, incluso más allá de la Edad Media. El derecho romano y múltiples instituciones continuaron vivas, adaptándose de uno u otro modo. Lo que se operó durante ese amplio periodo de transición (que puede darse por culminado para el año 800, con la coronación de Carlomagno) fue una suerte de fusión con las aportaciones de otras civilizaciones y formaciones sociales, en especial la germánica y la religión cristiana. En los siglos siguientes, aún en la Alta Edad Media, serán otras aportaciones las que se añadan, destacadamente el islam.

## Alta Edad Media (siglosValX)

### Los reinos germanorromanos (siglosValVIII)

#### Bárbaros
Los bárbaros se desparraman furiosos... y el azote de la peste no causa menos estragos, el tiránico exactor roba y el soldado saquea las riquezas y las vituallas escondidas en las ciudades; reina un hambre tan espantosa, que obligado por ella, el género humano devora carne humana, y hasta las madres matan a sus hijos y cuecen sus cuerpos para alimentarse con ellos. Las fieras aficionadas a los cadáveres de los muertos por la espada, por el hambre y por la peste, destrozan hasta a los hombres más fuertes, y cebándose en sus miembros, se encarnizan cada vez más para destrucción del género humano. De esta suerte, exacerbadas en todo el orbe las cuatro plagas: el hierro, el hambre, la peste y las fieras, cúmplense las predicciones que hizo el Señor por boca de sus Profetas.

Asoladas las provincias... por el referido encruelecimiento de las plagas, los bárbaros, resueltos por la misericordia del Señor a hacer la paz, se reparten a suertes las regiones de las provincias para establecerse en ellas.
Hidacio, Chronicon (hacia 468).

El texto se refiere concretamente a Hispania y sus provincias, y los bárbaros citados son específicamente los suevos, vándalos y alanos, que en el 406 habían cruzado el limes del Rin (inhabitualmente helado) a la altura de Maguncia y en torno al 409 habían llegado a la península ibérica; pero la imagen es equivalente en otros momentos y lugares que el mismo autor narra, del periodo entre 379 y 468.
Los pueblos germánicos procedentes de la Europa del Norte y del Este, se encontraban en un estadio de desarrollo económico, social y cultural obviamente inferior al del Imperio romano, al que ellos mismos percibían admirativamente. A su vez eran percibidos con una mezcla de desprecio, temor y esperanza (retrospectivamente plasmados en el influyente poema Esperando a los bárbaros de Constantino Cavafis), e incluso se les atribuyó un papel justiciero (aunque involuntario) desde un punto de vista providencialista por parte de los autores cristianos romanos (Orosio, Salviano de Marsella y San Agustín de Hipona). La denominación de bárbaros (βάρβαρος) proviene de la onomatopeya bar-bar con la que los griegos se burlaban de los extranjeros no helénicos, y que los romanos —bárbaros ellos mismos, aunque helenizados— utilizaron desde su propia perspectiva. La denominación «invasiones bárbaras» fue rechazada por los historiadores alemanes del siglo XIX, momento en el que el término barbarie designaba para las nacientes ciencias sociales un estadio de desarrollo cultural inferior a la civilización y superior al salvajismo. Prefirieron acuñar un nuevo término: Völkerwanderung ("Migración de Pueblos"), menos violento que invasiones, al sugerir el desplazamiento completo de un pueblo con sus instituciones y cultura, y más general incluso que invasiones germánicas, al incluir a hunos, eslavos y otros.
Los germanos, que disponían de instituciones políticas peculiares, en concreto la asamblea de guerreros libres (thing) y la figura del rey, recibieron la influencia de las tradiciones institucionales del Imperio y la civilización grecorromana, así como la del cristianismo (aunque no siempre del cristianismo católico o atanasiano, sino del arriano); y se fueron adaptando a las circunstancias de su asentamiento en los nuevos territorios, sobre todo a la alternativa entre imponerse como minoría dirigente sobre una mayoría de población local o fusionarse con ella.
Los nuevos reinos germánicos conformaron la personalidad de Europa Occidental durante la Edad Media, evolucionaron en monarquías feudales y monarquías autoritarias, y con el tiempo, dieron origen a los estados-nación que se fueron construyendo en torno a ellas. Socialmente, en algunos de estos países (España o Francia), el origen germánico (godo o franco) pasó a ser un rasgo de honor u orgullo de casta ostentado por la nobleza como distinción sobre el conjunto de la población.

#### Las transformaciones del mundo romano

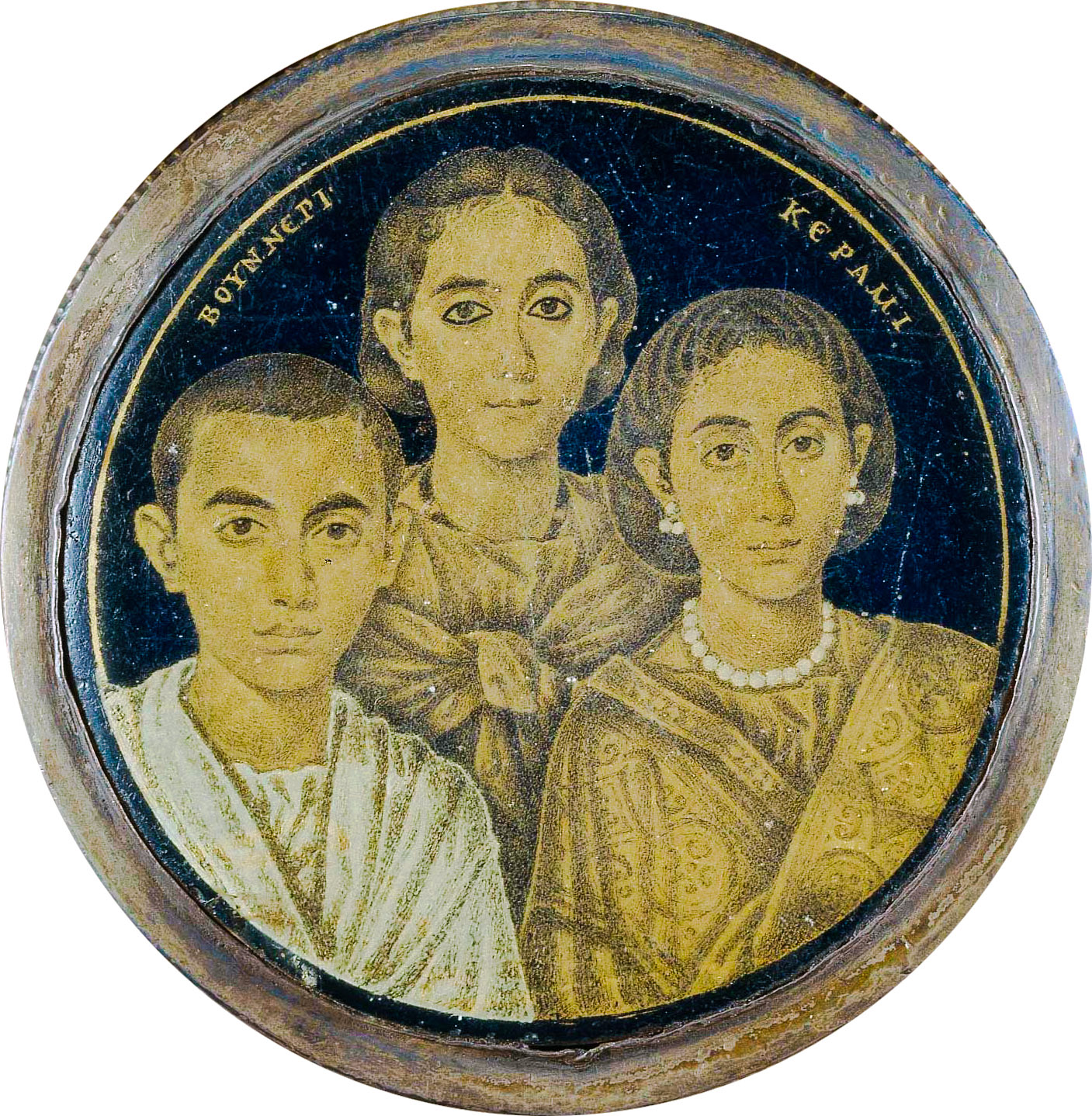
Gala Placidia y sus hijos, Valentiniano III y Justa Grata Honoria.

El Imperio romano había pasado por invasiones externas y guerras civiles terribles en el pasado, pero a finales del siglo IV aparentemente, la situación estaba bajo control. Hacía escaso tiempo que Teodosio había logrado nuevamente unificar bajo un solo centro ambas mitades del Imperio (392) y establecido una nueva religión de Estado, el cristianismo niceno (Edicto de Tesalónica -380), con la consiguiente persecución de los tradicionales cultos paganos y las heterodoxias cristianas. El clero cristiano, convertido en una jerarquía de poder, justificaba ideológicamente a un Imperium Romanum Christianum (Imperio Romano Cristiano) y a la dinastía Teodosiana como había comenzado a hacer ya con la Constantiniana desde el Edicto de Milán (313).
Se habían encauzado los afanes de protagonismo político de los más ricos e influyentes senadores romanos y de las provincias occidentales. Además, la dinastía había sabido encauzar acuerdos con la poderosa aristocracia militar, en la que se enrolaban nobles germanos que acudían al servicio del Imperio al frente de soldados unidos por lazos de fidelidad hacia ellos. Al morir en 395, Teodosio confió el gobierno de Occidente y la protección de su joven heredero Honorio al general Estilicón, primogénito de un noble oficial vándalo que había contraído matrimonio con Flavia Serena, sobrina del propio Teodosio. Pero cuando en el 455 murió asesinado Valentiniano III, nieto de Teodosio, una buena parte de los descendientes de aquellos nobles occidentales (nobilissimus, clarissimus) que tanto habían confiado en los destinos del Imperio parecieron ya desconfiar del mismo, sobre todo cuando en el curso de dos decenios se habían podido dar cuenta de que el gobierno imperial recluido en Rávena era cada vez más presa de los exclusivos intereses e intrigas de un pequeño grupo de altos oficiales del ejército itálico. Muchos de estos eran de origen germánico y cada vez confiaban más en las fuerzas de sus séquitos armados de soldados convencionales y en los pactos y alianzas familiares que pudieran tener con otros jefes germánicos instalados en suelo imperial junto con sus propios pueblos, que desarrollaban cada vez más una política autónoma. La necesidad de acomodarse a la nueva situación quedó evidenciada con el destino de Gala Placidia, princesa imperial rehén de los propios saqueadores de Roma (el visigodo Alarico I y su primo Ataúlfo, con quien finalmente se casó); o con el de Honoria, hija de la anterior (en segundas nupcias con el emperador Constancio III) que optó por ofrecerse como esposa al propio Atila enfrentándose a su propio hermano Valentiniano.

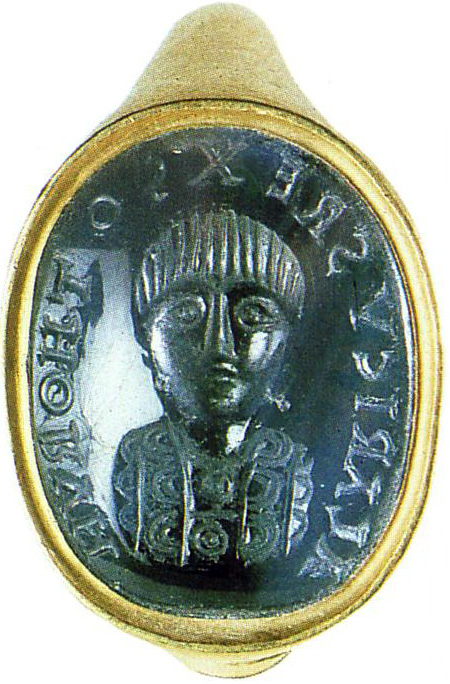
Alaricus rex gothorum, sello de Alarico II, rey visigodo.

Necesitados de mantener una posición de predominio social y económico en sus regiones de origen, reducidos sus patrimonios fundiarios a dimensiones provinciales, y ambicionando un protagonismo político propio de su linaje y de su cultura, los honestiores (los más honestos u honrados, los que tienen honor), representantes de las aristocracias tardorromanas occidentales habrían acabado por aceptar las ventajas de admitir la legitimidad del gobierno de dichos reyes germánicos, ya muy romanizados, asentados en sus provincias. Al fin y al cabo, estos, al frente de sus soldados, podían ofrecerles bastante mayor seguridad que el ejército de los emperadores de Rávena. Además, el avituallamiento de dichas tropas resultaba bastante menos gravoso que el de las imperiales, por basarse en buena medida en séquitos armados dependientes de la nobleza germánica y alimentados con cargo al patrimonio fundiario provincial de la que esta ya hacía tiempo se había apropiado. Menos gravoso tanto para los aristócratas provinciales como también para los grupos de humiliores (los más humildes, los rebajados en tierra -humus-) que se agrupaban jerárquicamente en torno a dichos aristócratas, y que, en definitiva, eran los que habían venido soportando el máximo peso de la dura fiscalidad tardorromana. Las nuevas monarquías, más débiles y descentralizadas que el viejo poder imperial, estaban también más dispuestas a compartir el poder con las aristocracias provinciales, máxime cuando el poder de estos monarcas estaba muy limitado en el seno mismo de sus gentes por una nobleza basada en sus séquitos armados, desde su no muy lejano origen en las asambleas de guerreros libres, de los que no dejaban de ser primun inter pares.
Pero esta metamorfosis del Occidente romano en romano-germano, no había sido consecuencia de una inevitabilidad claramente evidenciada desde un principio; por el contrario, el camino había sido duro, zigzagueante, con ensayos de otras soluciones, y con momentos en que parecía que todo podía volver a ser como antes. Así ocurrió durante todo el siglo V, y en algunas regiones también en el siglo VI como consecuencia, entre otras cosas, de la llamada Recuperatio Imperii o Reconquista de Justiniano.

#### Los distintos reinos

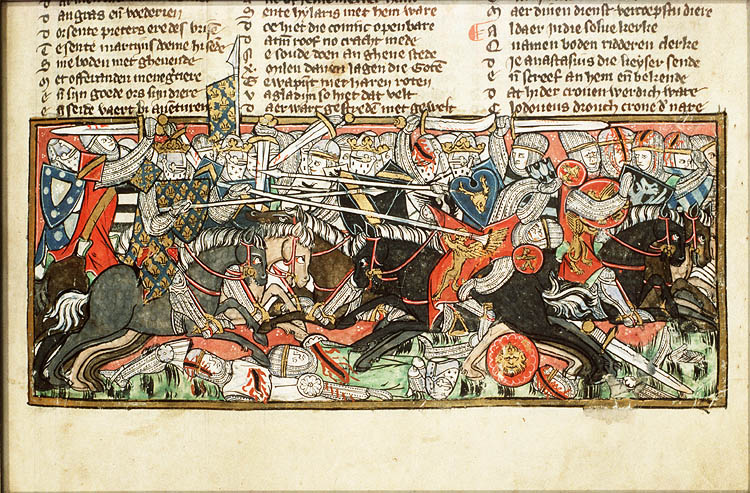
Batalla de Vouillé (507), entre francos y visigodos, representada en un manuscrito del

Las invasiones bárbaras desde el siglo III habían demostrado la permeabilidad del limes romano en Europa, fijado en el Rin y el Danubio. La división del Imperio en Oriente y Occidente, y la mayor fortaleza del imperio oriental o bizantino, determinó que fuera únicamente en la mitad occidental donde se produjo el asentamiento de estos pueblos y su institucionalización política como reinos.
Fueron los visigodos, primero como Reino de Tolosa y luego como Reino de Toledo, los primeros en efectuar esa institucionalización, valiéndose de su condición de federados, con la obtención de un foedus con el Imperio, que les encargó la pacificación de las provincias de Galia e Hispania, cuyo control estaba perdido en la práctica tras las invasiones del 410 por suevos, vándalos y alanos. De los tres, solo los suevos lograron el asentamiento definitivo en una zona: el Reino de Braga, mientras que los vándalos se establecieron en el norte de África y las islas del Mediterráneo Occidental, pero fueron al siglo siguiente eliminados por los bizantinos durante la gran expansión territorial de Justiniano I (campañas de los generales Belisario, del 533 al 544, y Narsés, hasta el 554). Simultáneamente los ostrogodos consiguieron instalarse en Italia expulsando a los hérulos, que habían expulsado a su vez de Roma al último emperador de Occidente. El Reino Ostrogodo desapareció también frente a la presión bizantina de Justiniano I.
Un segundo grupo de pueblos germánicos se instala en Europa Occidental en el siglo VI, de entre los que destaca el Reino franco de Clodoveo I y sus sucesores merovingios, que desplaza a los visigodos de las Galias, forzándolos a trasladar su capital de Tolosa (Toulouse) a Toledo. También derrotaron a burgundios y alamanes, absorbiendo sus reinos. Algo más tarde los lombardos se establecen en Italia (568-9), pero serán derrotados a finales del siglo VIII por los mismos francos, que reinstaurarán el Imperio con Carlomagno (año 800).
En Gran Bretaña se instalarán los anglos, sajones y jutos, que crearán una serie de reinos rivales que serán unificados por los daneses (un pueblo nórdico) en lo que terminará por ser el reino de Inglaterra.

#### Las instituciones

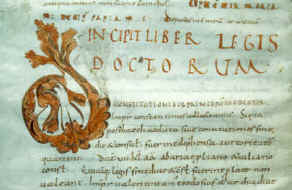
Breviario de Alarico, en un manuscrito del

La monarquía germánica era en origen una institución estrictamente temporal, vinculada estrechamente al prestigio personal del rey, que no pasaba de ser un primus inter pares (primero entre iguales), que la asamblea de guerreros libres elegía (monarquía electiva), normalmente para una expedición militar concreta o para una misión específica. Las migraciones a que se vieron sometidos los pueblos germánicos desde el siglo III hasta el siglo V (encajonados entre la presión de los hunos al este y la resistencia del limes romano al sur y oeste) fue fortaleciendo la figura del rey, al tiempo que se entraba en contacto cada vez mayor con las instituciones políticas romanas, que acostumbraban a la idea de un poder político mucho más centralizado y concentrado en la persona del Emperador romano. La monarquía se vinculó a las personas de los reyes de forma vitalicia, y la tendencia era a hacerse monarquía hereditaria, dado que los reyes (al igual que habían hecho los emperadores romanos) procuraban asegurarse la elección de su sucesor, la mayor parte de las veces aún en vida y asociándolos al trono. El que el candidato fuera el primogénito varón no era una necesidad, pero se terminó imponiendo como una consecuencia obvia, lo que también era imitado por las demás familias de guerreros, enriquecidos por la posesión de tierras y convertidos en linajes nobiliarios que se emparentaban con la antigua nobleza romana, en un proceso que puede denominarse feudalización. Con el tiempo, la monarquía se patrimonializó, permitiendo incluso la división del reino entre los hijos del rey.
El respeto a la figura del rey se reforzó mediante la sacralización de su toma de posesión (unción con los sagrados óleos por parte de las autoridades religiosas y uso de elementos distintivos como orbe, cetro y corona, en el transcurso de una elaborada ceremonia: la coronación) y la adición de funciones religiosas (presidencia de concilios nacionales, como los Concilios de Toledo) y taumatúrgicas (toque real de los reyes de Francia para la cura de la escrófula). El problema se suscitaba cuando llegaba el momento de justificar la deposición de un rey y su sustitución por otro que no fuera su sucesor natural. Los últimos merovingios no gobernaban por sí mismos, sino mediante los cargos de su corte, entre los que destacaba el mayordomo de palacio. Únicamente tras la victoria contra los invasores musulmanes en la batalla de Poitiers el mayordomo Carlos Martel se vio justificado para argumentar que la legitimidad de ejercicio le daba méritos suficientes para fundar él mismo su propia dinastía: la carolingia. En otras ocasiones se recurría a soluciones más imaginativas (como forzar la tonsura —corte eclesiástico del pelo— del rey visigodo Wamba para incapacitarle).
Los problemas de convivencia entre las minorías germanas y las mayorías locales (hispanorromanas, galo-romanas, etc.) fueron solucionados con más eficacia por los reinos con más proyección en el tiempo (visigodos y francos) a través de la fusión, permitiendo los matrimonios mixtos, unificando la legislación y realizando la conversión al catolicismo frente a la religión originaria, que en muchos casos ya no era el paganismo tradicional germánico, sino el cristianismo arriano adquirido en su paso por el Imperio Oriental.
Algunas características propias de las instituciones germanas se conservaron: una de ellas el predominio del derecho consuetudinario sobre el derecho escrito propio del Derecho romano. No obstante los reinos germánicos realizaron algunas codificaciones legislativas, con mayor o menor influencia del derecho romano o de las tradiciones germánicas, redactadas en latín a partir del siglo V (leyes teodoricianas, edicto de Teodorico, Código de Eurico, Breviario de Alarico). El primer código escrito en lengua germánica fue el del rey Ethelberto de Kent, el primero de los anglosajones en convertirse al cristianismo (comienzos del siglo VI). El visigótico Liber Iudicorum (Recesvinto, 654) y la franca Ley Sálica (Clodoveo, 507-511) mantuvieron una vigencia muy prolongada por su consideración como fuentes del derecho en las monarquías medievales y del Antiguo Régimen.

#### La cristiandad latina y los bárbaros

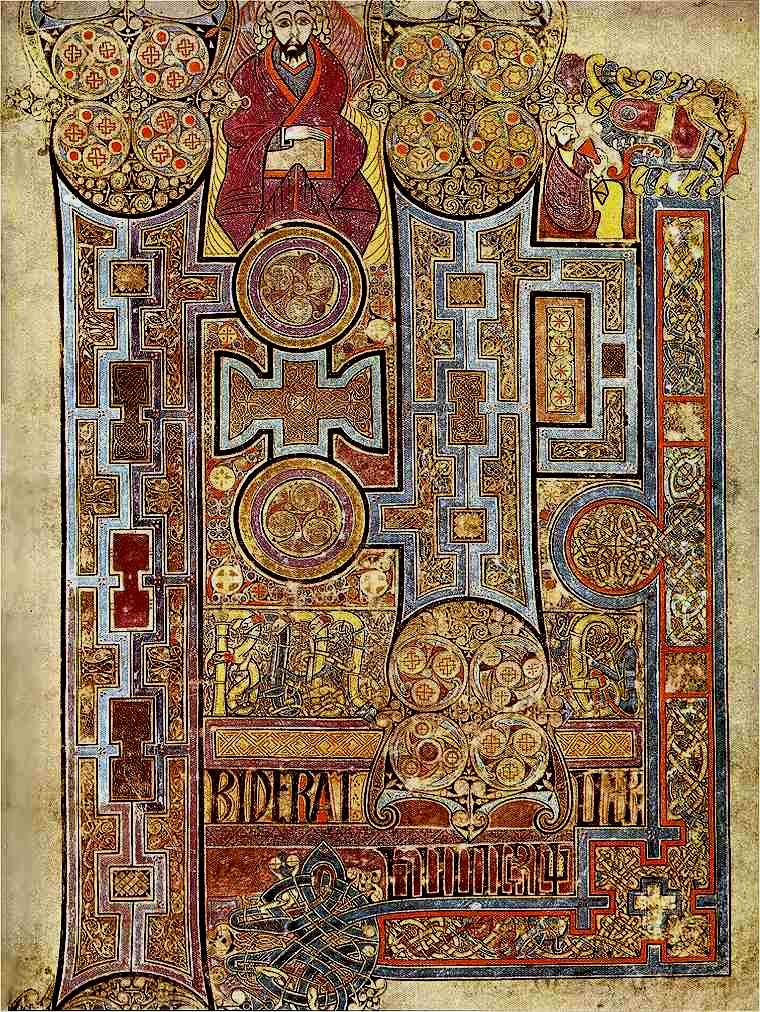
Libro de Kells o Evangeliario de San Columba, arte hiberno-sajón o irlando-sajón.

La expansión del cristianismo entre los bárbaros, el asentamiento de la autoridad episcopal en las ciudades y del monacato en los ámbitos rurales (sobre todo desde la regla de San Benito de Nursia —monasterio de Montecassino, 529—), constituyeron una poderosa fuerza fusionadora de culturas y ayudó a asegurar que muchos rasgos de la civilización clásica, como el derecho romano y el latín, pervivieran en la mitad occidental del Imperio, e incluso se expandiera por Europa Central y septentrional. Los francos se convirtieron al catolicismo durante el reinado de Clodoveo I (496 o 499) y, a partir de entonces, expandieron el cristianismo entre los germanos del otro lado del Rin. Los suevos, que se habían hecho cristianos arrianos con Remismundo (459-469), se convirtieron al catolicismo con Teodomiro (559-570) por las predicaciones de San Martín de Dumio. En ese proceso se habían adelantado a los propios visigodos, que habían sido cristianizados previamente en Oriente en la versión arriana (en el siglo IV), y mantuvieron durante siglo y medio la diferencia religiosa con los católicos hispanorromanos incluso con luchas internas dentro de la clase dominante goda, como demostró la rebelión y muerte de San Hermenegildo (581-585), hijo del rey Leovigildo). La conversión al catolicismo de Recaredo (589) marcó el comienzo de la fusión de ambas sociedades, y de la protección regia al clero católico, visualizada en los Concilios de Toledo (presididos por el propio rey). Los años siguientes vieron un verdadero renacimiento visigodo con figuras de la influencia de san Isidoro de Sevilla (y sus hermanos Leandro, Fulgencio y Florentina, los cuatro santos de Cartagena), Braulio de Zaragoza o Ildefonso de Toledo, de gran repercusión en el resto de Europa y en los futuros reinos cristianos de la Reconquista (véase cristianismo en España, monasterio en España, monasterio hispano y liturgia hispánica). Los ostrogodos, en cambio, no dispusieron de tiempo suficiente para realizar la misma evolución en Italia. No obstante, del grado de convivencia con el papado y los intelectuales católicos fue muestra que los reyes ostrogodos los elevaban a los cargos de mayor confianza (Boecio y Casiodoro, ambos magister officiorum con Teodorico el Grande), aunque también de lo vulnerable de su situación (ejecutado el primero -523- y apartado por los bizantinos el segundo -538-). Sus sucesores en el dominio de Italia, los también arrianos lombardos, tampoco llegaron a experimentar la integración con la población católica sometida, y su divisiones internas hicieron que la conversión al catolicismo del rey Agilulfo (603) no llegara a tener mayores consecuencias.
El cristianismo fue llevado a Irlanda por San Patricio a principios del siglo V y desde allí se extendió a Escocia, desde donde un siglo más tarde regresó por la zona norte a una Inglaterra abandonada por los cristianos britones a los paganos pictos y escotos (procedentes del norte de Gran Bretaña) y a los también paganos germanos procedentes del continente (anglos, sajones y jutos). A finales del siglo VI, con el papa Gregorio Magno, también Roma envió misioneros a Inglaterra desde el sur, con lo que se consiguió que en el transcurso de un siglo Inglaterra volviera a ser cristiana.
A su vez, los britones habían iniciado una emigración por vía marítima hacia la península de Bretaña, llegando incluso hasta lugares tan lejanos como la costa cantábrica entre Galicia y Asturias, donde fundaron la diócesis de Britonia. Esta tradición cristiana se distinguía por el uso de la tonsura céltica o escocesa, que rapaba la parte frontal del pelo en vez de la coronilla.
La supervivencia en Irlanda de una comunidad cristiana aislada de Europa por la barrera pagana de los anglosajones, provocó una evolución diferente al cristianismo continental, lo que se ha denominado cristianismo celta. Conservaron mucho de la antigua tradición latina, que estuvieron en condiciones de compartir con Europa continental apenas la oleada invasora se hubo calmado temporalmente. Tras su extensión a Inglaterra en el siglo VI los irlandeses fundaron en el siglo VII monasterios en Francia, en Suiza (Saint Gall), e incluso en Italia, destacándose particularmente los nombres de Columba y Columbano. Las islas británicas fueron durante unos tres siglos el vivero de importantes nombres para la cultura: el historiador Beda el Venerable, el misionero Bonifacio de Alemania, el educador Alcuino de York, o el teólogo Juan Escoto Erígena, entre otros. Tal influencia llega hasta la atribución de leyendas como la de Santa Úrsula y las Once Mil Vírgenes, bretona que habría efectuado un extraordinario viaje entre Britania y Roma para acabar martirizada en Colonia.

##### Otras cristianizaciones medievales

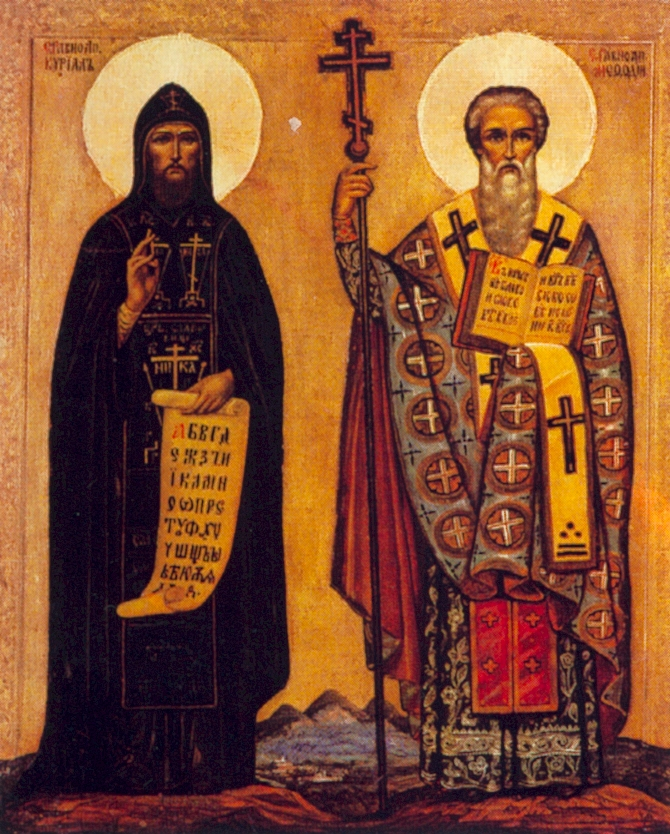
Cirilo y Metodio, los apóstoles de los eslavos, con el alfabeto cirílico en un icono ruso del o.

Por su parte, la extensión del cristianismo entre los búlgaros y la mayor parte de los pueblos eslavos (serbios, moravos y los pueblos de Crimea y estepas ucranianas y rusas —Vladimiro I de Kiev, año 988—) fue muy posterior, y a cargo del Imperio bizantino, con lo que se hizo con el credo ortodoxo (predicaciones de Cirilo y Metodio, siglo IX); mientras que la evangelización de otros pueblos de Europa Oriental (el resto de los eslavos —polacos, eslovenos y croatas—, bálticos y húngaros —San Esteban I de Hungría, hacia el año 1000—) y de los pueblos nórdicos (vikingos escandinavos) se hizo por el cristianismo latino partiendo de Europa Central, en un periodo todavía más tardío (hasta los siglos XI y XII); permitiendo (especialmente la conversión de Hungría) las primeras peregrinaciones por vía terrestre a Tierra Santa.

Es una locura creer en los dioses.
Saga de Hrafnkell, sacerdote de Frey (Islandia, compuesta a finales del siglo XIII pero ambientada en época precristiana).

##### Jázaros
Los jázaros eran un pueblo turco procedente del Asia central (donde se había formado desde el siglo VI el imperio de los Köktürks) que en su parte occidental había dado origen a un importante estado que dominaba el Cáucaso y las estepas rusas y ucranianas hasta Crimea en el siglo VII Su clase dirigente se convirtió mayoritariamente al judaísmo, peculiaridad religiosa que lo convertía en un vecino excepcional entre el califato islámico de Damasco y el imperio cristiano de Bizancio.

### El Imperio bizantino (siglosIValXV)

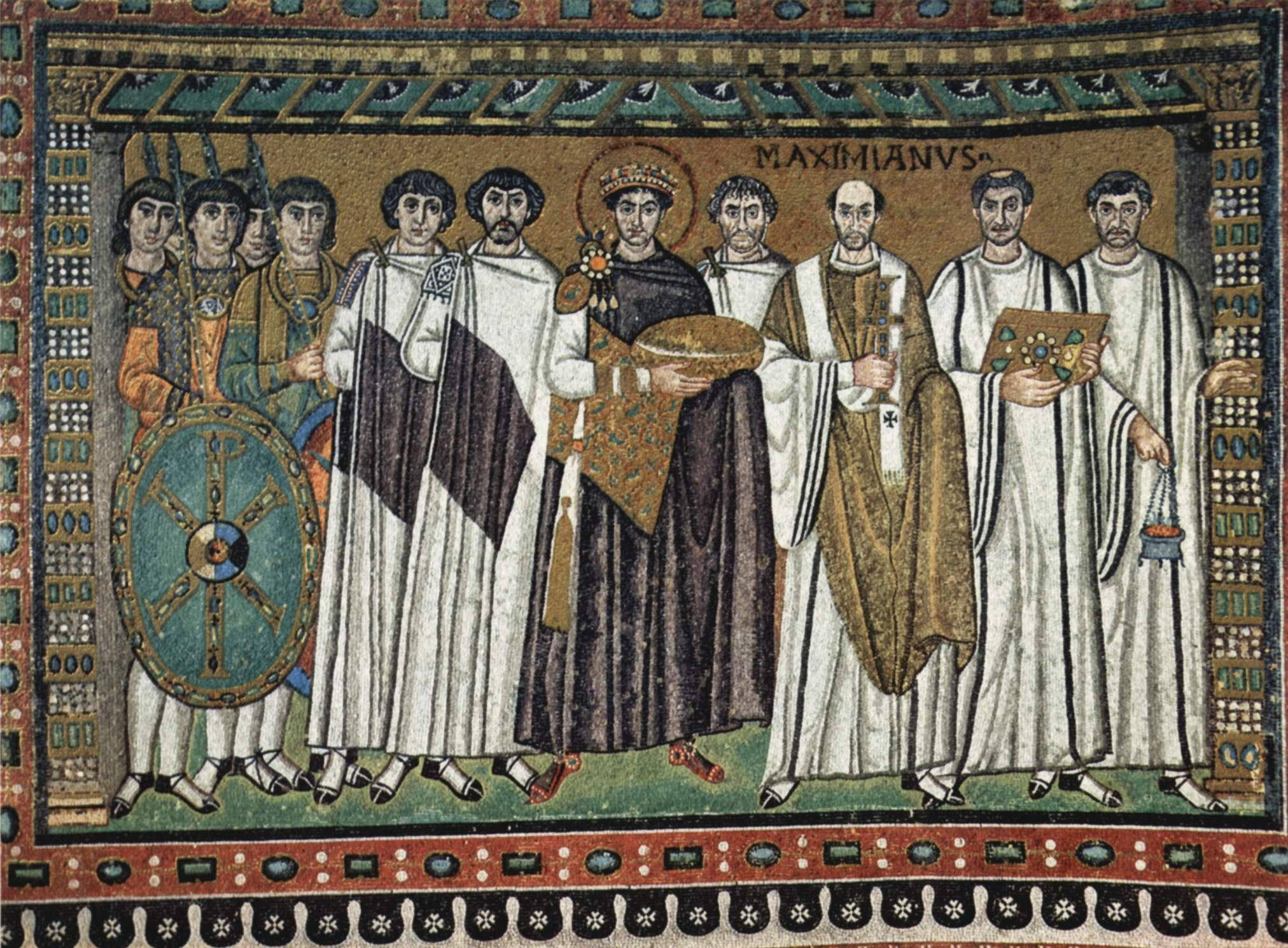
Corte del emperador bizantino Justiniano I, mosaico de San Vital de Rávena.

La división entre Oriente y Occidente fue, además de una estrategia política (inicialmente de Diocleciano —286— y hecha definitiva con Teodosio I —395—), un reconocimiento de la diferencia esencial entre ambas mitades del Imperio. Oriente, en sí mismo muy diverso (península balcánica, Mezzogiorno, Anatolia, Cáucaso, Siria, Palestina, Egipto y la frontera mesopotámica con los persas), era la parte más urbanizada y con economía más dinámica y comercial, frente a un Occidente en vías de feudalización, ruralizado, con una vida urbana en decadencia, mano de obra esclava cada vez más escasa y la aristocracia cada vez más ajena a las estructuras del poder imperial y recluida en sus lujosas villae autosuficientes, cultivadas por colonos en régimen similar a la servidumbre. La lengua franca en Oriente era el griego, frente al latín de Occidente. En la implantación de la jerarquía cristiana, Oriente disponía de todos los patriarcados de la Pentarquía menos el de Roma (Alejandría, Antioquía y Constantinopla, a los que se añadió Jerusalén tras el concilio de Calcedonia de 451); incluso la primacía romana (sede pontificia de San Pedro) era un hecho discutido porque el Estado bizantino se operaba según el cesaropapismo (empezado por Constantino I y fundado teológicamente por Eusebio de Cesarea).

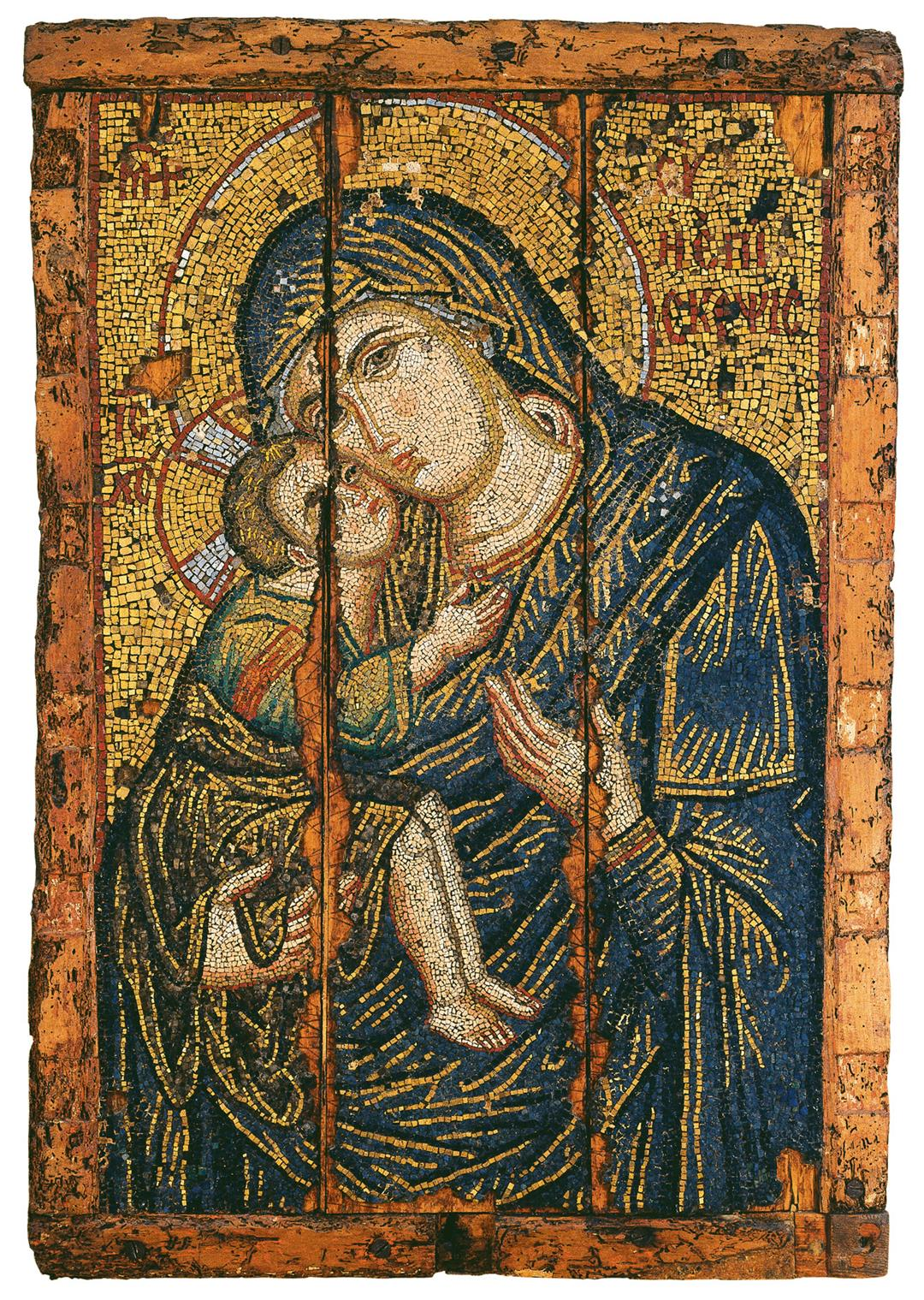
Mosaico bizantino con el tema de la Theotokos (María como Madre de Dios). Los nimbos representan la santidad (el del Niño Jesús, cruciforme, la divinidad y el sacrificio de la Cruz). El fondo dorado representa la eternidad celeste, además de cumplir con el horror vacui propio del estilo. Todos sus rasgos: el cromatismo, la frontalidad y la linealidad (bordes nítidos, marcado de los pliegues), además de influir grandemente en el románico de Europa Occidental, se reprodujeron y continuaron, estereotipados, en los iconos religiosos de épocas posteriores en toda Europa Oriental.

La supervivencia de Bizancio no dependía de la suerte de Occidente, mientras que lo contrario sí: de hecho, los emperadores orientales optaron por sacrificar Roma —que ya ni siquiera era la capital occidental— cuando lo consideraron conveniente, abandonándola a su suerte o incluso desplazando hacia ella a los germanos (hérulos, ostrogodos y lombardos), lo que precipitó su caída. Sin embargo, la Ciudad Eterna, que tenía un valor simbólico, fue reconquistada e incluida en el efímero Exarcado de Rávena.

#### La restauración imperial de Justiniano
Justiniano I consolidó la frontera del Danubio y, desde 532 logró un equilibrio en la frontera con la Persia sasánida, lo que le permitió desplazar los esfuerzos bizantinos hacia el Mediterráneo, reconstruyendo la unidad del Mare Nostrum: En 533, una expedición del general Belisario aniquila a los vándalos (batallas de Ad Decimum y de Tricamerón) incorporando la provincia de África y las islas del Mediterráneo Occidental (Cerdeña, Córcega y las Baleares). En 535 Mundus ocupó Dalmacia y Belisario Sicilia. Narsés elimina a los ostrogodos de Italia en 554-555. Rávena volvió a ser una ciudad imperial, donde se conservarán los fastuosos mosaicos de San Vital. Liberio solo consiguió desplazar a los visigodos de la costa sureste de la península ibérica y de la provincia Bética.
En Constantinopla se iniciaron dos programas ambiciosos y de prestigio con el fin de asentar la autoridad imperial: uno de recopilación legislativa: el Corpus iuris civilis, dirigido por Triboniano (promulgado entre 529 y 534), y otro constructivo: la iglesia de Santa Sofía, de los arquitectos Antemio de Tralles e Isidoro de Mileto (levantada entre el 532 y el 537). Un símbolo de la civilización clásica fue clausurado: la Academia de Atenas (529). Otro, las carreras de cuadrigas siguieron siendo una diversión popular que levantaba pasiones. De hecho, eran utilizadas políticamente, expresando el color de cada equipo divergencias religiosas (un precoz ejemplo de movilizaciones populares utilizando colores políticos). La revuelta de Niká (534) estuvo a punto de provocar la huida del emperador, que evitó la emperatriz Teodora con su famosa frase la púrpura es un glorioso sudario.

#### Crisis, supervivencia y helenización del Imperio

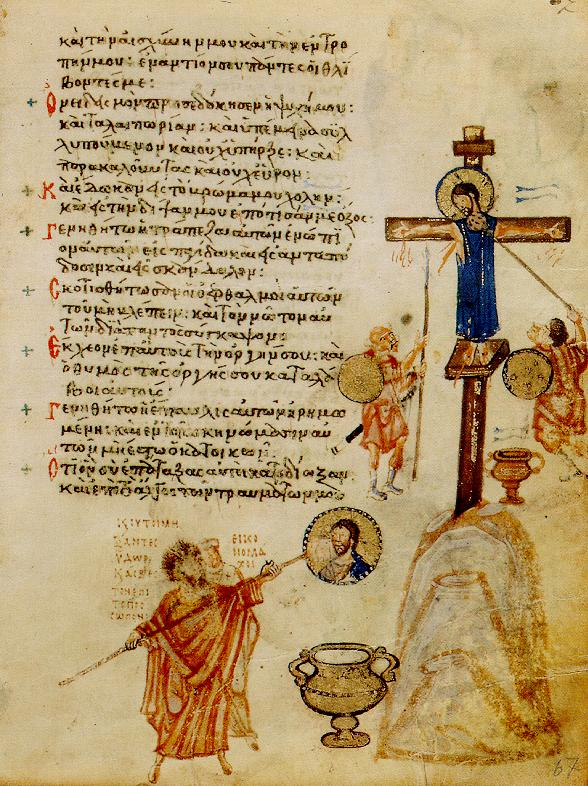
Salterio Jlúdov, uno de los tres únicos manuscritos ilustrados iconódulos que sobrevivieron al. Esta página ilustra un pasaje evangélico en que un soldado ofrece a Cristo vinagre en una esponja atada a una lanza. En el plano inferior se caricaturiza al último Patriarca de Constantinopla iconoclasta, Juan el Gramático, borrando un icono de Cristo con una esponja similar.

Los siglos VII y VIII representaron para Bizancio una edad oscura similar a la de occidente, que incluyó también una fuerte ruralización y feudalización en lo social y económico y una pérdida de prestigio y control efectivo del poder central. A las causas internas se sumó la renovación de la guerra con los persas, nada decisiva pero especialmente extenuante, a la que siguió la invasión musulmana, que privó al Imperio de las provincias más ricas: Egipto y Siria. No obstante, en el caso bizantino, la disminución de la producción intelectual y artística respondía además a los efectos particulares de la querella iconoclasta, que no fue un simple debate teológico entre iconoclastas e iconódulos, sino un enfrentamiento interno desatado por el patriarcado de Constantinopla, apoyado por el emperador León III, que pretendía acabar con la concentración de poder e influencia política y religiosa de los poderosos monasterios y sus apoyos territoriales (puede imaginarse su importancia viendo cómo ha sobrevivido hasta la actualidad el Monte Athos, fundado más de un siglo después, en 963).

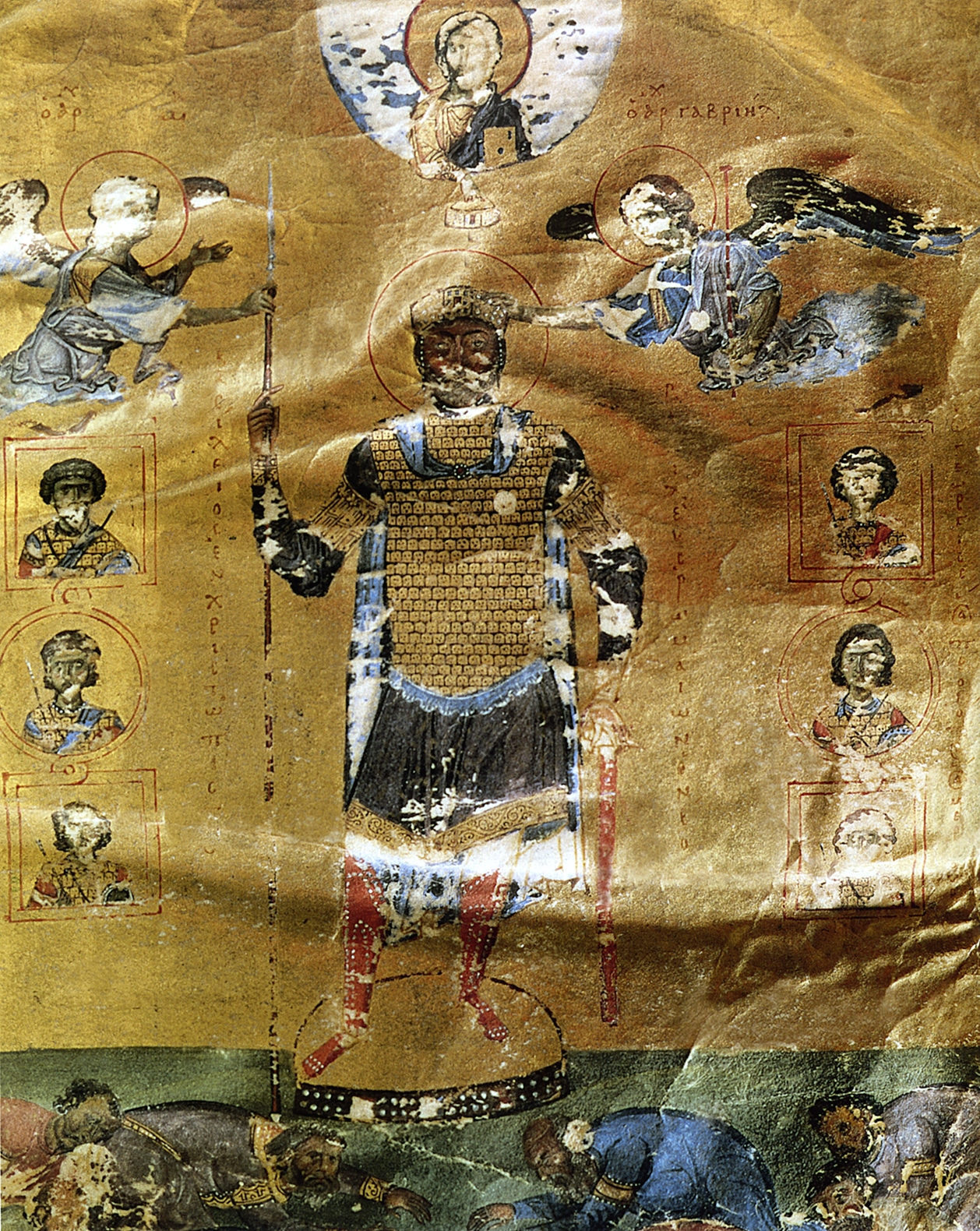
Basilio II Bulgaróctono Βασίλειος Β΄ Βουλγαροκτόνος, que quiere decir: «matador de búlgaros»; el nombre Basilio, Basileus significa rey en griego, y era el título que se daba al emperador.

La recuperación de la autoridad imperial y la mayor estabilidad de los siglos siguientes trajo consigo también un proceso de helenización, es decir, de recuperación de la identidad griega frente a la oficial entidad romana de las instituciones, cosa más posible entonces, dada la limitación y homogeneización geográfica producida por la pérdida de las provincias, y que permitía una organización territorial militarizada y más fácilmente gestionable: los temas (themata) con la adscripción a la tierra de los militares en ellos establecidos, lo que produjo formas similares al feudalismo occidental.
El periodo entre 867 y 1056, bajo la dinastía macedonia, se conoce con el nombre de Renacimiento macedónico, en que Bizancio vuelve a ser una potencia mediterránea y se proyecta hacia los pueblos eslavos de los Balcanes y hacia el norte del mar Negro. Basilio II Bulgaróctono que ocupó el trono en el período 976-1025 llevó al Imperio a su máxima extensión territorial desde la invasión musulmana, ocupando parte de Siria, Crimea y los Balcanes hasta el Danubio. La evangelización de Cirilo y Metodio obtendrá una esfera de influencia bizantina en Europa Oriental que cultural y religiosamente tendrá una gran proyección futura mediante la difusión del alfabeto cirílico (adaptación del alfabeto griego para la representación de los fonemas eslavos, que se sigue utilizando en la actualidad); así como la del cristianismo ortodoxo (predominante desde Serbia hasta Rusia).
Sin embargo, la segunda mitad del siglo XI presenciará un nuevo desafío islámico, esta vez protagonizado por los turcos selyúcidas y la intervención del Papado y de los europeos occidentales, mediante la intervención militar de las Cruzadas, la actividad comercial de los mercaderes italianos (genoveses, amalfitanos, pisanos y sobre todo venecianos) y las polémicas teológicas del denominado Cisma de Oriente o Gran Cisma de Oriente y Occidente, con lo que la teórica ayuda cristiana se demostró tan negativa o más para el Imperio Oriental que la amenaza musulmana. El proceso de feudalización se acentuó al verse forzados los emperadores Comneno a realizar cesiones territoriales (denominadas pronoia) a la aristocracia y a miembros su propia familia.

### La expansión del islam (desde elsigloVII)

Expansión árabe en el : califa Abu Bakr en la zona I, Omar en la II, Uthman en la III y Ali en la IV.

En el siglo VII, tras las predicaciones de Mahoma y las conquistas de los primeros califas (a la vez líderes políticos y religiosos, en una religión —el islamismo— que no reconoce distinciones entre laicos y clérigos), se había producido la unificación de Arabia y la conquista del Imperio persa y de buena parte del Imperio bizantino. En el siglo VIII se llegó a la península ibérica, la India y el Asia Central (batalla del Talas —751— victoria islámica ante China tras la que no se profundizó en ese Imperio, pero que permitió un mayor contacto con su civilización, aprovechando los conocimientos de los prisioneros). En el occidente la expansión musulmana se frenó desde la batalla de Poitiers (732) ante los francos y la mitificada batalla de Covadonga ante los asturianos (722). La presencia de los musulmanes como una civilización rival alternativa asentada en la mitad sur de la cuenca del Mediterráneo, cuyo tráfico marítimo pasan a controlar, obligó al cierre en sí misma de Europa Occidental por varios siglos, y para algunos historiadores significó el verdadero comienzo de la Edad Media.

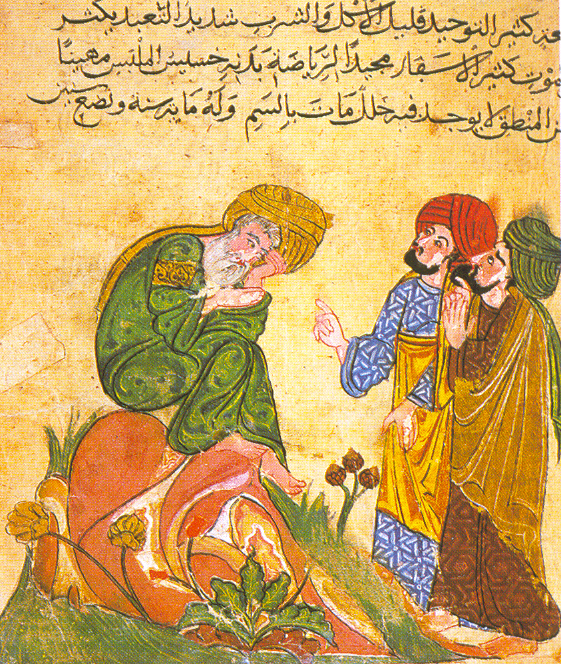
Manuscrito árabe ilustrado del La representación de figuras solo se consiente en algunas interpretaciones del islamismo, pero se prohíbe mayoritariamente. Esta prohibición incentivó otras artes, como la caligrafía. Esta ilustración representa a Sócrates (Sughrat). La recuperación y difusión de la cultura clásica grecorromana fue una de las principales aportaciones del islam medieval a la civilización.

Desde el siglo VIII se produjo una difusión más lenta de la civilización islámica por sitios tan lejanos como Indonesia y el continente africano, y desde el siglo XIV por Anatolia y los Balcanes. Las relaciones con la India fueron también muy estrechas durante el resto de la Edad Media (aunque la imposición del imperio mogol no se produjo hasta el siglo XVI), mientras que el océano Índico se convirtió casi en un Mare Nostrum árabe, donde se ambientaron las aventuras de Simbad el marino (uno de los cuentos de Las mil y una noches de la época de Harún al-Rashid). El tráfico comercial de las rutas marítimas y caravaneras unían el Índico con el Mediterráneo a través del mar Rojo o el golfo Pérsico y las caravanas del desierto. Esa llamada ruta de las especias (prefigurada por la ruta del incienso en la Edad Antigua) fue esencial para que llegaran a occidente retazos de la ciencia y la cultura de Extremo Oriente. Por el norte, la Ruta de la Seda cumplió la misma función atravesando los desiertos y las cordilleras del Turquestán. El ajedrez, la numeración indoarábiga y el concepto de cero, así como algunas obras literarias (Calila e Dimna) estuvieron entre los aportes hindúes y persas. El papel, el grabado o la pólvora, entre las chinas. La función de los árabes, y de los persas, sirios, egipcios y españoles arabizados (no solo islámicos, pues hubo muchos que mantuvieron su religión cristiana o judía —no tanto la zoroastriana—) distó mucho de ser mera transmisión, como testimonia la influencia de la reinterpretación de la filosofía clásica que llegó a través de los textos árabes a Europa Occidental a partir de las traducciones latinas desde el siglo XII, y la difusión de cultivos y técnicas agrícolas por la región mediterránea. En un momento en que estaban prácticamente ausentes de la economía europea, destacaron las prácticas comerciales y la circulación monetaria en el mundo islámico, animadas por la explotación de minas de oro tan lejanas como las del África subsahariana, junto con otro tipo de actividades, como el tráfico de esclavos.

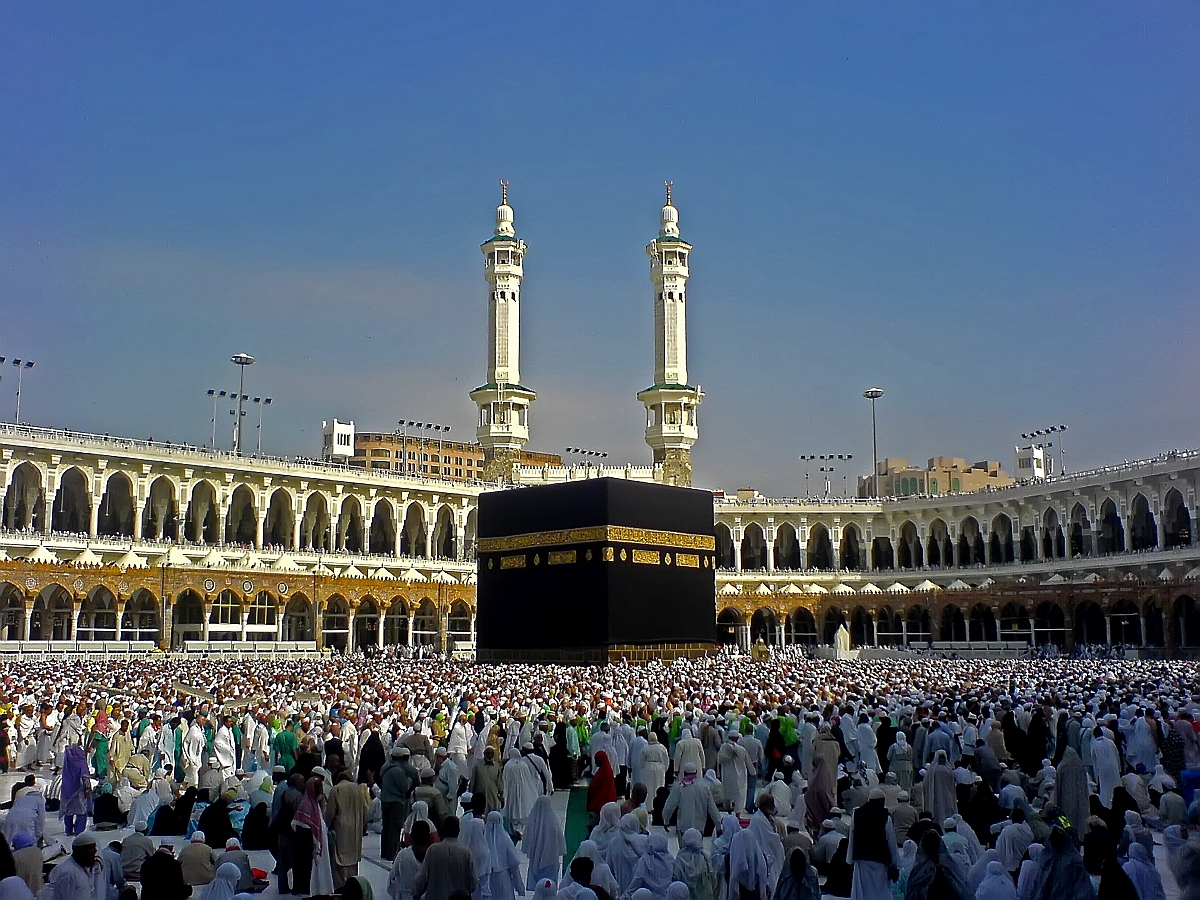
La Kaaba en la Mezquita de La Meca o mezquita sagrada (Masyid al-Haram).

La unidad inicial del mundo islámico, que se había cuestionado ya en el aspecto religioso con la separación de suníes y chiíes, se rompió también en lo político con la sustitución de los Omeyas por los Abbasíes al frente del califato en el 749, que además sustituyeron Damasco por Bagdad como capital. Abderramán I, el último superviviente Omeya, consiguió fundar en Córdoba un emirato independiente para al-Ándalus (nombre árabe de la península ibérica), que su descendiente Abderramán III convirtió en un califato alternativo en el 929. Poco antes, en el 909 los Fatimíes habían hecho lo propio en Egipto. A partir del siglo XI se producen cambios muy importantes: el desafío a la hegemonía árabe como etnia dominante dentro del islam a cargo de los islamizados turcos, que pasarán a controlar distintas zonas del Medio Oriente (mamelucos, otomanos), o de kurdos como Saladino; la irrupción de los cristianos latinos en tres puntos clave del Mediterráneo (reinos cristianos de la Reconquista en al-Ándalus, normandos en el sur de Italia y cruzados en Siria y Palestina); y la de los mongoles desde el centro de Asia.

Los eruditos como al-Biruni, al-Jahiz, al-Kindi, Abu Bakr Muhammad al-Razi, Ibn Sina, al-Idrisi, Ibn Bayya, Omar al-Jayyam, Ibn Zuhr, Ibn Tufail, Ibn Rushd, al-Suyuti, y miles de otros académicos no fueron una excepción, sino la norma general en la civilización musulmana. La civilización musulmana del periodo clásico fue destacable por el elevado número de eruditos polifacéticos que produjo. Es una muestra de la homogeneidad de la filosofía islámica sobre la ciencia, y su énfasis sobre la síntesis, las investigaciones interdisciplinares y la multiplicidad de métodos.
Ziauddin Sardar

#### Al-Ándalus (al)

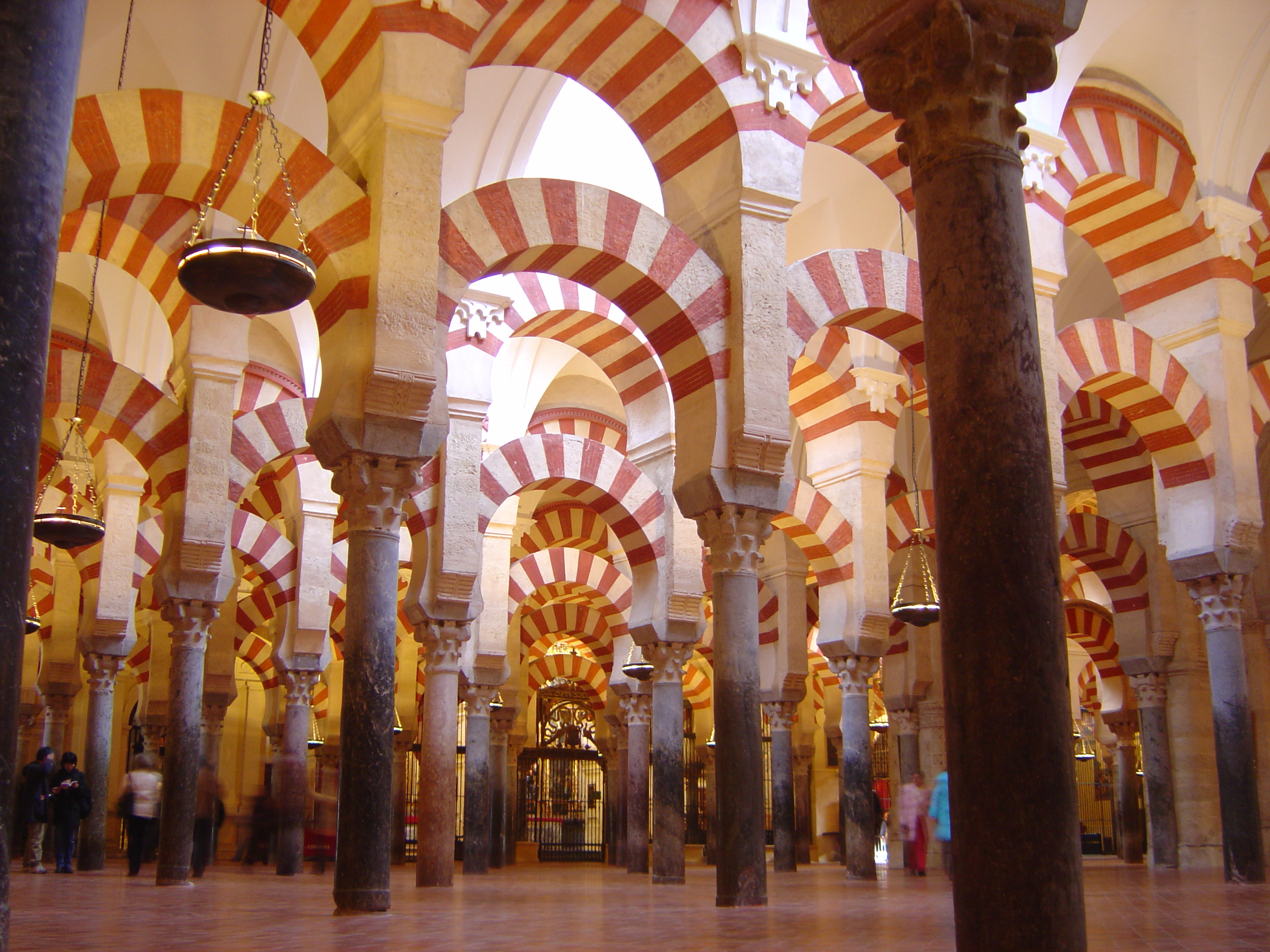
Interior de la Mezquita de Córdoba. Durante algo más de un siglo Córdoba fue la capital de un califato.

### Imperio carolingio (siglosVIIIyIX)

#### Surgimiento y ascenso

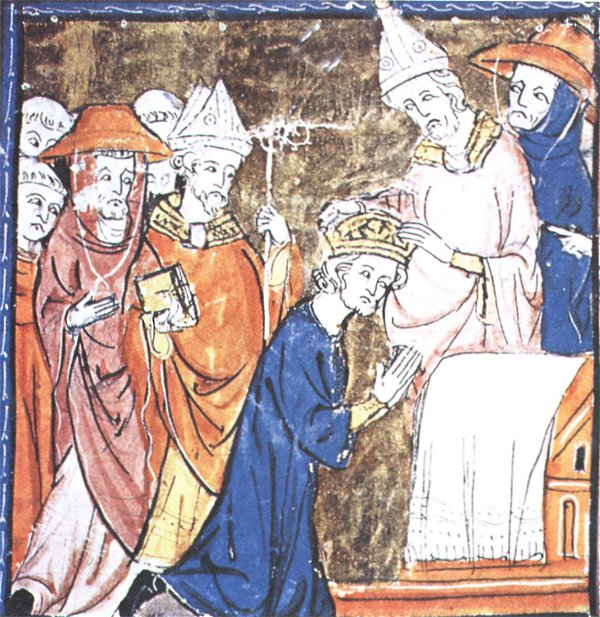
Coronación de Carlomagno por el papa León III, el día de Navidad del año 800.

Hacia el siglo VIII, la situación política europea se había estabilizado. En oriente, el Imperio bizantino era fuerte otra vez, gracias a una serie de emperadores competentes. En occidente, algunos reinos aseguraban relativa estabilidad a varias regiones: Northumbria a Inglaterra, el Reino visigodo a España, el Reino lombardo a Italia y el Reino franco a Galia y Alemania. En realidad, el Reino franco era un compuesto de tres reinos: Austrasia, Neustria y Aquitania.
El Imperio carolingio surge de las bases creadas por los predecesores de Carlomagno desde principios del siglo VIII (Carlos Martel y Pipino el Breve). La proyección de sus fronteras a través de una gran parte de la Europa Occidental permitió a Carlos la aspiración de reconstruir la extensión del antiguo Imperio romano occidental, siendo la primera entidad política de la Edad Media que estuvo en condiciones de convertirse en una potencia continental. Aquisgrán fue elegida como capital, en una situación central y suficientemente alejada de Italia, que a pesar de ser liberada del dominio de los longobardos y de las teóricas reivindicaciones bizantinas, conservó una gran autonomía que llegaba a la soberanía temporal con la cesión de unos incipientes Estados Pontificios (el Patrimonium Petri o Patrimonio de San Pedro, que incluía Roma y buena parte del centro de Italia). Como resultado de la estrecha vinculación entre el pontificado y la dinastía carolingia, que se legitimaban y defendían mutuamente ya por tres generaciones, el papa León III reconoció las pretensiones imperiales de Carlomagno con una coronación en extrañas circunstancias, el día de Navidad del año 800.

KAROLUS. Monograma de Carlomagno, quien lo utilizaba como firma. Carlomagno, a pesar de sus esfuerzos, nunca aprendió a escribir con soltura.

Se crearon las marcas para fijar las fronteras ante los enemigos exteriores (árabes en la Marca Hispánica, sajones en la Marca Sajona, bretones en la Marca Bretona, lombardos —hasta su derrota— en la Marca Lombarda y ávaros en la Marca Ávara; posteriormente también se creó una para los húngaros: la Marca del Friuli). El territorio interior fue organizado en condados y ducados (unión de varios condados o marcas). Los funcionarios que los dirigían (condes, marqueses y duques) eran vigilados por inspectores temporales (los missi dominici —enviados del señor—), y se procuraba que no se heredaran para evitar que quedaran patrimonializados en una familia (cosa, que con el tiempo, no pudo evitarse). La consignación de tierras junto con los cargos, pretendía sobre todo el mantenimiento de la costosa caballería pesada y los nuevos caballos de batalla (destreros, introducidos desde Asia en el siglo VII que se empleaban de una manera completamente distinta a la caballería antigua, con estribos, aparatosas sillas y que podían sostener armaduras). Tal proceso estuvo en el origen del nacimiento de los feudos que había que ceder a cada militar de acuerdo con su rango, hasta la unidad básica: el caballero que ejercía de señor sobre un territorio, se quedaba para su mantenimiento con una reserva señorial y dejaba los mansos para sus siervos, que estaban obligados a cultivar la reserva con prestaciones gratuitas de trabajo a cambio de la protección militar y el mantenimiento del orden y la justicia, que eran las funciones del señor. Lógicamente, los feudos en sus distintos niveles sufrieron la misma transformación patrimonial que marcas y condados, estableciendo una red piramidal de fidelidades que es el origen del vasallaje feudal.
Carlomagno negoció de igual a igual con otras grandes potencias de la época, como el Imperio bizantino, el Emirato de Córdoba, y el Califato Abasida. Aunque él mismo, ya en edad adulta, no sabía escribir (cosa habitual en la época, en que únicamente algunos clérigos lo hacían), Carlomagno siguió una política de prestigio cultural y un notable programa artístico. Pretendió rodearse de una corte de sabios e iniciar un programa educativo basado en el trivium y el quadrivium, para lo que mandó llamar a la intelectualidad de su tiempo a sus dominios impulsando, con la colaboración de Alcuino de York, el llamado Renacimiento carolingio. Dentro de este empeño educativo ordenó a sus nobles aprender a escribir, cosa que él mismo intentó, aunque nunca consiguió hacerlo con soltura.

#### División y hundimiento

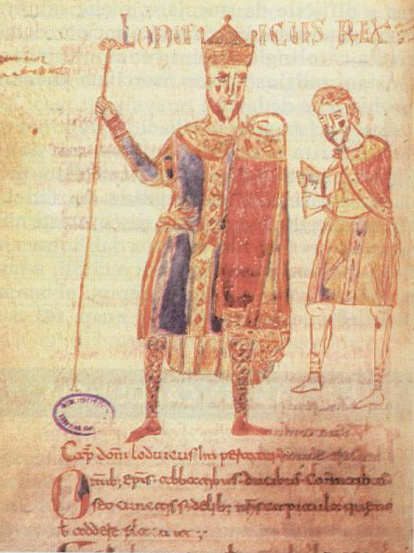
Ludovico Pío, hijo y heredero de Carlomagno.

Muerto Carlomagno en 814, toma el poder su hijo Ludovico Pío. Los hijos de este: Carlos el Calvo (Francia occidental), Luis el Germánico (Francia oriental) y Lotario I (primogénito y heredero del título imperial), se enfrentaron militarmente disputándose los diferentes territorios del imperio, que, más allá de las alianzas aristocráticas, manifestaban distintas personalidades, interpretables desde una perspectiva protonacional (idiomas diferentes: hacia el sur y oeste se imponían las lenguas romances que se comenzaban a diferenciar del latín vulgar, hacia el norte y este las lenguas germánicas, como testimoniaban los previos Juramentos de Estrasburgo; costumbres, tradiciones e instituciones propias —romanas hacia el sur, germanas hacia el norte—). Esta situación no concluyó ni siquiera en el 843 tras el Tratado de Verdún, puesto que la posterior división del reino de Lotario entre sus hijos (la Lotaringia, franja central desde los Países Bajos hasta Italia, pasando por la región del Rin, Borgoña y Provenza) llevó a los tíos de estos (Carlos y Luis), a otro reparto (el Tratado de Mersen del 870) que simplificaba las fronteras (dejando únicamente Italia y Provenza en manos de su sobrino el emperador Luis II el Joven —cuyo cargo no suponía más primacía que la honorífica—, pero no condujo a una mayor concentración de poder en manos de esos monarcas, débiles y en manos de la nobleza territorial. En algunas regiones, el pacto no era más que una entelequia, puesto que la costa del mar del Norte estaba ocupada por los vikingos. Incluso en las zonas teóricamente controladas, las posteriores herencias y luchas internas entre los sucesivos reyes y emperadores carolingios subdividieron y reunificaron los territorios de manera casi aleatoria.
La división, sumada al proceso institucional de descentralización inherente al sistema feudal, en ausencia de fuertes poderes centrales, y al debilitamiento preexistente de las estructuras sociales y económicas, hizo que la siguiente oleada de invasiones bárbaras, sobre todo las protagonizadas por húngaros y vikingos, sumieran de nuevo a Europa Occidental en el caos de una nueva edad oscura.

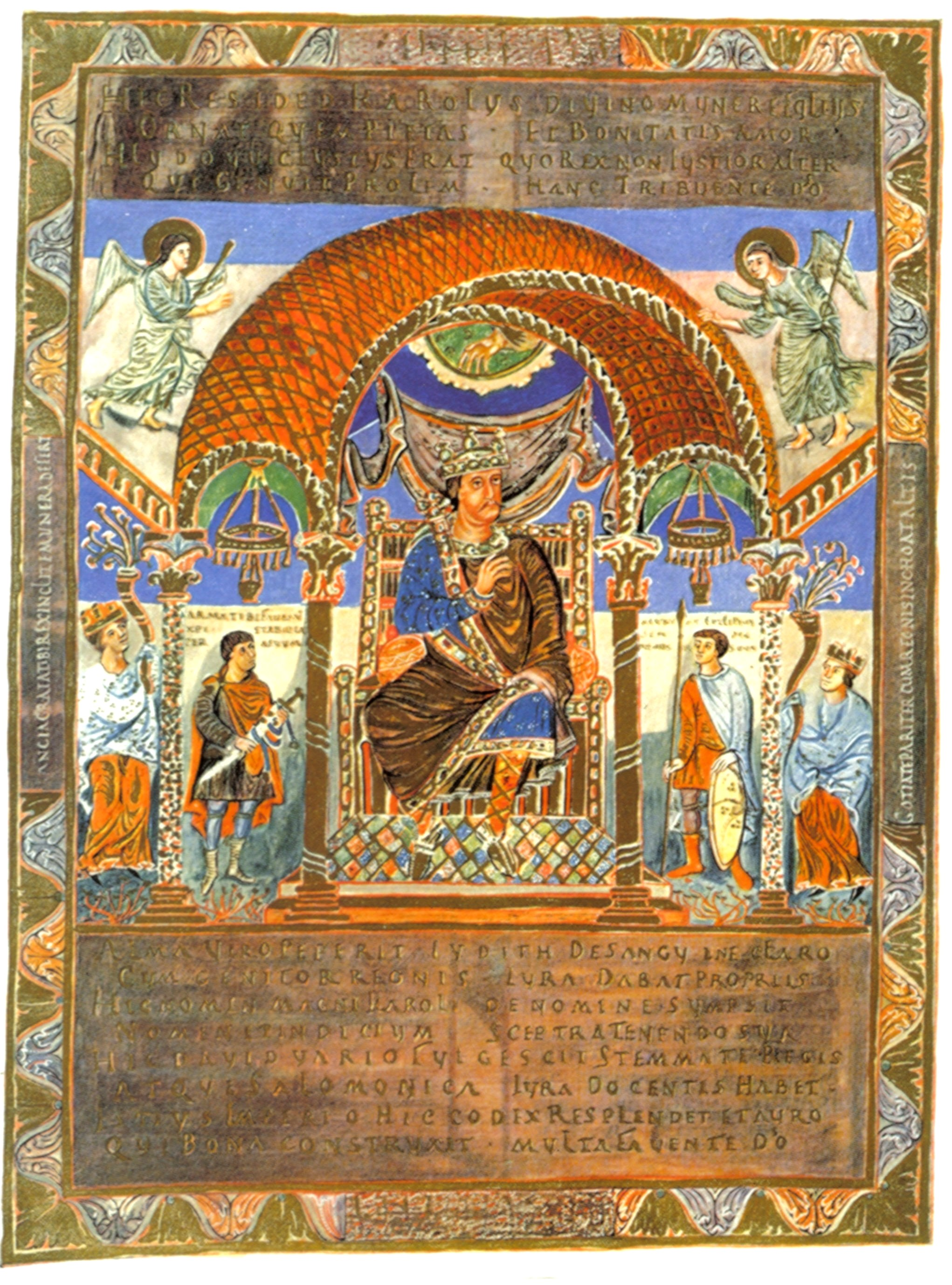
Carlos el Calvo, rey de Francia Occidental.
Apogeo del Imperio carolingio hacia 814.
Divisiones del Imperio en los tratados de Verdún (año 843, línea punteada) y Meersen (870).
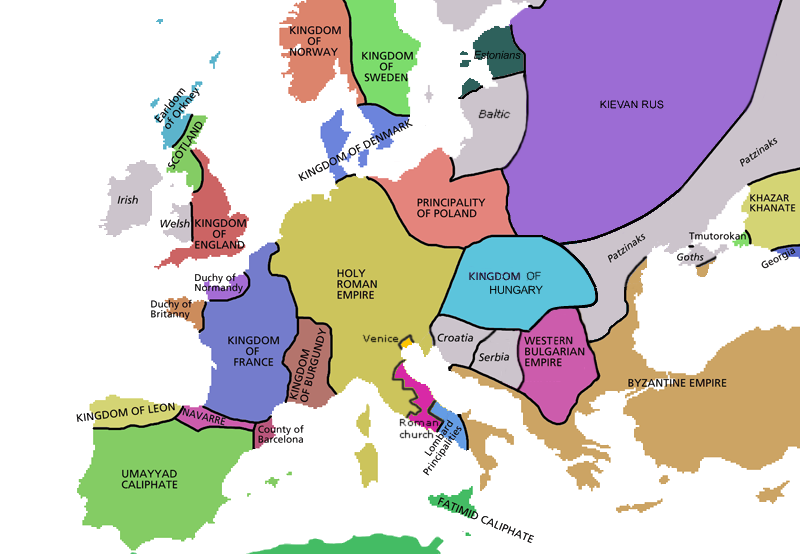
Europa en torno al 998.

### El sistema feudal

#### Uso del término «feudalismo»
El fracaso del proyecto político centralizador de Carlomagno llevó, en ausencia de ese contrapeso, a la formación de un sistema político, económico y social que los historiadores han convenido en llamar feudalismo, aunque en realidad el nombre nació como un peyorativo para designar del Antiguo Régimen por parte de sus críticos ilustrados. La Revolución francesa suprimió solemnemente "todos los derechos feudales" en la noche del 4 de agosto de 1789 y "definitivamente el régimen feudal", con el decreto del 11 de agosto.
La generalización del término permite a muchos historiadores aplicarlo a las formaciones sociales de todo el territorio europeo occidental, pertenecieran o no al Imperio carolingio. Los partidarios de un uso restringido, argumentando la necesidad de no confundir conceptos como feudo, villae, tenure, o señorío lo limitan tanto en espacio (Francia, Oeste de Alemania y Norte de Italia) como en el tiempo: un «primer feudalismo» o «feudalismo carolingio» desde el siglo VIII hasta el año 1000 y un «feudalismo clásico» desde el año 1000 hasta el 1240, a su vez dividido en dos épocas, la primera, hasta el 1160 (la más descentralizada, en que cada señor de castillo podía considerarse independiente, y se produce el proceso denominado incastellamento); y la segunda, la propia de la "monarquía feudal"). Habría incluso "feudalismos de importación": la Inglaterra normanda desde 1066 y los estados latinos de oriente creados durante las Cruzadas (siglos XII y XIII).
Otros prefieren hablar de "régimen" o "sistema feudal", para diferenciarlo sutilmente del feudalismo estricto, o de síntesis feudal, para marcar el hecho de que sobreviven en ella rasgos de la Antigüedad clásica mezclados con contribuciones germánicas, implicando tanto a instituciones como a elementos productivos, y significó la especificidad del feudalismo europeo occidental como formación económico social frente a otras también feudales, con consecuencias trascendentales en el futuro devenir histórico. Más dificultades hay para el uso del término cuando nos alejamos más: Europa Oriental experimenta un proceso de "feudalización" desde finales de la Edad Media, justo cuando en muchas zonas de Europa Occidental los campesinos se liberan de las formas jurídicas de la servidumbre, de modo que suele hablarse del feudalismo polaco o ruso. El Antiguo Régimen en Europa, el islam medieval o el Imperio bizantino fueron sociedades urbanas y comerciales, y con un grado de centralización política variable, aunque la explotación del campo se realizaba con relaciones sociales de producción muy similares al feudalismo medieval. Los historiadores que aplican la metodología del materialismo histórico (Marx definió el modo de producción feudal como el estadio intermedio entre el esclavista y el capitalista) no dudan en hablar de «economía feudal» para referirse a ella, aunque también reconocen la necesidad de no aplicar el término a cualquier formación social preindustrial no esclavista, puesto que a lo largo de la historia y de la geografía han existido otros modos de producción también previstos en la modelización marxista, como el modo de producción primitivo de las sociedades poco evolucionadas, homogéneas y con escasa división social —como las de los mismos pueblos germánicos previamente a las invasiones— y el modo de producción asiático o despotismo hidráulico —Egipto faraónico, reinos de la India o Imperio chino— caracterizado por la tributación de las aldeas campesinas a un estado muy centralizado. En lugares aún más lejanos se ha llegado a utilizar el término feudalismo para describir una época. Es el caso de Japón y el denominado feudalismo japonés, dadas las innegables similitudes y paralelismos que la nobleza feudal europea y su mundo tiene con los samuráis y el suyo. También se ha llegado a aplicarlo a la situación histórica de los periodos intermedios de la historia de Egipto, en los que, siguiendo un ritmo cíclico milenario, decae el poder central y la vida en las ciudades, la anarquía militar rompe la unidad de las tierras del Nilo, y los templos y señores locales que alcanzan a controlar un espacio de poder gobiernan en él de manera independiente sobre los campesinos obligados al trabajo.

#### El vasallaje y el feudo

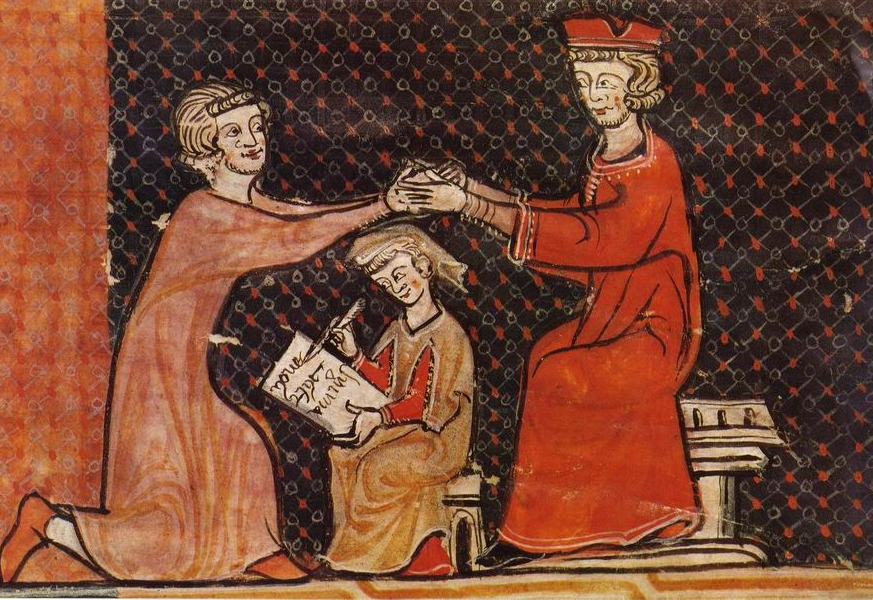
Un vasallo arrodillado realiza la inmixtio manum durante el homenaje a su señor, sentado. Un escribiente toma nota. Todos están sonrientes.

Dos instituciones eran claves para el feudalismo: por un lado el vasallaje como relación jurídico-política entre señor y vasallo, un contrato sinalagmático (es decir, entre iguales, con requisitos por ambas partes) entre señores y vasallos (ambos hombres libres, ambos guerreros, ambos nobles), consistente en el intercambio de apoyos y fidelidades mutuas (dotación de cargos, honores y tierras —el feudo— por el señor al vasallo y compromiso de auxilium et consilium —auxilio o apoyo militar y consejo o apoyo político—), que si no se cumplía o se rompía por cualquiera de las dos partes daba lugar a la felonía, y cuya jerarquía se complicaba de forma piramidal (el vasallo era a su vez señor de vasallos); y por otro lado el feudo como unidad económica y de relaciones sociales de producción, entre el señor del feudo y sus siervos, no un contrato igualitario, sino una imposición violenta justificada ideológicamente como un do ut des de protección a cambio de trabajo y sumisión.
Por tanto, la realidad que se enuncia como relaciones feudo-vasalláticas es realmente un término que incluye dos tipos de relación social de naturaleza completamente distinta, aunque los términos que las designan se empleaban en la época (y se siguen empleando) de manera equívoca y con gran confusión terminológica entre ellos:
El vasallaje era un pacto entre dos miembros de la nobleza de distinta categoría. El caballero de menor rango se convertía en vasallo (vassus) del noble más poderoso, que se convertía en su señor (dominus) por medio del Homenaje e Investidura, en una ceremonia ritualizada que tenía lugar en la torre del homenaje del castillo del señor. El homenaje (homage) —del vasallo al señor— consistía en la postración o humillación —habitualmente de rodillas—, el osculum (beso), la inmixtio manum —las manos del vasallo, unidas en posición orante, eran acogidas entre las del señor—, y alguna frase que reconociera haberse convertido en su hombre. Tras el homenaje se producía la investidura —del señor al vasallo—, que representaba la entrega de un feudo (dependiendo de la categoría de vasallo y señor, podía ser un condado, un ducado, una marca, un castillo, una población, o un simple sueldo; o incluso un monasterio si el vasallaje era eclesiástico) a través de un símbolo del territorio o de la alimentación que el señor debe al vasallo —un poco de tierra, de hierba o de grano— y del espaldarazo, en el que el vasallo recibe una espada (y unos golpes con ella en los hombros), o bien un báculo si era religioso.
La encomienda, encomendación o patrocinio (patrocinium, commendatio, aunque era habitual utilizar el término commendatio para el acto del homenaje o incluso para toda la institución del vasallaje) eran pactos teóricos entre los campesinos y el señor feudal, que podían también ritualizarse en una ceremonia o —más raramente— dar lugar a un documento. El señor acogía a los campesinos en su feudo, que se organizaba en una reserva señorial que los siervos debían trabajar obligatoriamente (sernas o corveas) y en el conjunto de las pequeñas explotaciones familiares (mansos) que se atribuían a los campesinos para que pudieran subsistir. Obligación del señor era protegerles si eran atacados, y mantener el orden y la justicia en el feudo. A cambio, el campesino se convertía en su siervo y pasaba a la doble jurisdicción del señor feudal: en los términos utilizados en la península ibérica en la Baja Edad Media, el señorío territorial, que obligaba al campesino a pagar rentas al noble por el uso de la tierra; y el señorío jurisdiccional, que convertía al señor feudal en gobernante y juez del territorio en el que vivía el campesino, por lo que obtenía rentas feudales de muy distinto origen (impuestos, multas, monopolios, etc.). La distinción entre propiedad y jurisdicción no era en el feudalismo algo claro, pues de hecho el mismo concepto de propiedad era confuso, y la jurisdicción, otorgada por el rey como merced, ponía al señor en disposición de obtener sus rentas. No existieron señoríos jurisdiccionales en los que la totalidad de las parcelas pertenecieran como propiedad al señor, siendo muy generalizadas distintas formas de alodio en los campesinos. En momentos posteriores de despoblamiento y refeudalización, como la crisis del siglo XVII, algunos nobles intentaban que se considerase despoblado completamente de campesinos un señorío para liberarse de todo tipo de cortapisas y convertirlo en coto redondo reconvertible para otro uso, como el ganadero.
Junto con el feudo, el vasallo recibe los siervos que hay en él, no como propiedad esclavista, pero tampoco en régimen de libertad; puesto que su condición servil les impide abandonarlo y les obliga a trabajar. Las obligaciones del señor del feudo incluyen el mantenimiento del orden, o sea, la jurisdicción civil y criminal (mero e mixto imperio en la terminología jurídica reintroducida con el Derecho Romano en la Baja Edad Media), lo que daba aún mayores oportunidades para obtener el excedente productivo que los campesinos pudieran obtener después de las obligaciones de trabajo —corveas o sernas en la reserva señorial— o del pago de renta —en especie o en dinero, de circulación muy escasa en la Alta Edad Media, pero más generalizada en los últimos siglos medievales, según fue dinamizándose la economía—. Como monopolio señorial solían quedar la explotación de los bosques y la caza, los caminos y puentes, los molinos, las tabernas y tiendas. Todo ello eran más oportunidades de obtener más renta feudal, incluidos derechos tradicionales, como el ius prime noctis o derecho de pernada, que se convirtió en un impuesto por matrimonios, buena muestra de que es en el excedente de donde se extrae la renta feudal de manera extraeconómica (en este caso en la demostración de que una comunidad campesina crece y prospera).

#### Los órdenes feudales

Orator, bellator et laborator (clérigo, guerrero y labrador); o sea, los tres órdenes medievales. Letra capitular de un manuscrito.

Con el tiempo, siguiendo la tendencia marcada desde el Bajo Imperio romano, que se consolidó en la época clásica del feudalismo y que pervivió durante todo el Antiguo Régimen, se fue conformando una sociedad organizada de manera estamental, en los llamados estamentos u ordines (órdenes): nobleza, clero y pueblo llano (o tercer estado): bellatores, oratores y laboratores los hombres que guerrean, los que rezan y los que trabajan, según el vocabulario de la época. Los dos primeros son privilegiados, es decir, no se les aplica la ley común, sino un fuero propio (por ejemplo, tienen distintas penas para el mismo delito, y su forma de ejecución es diferente) y no pueden trabajar (les están prohibidos los oficios viles y mecánicos), puesto que esa es la condición de no privilegiados. En época medieval, los órdenes feudales no eran estamentos cerrados y bloqueados, sino que mantenían una permeabilidad que permitía en casos extraordinarios el ascenso social debido al mérito (por ejemplo, a la demostración de un excepcional valor), que eran tan escasos que no se vivían como una amenaza, cosa que sí ocurrió a partir de las grandes convulsiones sociales de los siglos finales de la Baja Edad Media, en que los privilegiados se vieron obligados a institucionalizar su posición procurando cerrar el acceso a sus estamentos de los no privilegiados (en lo que tampoco tuvieron una eficacia total). Completamente impropia sería la comparación con la sociedad de castas de la India, en que guerreros, sacerdotes, comerciantes, campesinos y parias pertenecían a castas diferentes entendidas como linajes desconectados cuya mezcla se prohibía.
Las funciones de los órdenes feudales estaban fijadas ideológicamente por el agustinismo político (Civitate Dei -426-), en búsqueda de una sociedad que, aunque como terrena no podía dejar de ser corrupta e imperfecta, podía aspirar a ser al menos una sombra de la imagen de una "Ciudad de Dios" perfecta de raíces platónicas en que todos tuvieran un papel en su protección, su salvación y su mantenimiento. Esta idea fue reformulada y perfilada a lo largo de la Edad Media, sucesivamente por autores como Isidoro de Sevilla (630), la escuela de Auxerre (Haimón de Auxerre -865- en la abadía borgoñona en la que trabajaban Erico de Auxerre y su discípulo Remigio de Auxerre, que seguían la tradición de Escoto Eriúgena), Boecio (892), Wulfstan de York (1010), Gerardo de Cambrai (1024) o Adalberón de Laon; y utilizada en textos legislativos como la llamada Compilación de Huesca de los Fueros de Aragón (Jaime I), y las Siete Partidas (Alfonso X el Sabio, 1265).
Los bellatores o guerreros eran la nobleza, cuya función era la protección física, la defensa de todos ante las agresiones e injusticias. Estaba organizada piramidalmente desde el emperador, pasando por los reyes y descendiendo sin solución de continuidad hasta el último escudero, aunque atendiendo a su rango, poder y riqueza puede clasificarse en dos partes diferenciadas: alta nobleza (marqueses, condes y duques) cuyos feudos tienen el tamaño de regiones y provincias (aunque la mayor parte de las veces no en continuidad territorial, sino repartido y difuso, lleno de enclaves y exclaves); y la baja nobleza o caballeros (barones, infanzones), cuyos feudos son del tamaño de pequeñas comarcas (a escala municipal o inferior a la municipal), o directamente no poseen feudos territoriales, viviendo en los castillos de señores más importantes, o en ciudades o poblaciones en las que no ejercen jurisdicción (aunque sí pueden ejercer su regimiento, es decir, participar en su gobierno municipal en representación del estado noble). A finales de la Edad Media y en la Edad Moderna, cuando la nobleza ya no ejercía su función militar, como era el caso de los hidalgos españoles, que aducían sus privilegios estamentales para evitar el pago de impuestos y obtener alguna ventaja social, alardeando de ejecutoria o de blasón y casa solariega, pero que al no disponer de rentas feudales suficientes para mantener la manera de vida nobiliaria, corrían el peligro de perder su condición por contraer un matrimonio desigual o ganarse la vida trabajando:

Pues la sangre de los godos,

y el linaje e la nobleza

tan crescida,

¡por cuántas vías e modos

se pierde su grand alteza

en esta vida!

Unos, por poco valer,

por cuán baxos e abatidos

que los tienen;

otros que, por non tener,

con oficios non debidos se mantienen.
Copla X de las Coplas a la muerte de su padre de Jorge Manrique

Además de la legitimación religiosa, a través de la cultura y el arte laicos (la épica de los cantares de gesta y la lírica del amor cortés de los trovadores provenzales) se difundía socialmente la legitimación ideológica de la forma de vida, la función social y los valores de la nobleza.

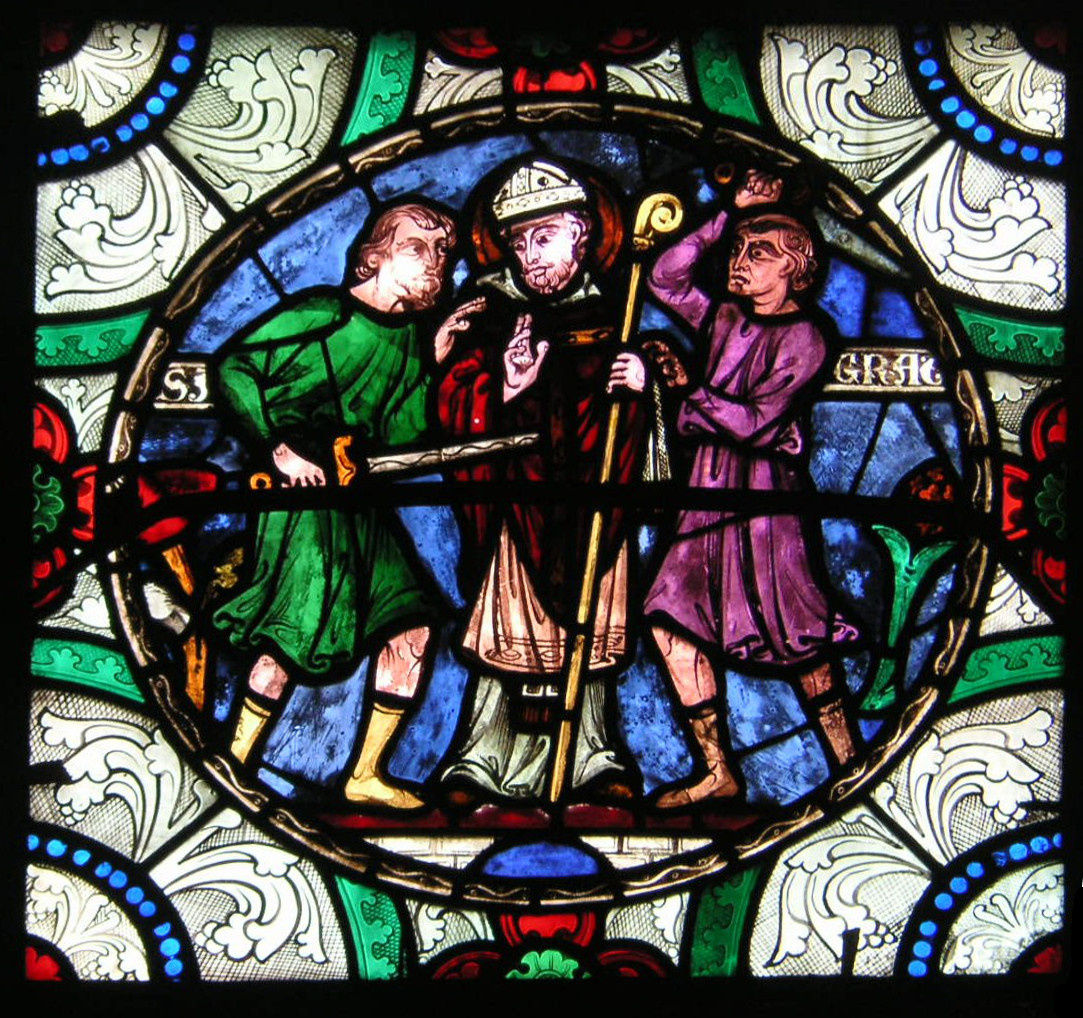
Asesinato de Santo Tomás Becket (1170), provocado por el rey de Inglaterra, anteriormente su aliado. Vidriera de la catedral de Canterbury.

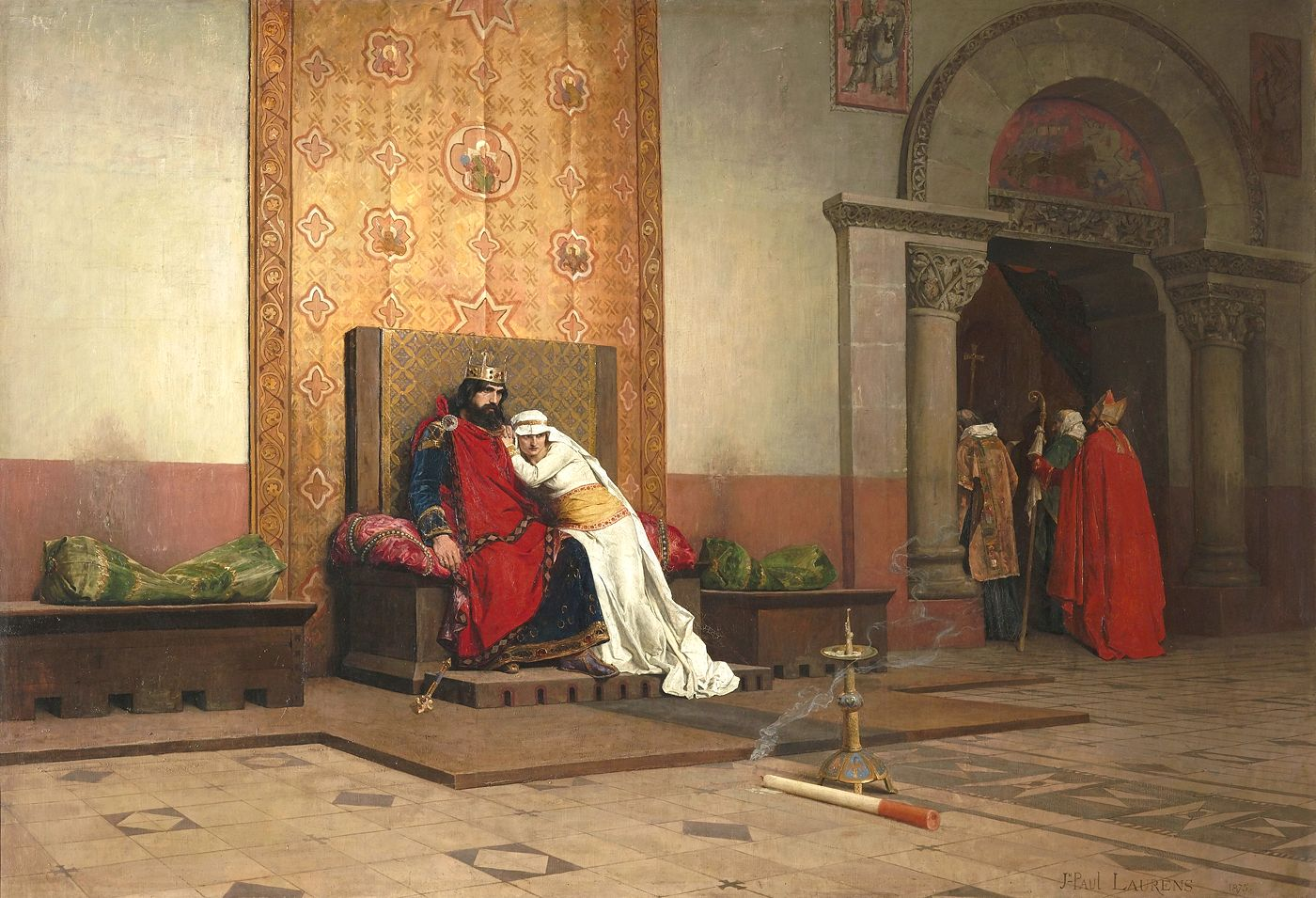
Excomunión de Roberto II de Francia (998), en una recreación de pintura histórica por Jean-Paul Laurens (1875).

Los oratores o clérigos eran el clero, cuya función era facilitar la salvación espiritual de las almas inmortales: algunos formaban una élite poderosa llamada alto clero (abades, obispos), y otros más humildes, el bajo clero (curas de pueblo o los hermanos legos de un monasterio). La extensión y organización del monacato benedictino a través de la Orden de Cluny, estrechamente vinculado a la organización de la red episcopal centralizada y jerarquizada, con cúspide en el papa de Roma, estableció la doble pirámide feudal del clero secular, destinado a la administración los de sacramentos (que controlaban toda la trayectoria vital de la población, desde el nacimiento hasta muerte); y el clero regular, apartado del mundo y sometido a una regla monástica (habitualmente la regla benedictina). Los tres votos monásticos del clero regular: pobreza, obediencia y castidad; así como el celibato eclesiástico que se fue imponiendo al clero secular, funcionaron como un eficaz mecanismo de vinculación de los dos estamentos privilegiados: los hijos segundones de la nobleza ingresaban en el clero, donde eran mantenidos sin estrecheces gracias a las numerosas fundaciones, donaciones, dotes y mandas testamentarias; pero no disputaban las herencias a sus hermanos, que podían mantener concentrado el patrimonio familiar. Las tierras de la Iglesia quedaban como manos muertas, cuya función era la de garantizar las misas y oraciones previstas por los donadores, de modo que los hijos rezaban por las almas de los padres. Todo el sistema garantizaba el mantenimiento del prestigio social de los privilegiados, asistiendo a misa en lugares destacados mientras vivían y enterrados en lugares principales de iglesias y catedrales cuando morían. No faltaron los enfrentamientos: la evidencia de simonía y nicolaísmo (nombramientos de cargos eclesiásticos interferidos por las autoridades civiles o su pura compraventa) y la utilización de la principal amenaza religiosa al poder temporal, equivalente a una muerte civil: la excomunión. El Papa se atribuía incluso la autoridad de eximir al vasallo de la fidelidad debida a su señor y reivindicarla para sí mismo, lo que fue utilizado en varias ocasiones para la fundación de reinos que pasaban a ser vasallos del Papa (por ejemplo, la independencia que Afonso Henriques obtuvo para el condado convertido en reino de Portugal frente al reino de León).
Los laboratores o trabajadores, eran el pueblo llano, cuya función era el mantenimiento de los cuerpos, la función ideológicamente más baja y humilde —humiliores eran los cercanos al humus, la tierra, mientras que sus superiores eran honestiores, los que podían mantener la honra u honor—. Necesariamente los más numerosos, y la inmensa mayoría de ellos dedicados a tareas agrícolas, dado la bajísima productividad y rendimiento agrícola, propios de la época preindustrial y del muy escaso nivel técnico (de ahí la identificación en castellano de laborator con labrador). Por lo común estaban sometidos a los otros estamentos. El pueblo llano estaba compuesto en su gran mayoría por campesinos, siervos de los señores feudales o campesinos libres (villanos), y por artesanos, que eran escasos y vivían, bien en las aldeas (aquellos de menor especialización, que solían compartir las tareas agrícolas: herreros, talabarteros, alfareros, sastres) o en las pocas y pequeñas ciudades (los de mayor especialización y de productos de necesidad menos apremiante o de demandada de las clases altas: joyeros, orfebres, cereros, toneleros, tejedores, tintoreros). La autosuficiencia de los feudos y los monasterios limitaba su mercado y capacidad de crecer. Los oficios de la construcción (cantería, albañilería, carpintería) y la misma profesión de maestro de obras o arquitecto son una notable excepción: obligados por la naturaleza de su trabajo al desplazamiento al lugar donde se construye el edificio, se transformaron en un gremio nómada que se desplazaba por los caminos europeos comunicándose novedades técnicas u ornamentales transformadas en secretos de oficio, lo que está en el origen de su lejana y mitificada vinculación con la sociedad secreta de la masonería, que desde su origen los consideró como los primitivos masones.
Las zonas sin dependencia intermedia de señores nobles o eclesiásticos se denominaban realengo y solían prosperar más, o al menos solían considerar como una desgracia el pasar a depender de un señor, hasta el punto de que en algunas ocasiones conseguían evitarlo con pagos al rey, o se incentivaba la repoblación de zonas fronterizas o despobladas (como ocurrió en el reino astur-leonés con la despoblada Meseta del Duero) donde podían aparecer figuras mixtas, como el caballero villano (que podía mantener con su propia explotación al menos un caballo de guerra y armarse y defenderse a sí mismo) o las behetrías, que elegían a su propio señor y podían cambiar de uno u a otro si les convenía, o con la oferta de un fuero o carta puebla que otorgaba a un población su propio señorío colectivo. Los privilegios iniciales no fueron suficientes para impedir que con el tiempo la mayor parte de ellos cayeran en la feudalización.
Los tres órdenes feudales no eran en la Edad Media aún unos estamentos cerrados: eran consecuencia básica de la estructura social que se había ido creando lenta pero inexorablemente con la transición del esclavismo al feudalismo desde la crisis del siglo III (ruralización y formación de latifundios y villae, reformas de Diocleciano, descomposición del Imperio romano, las invasiones, el establecimiento de los reinos germánicos, instituciones del Imperio carolingio, descomposición de este y nueva oleada de invasiones). Los señores feudales eran continuación de las líneas clientelares de los condes carolingios, y algunos pueden remontarse a los latifundistas romanos o los séquitos germanos, mientras que el campesinado provenía de los antiguos esclavos o colonos, o de campesinos libres que se vieron forzados a encomendarse, recibiendo a veces una parte de sus antiguas tierras propias en forma de manso "concedido" por el señor. El campesino heredaba su condición servil y su sujeción a la tierra, y rara vez tenía oportunidad de ascender de nivel como no fuera por su fuga a una ciudad o por un hecho todavía más extraordinario: su ennoblecimiento por un destacado hecho de armas o servicio al rey, que en condiciones normales le estaban completamente vedados. Lo mismo puede decirse del artesano o el mercader (que en algunos casos podía acumular fortuna, pero no alterar su origen humilde). El noble lo era generalmente por herencia, aunque en ocasiones podía alguien ennoblecerse como soldado de fortuna, después de una victoriosa carrera de armas (como fue el caso, por ejemplo, de Roberto Guiscardo). El clero, por su parte, era reclutado por cooptación, con un acceso distinto según el origen social: asegurado para los segundones de las casas nobles y restringido a los niveles inferiores del bajo clero para los del pueblo llano; pero en casos particulares o destacados, el ascenso en la jerarquía eclesiástica estaba abierto al mérito intelectual. Todo esto le daba al sistema feudal una extraordinaria estabilidad, en donde había "un lugar para cada hombre, y cada hombre en su lugar", al tiempo que una extraordinaria flexibilidad, porque permitía al poder político y económico atomizarse a través de toda Europa, desde España hasta Polonia.

### El año mil
El legendario año mil, final del primer milenio, que se utiliza convencionalmente para el paso de la Alta a la Baja Edad Media, en realidad tan solo es una cifra redonda para el cómputo de la era cristiana, que no era de universal utilización: los musulmanes utilizaban su propio calendario islámico lunar que comienza en la Hégira (622); en algunas partes de la Cristiandad se utilizaban eras locales (como la era hispánica, que cuenta desde el 38 a. C.). Pero ciertamente, el milenarismo y los pronósticos del final de los tiempos estaban presentes; incluso el propio papa durante el cambio de milenio Silvestre II, el francés Gerberto de Aurillac, interesado en todo tipo de conocimientos, se ganó una reputación esotérica. La astrología siempre pudo encontrar fenómenos celestes extraordinarios en los que apoyar su prestigio (como los eclipses), pero ciertamente otros eventos de la época estuvieron entre los más espectaculares de la historia: el cometa Halley, que se acerca a la Tierra periódicamente cada ocho décadas, alcanzó su brillo máximo en la visita de 837, despidió el primer milenio en 989 y llegó a tiempo de la batalla de Hastings en 1066; mucho más visibles aún, las supernovas SN 1006 y SN 1054, que reciben el número del año en que se registraron, fueron más detalladamente reflejadas en fuentes chinas, árabes e incluso indoamericanas que en las escasas europeas (a pesar de que la de 1054 coincidió con la batalla de Atapuerca).
Todo el siglo X, más bien por las condiciones reales que por las imaginarias, puede considerarse parte de una época oscura, pesimista, insegura y presidida por el miedo a todo tipo de peligros, reales e imaginarios, naturales y sobrenaturales: miedo al mar, miedo al bosque, miedo a las brujas y los demonios y a todo lo que, sin entrar dentro de lo sobrenatural cristiano, quedaba relegado a lo inexplicable y al concepto de lo maravilloso, atribuido a seres de dudosa o quizá posible existencia (dragones, duendes, hadas, unicornios). El hecho no tenía nada de único: mil años más tarde, el siglo XX hizo nacer miedos comparables: al holocausto nuclear, al cambio climático (versiones contemporáneas del fin del mundo); al comunismo (la caza de brujas con la que se identificó al macarthismo), a la libertad (Miedo a la Libertad es la base del fascismo en la interpretación de Erich Fromm), comparación que ha sido puesta de manifiesto por los historiadores e interpretada por los sociólogos (Sociedad del riesgo de Ulrich Beck).

La Edad Media cree firmemente que todas las cosas en el universo tienen un significado sobrenatural, y que el mundo es como un libro escrito por la mano de Dios. Todos los animales tienen un significado moral o místico, al igual que todas las piedras y todas las hierbas (y esto es lo que explican los bestiarios, los lapidarios y los herbarios). Se llega así a atribuir significados positivos o negativos también a los colores... Para el simbolismo medieval una cosa puede tener incluso dos significados opuestos según el contexto en el que se contempla (de ahí que el león a veces simbolice a Jesucristo y a veces al demonio).
Umberto Eco

#### La coyuntura del año mil
En la coyuntura histórica del año mil, las estructuras políticas más fuertes del periodo anterior se estaban demostrando muy débiles: el islam se descompuso en califatos (Bagdad, El Cairo y Córdoba), que para el año 1000 se estaban demostrando incapaces de contener a los reinos cristianos, especialmente al Reino de León, en la península ibérica (fracaso final de Almanzor) y al Imperio bizantino en el Mediterráneo Oriental. También sufre la expansión bizantina el Imperio búlgaro, que queda destruido. Los particularismos nacionales francés, polaco y húngaro dibujan fronteras protonacionales que, curiosamente, son muy similares a las del año 2000. En cambio, el Imperio carolingio se había disuelto en principados feudales ingobernables, que los Otónidas se proponían incluir en una segunda Restauratio Imperii (Otón I, en el 962), esta vez sobre bases germanas.

### La persistencia del miedo y la función de la risa
Nel mezzo del cammin di nostra vita
mi ritrovai per una selva oscura
chè la diritta via era smarrita.
En el medio del camino de nuestra vida
me encontraba en un bosque oscuro
porque el recto camino había extraviado.
Dante, Divina Comedia

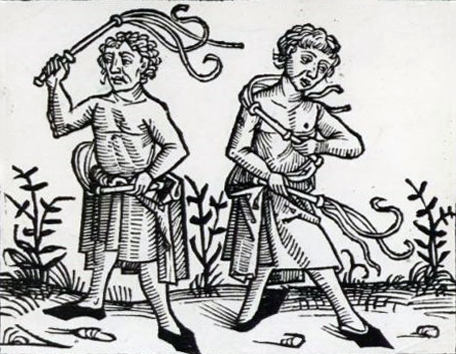
Disciplinantes o flagelantes en un grabado del Penitenciagite (haced penitencia) Hay que castigar el cuerpo para salvar el alma. El ascetismo ve en la mortificación un camino para superar las tentaciones de la carne y obtener méritos en vida para la redención de la culpa por los pecados.

Los miedos y la inseguridad no acabaron con el año mil, ni tampoco hubo que esperar para volver a encontrarlos a la terrible peste negra y a los flagelantes del siglo XIV Incluso en el óptimo medieval del expansivo siglo XIII lo más habitual era encontrar textos como el de Dante, o como los siguientes:
Este himno de autor desconocido, atribuido a muy diversos personajes (el papa Gregorio —que pudiera ser Gregorio Magno, a quien también se atribuye el canto gregoriano, u otro de los de ese nombre—, al fundador del Cister San Bernardo de Claraval, a los monjes dominicos Umbertus y Frangipani y al franciscano Tomás de Celano) e incorporado a la liturgia de la misa:

Dies iræ, dies illa,
Solvet sæclum in favilla,
Teste David cum Sibylla !
Quantus tremor est futurus,
quando judex est venturus,
cuncta stricte discussurus !
...
Confutatis maledictis,
flammis acribus addictis,
voca me cum benedictis.
Oro supplex et acclinis,
cor contritum quasi cinis,
gere curam mei finis.
Lacrimosa dies illa,
qua resurget ex favilla
judicandus homo reus.
Huic ergo parce, Deus.

Día de la ira; día aquel
en que los siglos se reduzcan a cenizas;
como testigos el rey David y la Sibila.
¡Cuánto terror habrá en el futuro
cuando el juez haya de venir
a juzgar todo estrictamente!
...
Tras confundir a los malditos
arrojados a las llamas voraces
hazme llamar entre los benditos
Te lo ruego, suplicante y de rodillas,
el corazón acongojado, casi hecho cenizas:
hazte cargo de mi destino.
Día de lágrimas será aquel día
en que resucitará, del polvo
para el juicio, el hombre culpable.
A ese, pues, perdónalo, oh Dios.

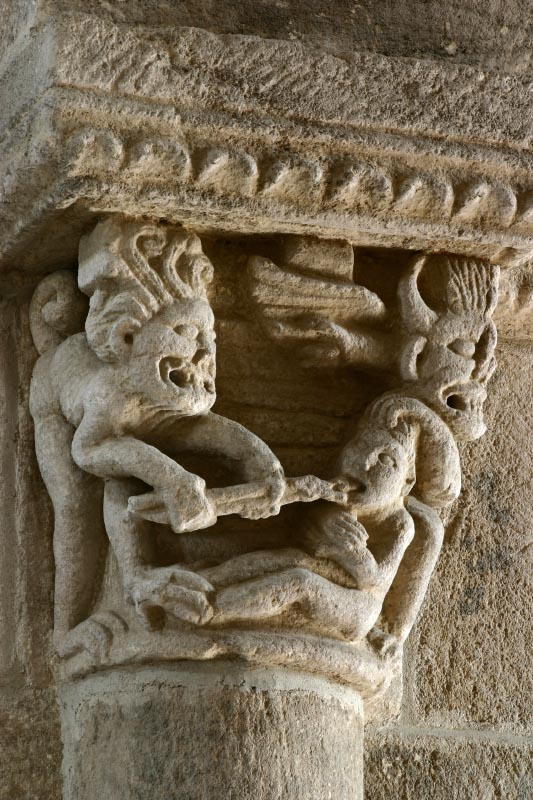
Un monstruoso demonio arranca la lengua con una tenaza a un condenado (posiblemente un castigo por haber pecado de palabra), mientras otro demonio le arrastra tirándole del pelo. Capitel románico de la iglesia de Bois-Sainte-Marie, Brionnais, Francia.

Pero también participa de la misma concepción pesimista del mundo este otro, proveniente de un ambiente totalmente opuesto, recogido en una colección de poemas goliardos (monjes y estudiantes de vida desordenada):

O Fortuna
velut luna
statu variabilis,
semper crescis
aut decrescis;
vita detestabilis
nunc obdurat
et tunc curat
ludo mentis aciem
egestatem,
potestatem
dissolvit ut glaciem.
Sors immanis
et inanis,
rota tu volubilis,
status malus,
vana salus
semper dissolubilis,
obumbrata
et velata

O Fortuna,
como la Luna
variable
creces sin cesar
o desapareces.
¡Vida detestable!
primero embota
y después estimula,
como juego, la agudeza de la mente.
la pobreza
y el poder
se derriten como el hielo.
Destino monstruoso
y vacío,
una rueda girando es lo que eres,
si está mal colocada
la salud es vana,
siempre puede ser disuelta,
eclipsada
y velada
Fortuna imperatrix mundi: Fortuna emperatriz del mundo (Carmina Burana)

Lo sobrenatural estaba presente en la vida cotidiana de todos como un constante recordatorio de la brevedad de la vida y la inminencia de la muerte, cuyo radical igualitarismo se aplicaba, en contrapunto con la desigualdad de las condiciones, como un cohesionador social, al igual que la promesa de la vida eterna. La imaginación se excitaba con las imágenes más morbosas de lo que ocurriría en el juicio final, los tormentos del infierno y de los méritos que los santos habían obtenido con su vida ascética y sus martirios (que bien administrados por la Iglesia podían ahorrar las penas temporales del purgatorio). Esto no solo operaba en los amedrentados iletrados que únicamente disponían del evangelio en piedra de las iglesias; la mayor parte de los lectores cultos daban todo crédito a las escenas truculentas que llenaban los martirologios y a las inverosímiles historias de la Leyenda Áurea de Jacopo da Vorágine.
El miedo era inherente a la violencia estructural permanente del feudalismo, que aunque se encauzara por mecanismos aceptables socialmente y estableciera un orden estamental teóricamente perfecto, era un permanente recuerdo de la posibilidad de subversión del orden, periódicamente renovado con guerras, invasiones y sublevaciones internas. En particular, las sátiras contra el rústico eran manifestaciones de la mezcla de desprecio y desconfianza con que clérigos y nobles veían al siervo, reducido a un monstruo deforme, ignorante y violento, capaz de las mayores atrocidades, sobre todo cuando se agrupaba.

A furia rusticorum libera nos, Domine
De la furia de los campesinos, líbranos Señor.
Adición a la liturgia eclesiástica de la Letanía de los Santos.

Pero al mismo tiempo, se sostenía, como parte esencial del edificio ideológico (era la justificación de la elección papal) que la voz del pueblo era la voz de Dios (Vox populi, vox Dei). El espíritu medieval debía asumir la contradicción de impulsar manifestaciones públicas de piedad y devoción y al tiempo permitir generosas concesiones al pecado. Los carnavales y otras parodias grotescas (la fiesta del asno o el charivari) permitían todo tipo de licencias, incluso la blasfemia y la burla a lo sagrado, invirtiendo las jerarquías (se elegían reyes de los tontos obispillos u obispos de la fiesta) haciendo triunfar todo lo que el resto del año estaba prohibido, era considerado feo, desagradable o daba miedo, como reacción saludable al terror cotidiano al más allá y garantía de que, pasados los excesos de la fiesta, se volvería dócilmente al trabajo y la obediencia. Seriedad y tristeza eran prerrogativas de quien practicaba un sagrado optimismo (hay que sufrir pues luego nos aguarda la vida eterna), mientras que la risa era la medicina del que vivía con pesimismo una vida miserable y difícil. Frente al mayor rigorismo del cristianismo primitivo, los teólogos medievales especulaban sobre si Cristo río o no (la Epístola de Léntulo, uno de los evangelios apócrifos sostenía que no; mientras que algunos padres de la iglesia defendían el derecho a una santa alegría), lo que justificaba textos cómicos eclesiásticos, como la Coena Cypriani y la Joca monachorum.

## Plena Edad Media (siglosXIalXIII)

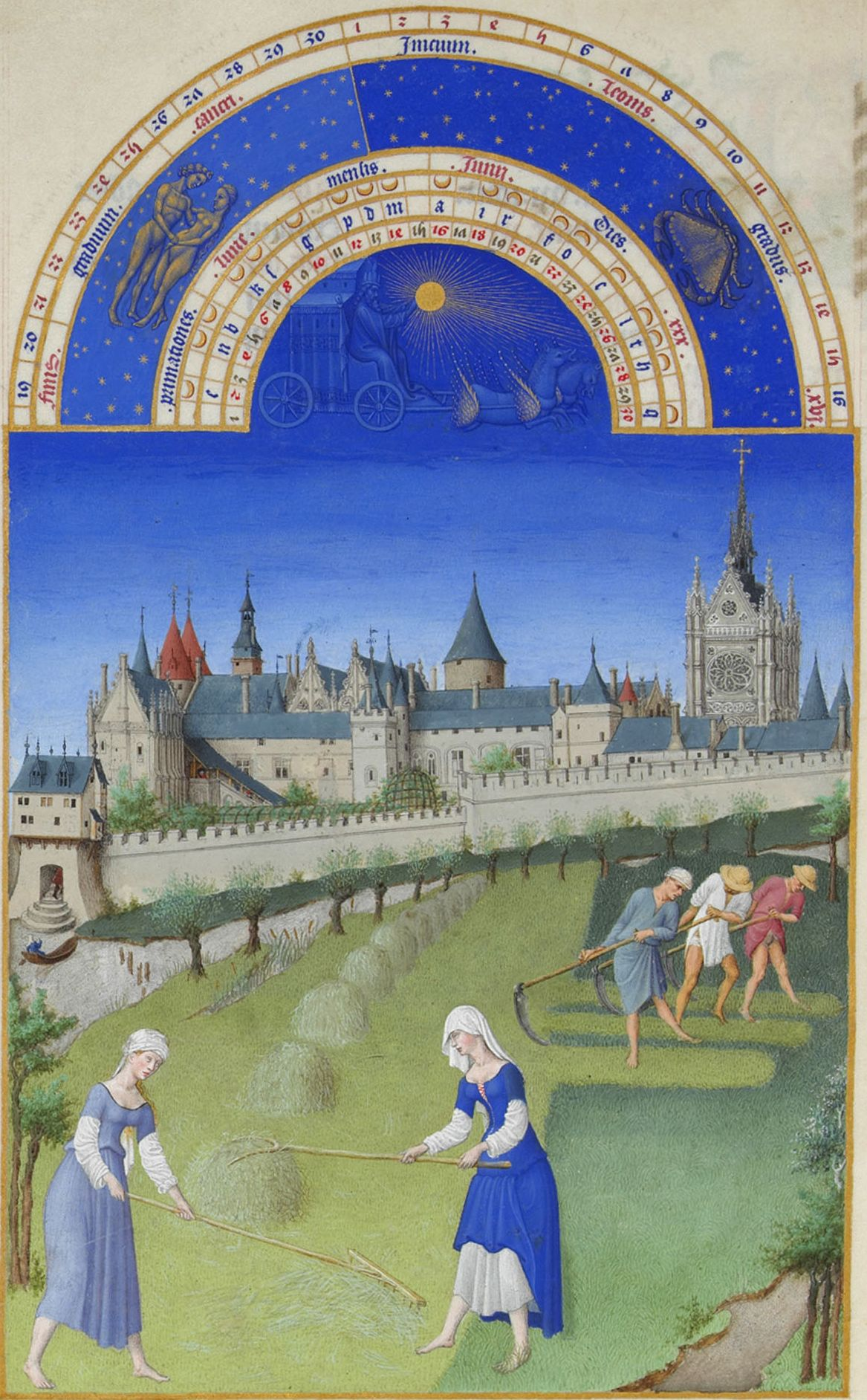
Faenas agrícolas del mes de junio, ilustración de Las muy ricas horas del Duque de Berry (1411-1416). Fenómenos tradicionales y de larga duración, como la necesidad de murallas, lo rudimentario de las técnicas y la explotación de los campesinos se contraponen a fenómenos nuevos y dinámicos, como el crecimiento de la ciudad y su atrevida arquitectura, que no obstante se siguen basando en la extracción y distribución del excedente productivo del campo. Aún queda mucho para culminar la transición del feudalismo al capitalismo.

Se asigna el nombre de Plenitud de la Edad Media al periodo de la Historia de Europa que ocupa los siglos XI al XIII. Esa Plena Edad Media o Plenitud del Medievo terminaría en la crisis del XIV o crisis de la Edad Media, en la que se pueden apreciar procesos «decadentes», y es habitual calificarla de ocaso u otoño. No obstante, los últimos siglos medievales están llenos de hechos y procesos dinámicos, con enormes repercusiones y proyecciones en el futuro, aunque lógicamente son los hechos y procesos que pueden entenderse como "nuevos", que prefiguran los nuevos tiempos de la modernidad. Al mismo tiempo, los hechos, procesos, agentes sociales, instituciones y valores caracterizados como medievales han entrado claramente en decadencia; sobreviven, y sobrevivirán por siglos, en buena medida gracias a su institucionalización (por ejemplo, el cierre de los estamentos privilegiados o la adopción del mayorazgo), lo que no deja de ser un síntoma de que es entonces, y no antes, que se consideró necesario defenderlos tanto.

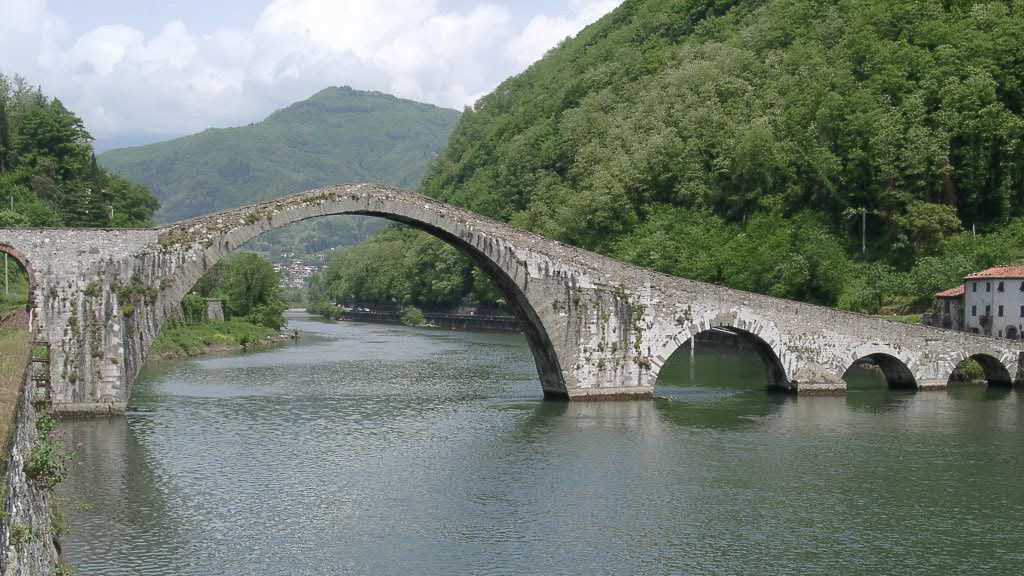
Puente del Diablo en Borgo a Mozzano, ejemplo de ingeniería medieval, probablemente encargado por la condesa Matilda de Toscana en el

La justificación de esa denominación es lo excepcional del desarrollo económico, demográfico, social y cultural de Europa que tiene lugar en ese período, coincidente con un clima muy favorable (se ha hablado del "óptimo medieval") que permitía cultivar vides en Inglaterra. También se ha hablado, en concreto para el siglo XII, de la revolución del siglo XII o renacimiento del siglo XII
El simbólico año mil (cuyos terrores milenaristas son un mito historiográfico frecuentemente exagerado) no significa nada por sí mismo, pero a partir de entonces se da por terminada la Edad Oscura de las invasiones de la Alta Edad Media: húngaros y normandos están ya asentados e integrados en la cristiandad latina. La Europa de la Plena Edad Media es expansiva también en el terreno militar: las cruzadas en el Próximo Oriente, la dominación angevina de Sicilia y el avance de los reinos cristianos en la península ibérica (desaparecido el Califato de Córdoba) amenazan con reducir el espacio islámico a la ribera sur de la cuenca del Mediterráneo y el interior de Asia.
El modo de producción feudal se desarrolla sin encontrar de momento límites a su extensión (como ocurrirá con la crisis del siglo XIV). La renta feudal se distribuye por los señores fuera del campo, donde se origina: las ciudades y la burguesía crecen con el aumento de la demanda de productos artesanales y del comercio a larga distancia, nacen y se desarrollan las ferias, las rutas comerciales terrestres y marítimas e instituciones como la Hansa. Europa Central y Septentrional entran en el corazón de la civilización Occidental. El Imperio bizantino se mantiene entre el islam y los cruzados, extendida su influencia cultural por los Balcanes y las estepas rusas donde se resiste el empuje mongol.
El arte románico y el primer gótico son protegidos por las órdenes religiosas y el clero secular. Cluny y el Císter llenan Europa de monasterios. El Camino de Santiago articula la península ibérica con Europa. Nacen las Universidades (Bolonia, Sorbona, Oxford, Cambridge, Salamanca, Coímbra). La escolástica llega a su cumbre con Tomás de Aquino, tras recibir la influencia de las traducciones del árabe (averroísmo). El redescubrimiento del derecho romano (Bártolo de Sassoferrato, Baldo degli Ubaldi) empieza a influir en los reyes que se ven a sí mismos como emperadores en su reino.
Los conflictos crecen a la par que la sociedad: herejías, revueltas campesinas y urbanas, la salvaje represión de todas ellas y las no menos salvajes guerras feudales son constantes.

### La expansión del sistema feudal

#### Dinamismo interno: económico, social, tecnológico e intelectual

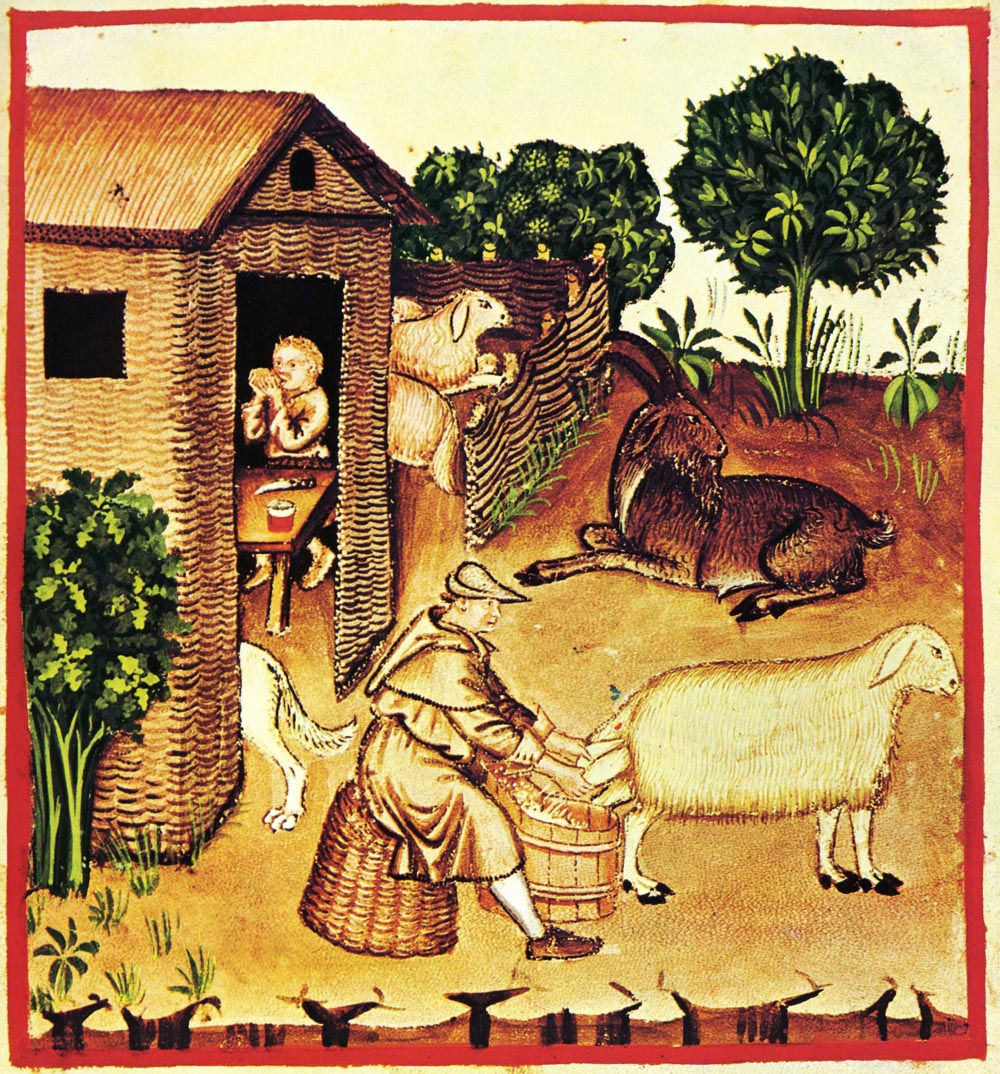
Un campesino ordeña una oveja, mientras en la cabaña un niño come ante una mesa (los muebles no eran muy habituales en las casas de los pobres). Ilustración del de Tacuinum sanitatis, un tratado médico árabe de Ibn Butlan que se tradujo al latín y tuvo una gran difusión por Europa Occidental en la Baja Edad Media, como otras obras de origen similar.

Lejos de ser un sistema social anquilosado (el cierre del acceso a los estamentos es un proceso que se produce como reacción conservadora de los privilegiados, tras la crisis final de la Edad Media, ya en el Antiguo Régimen), el feudalismo medieval demostró suficiente flexibilidad como para permitir el desarrollo de dos procesos, que se retroalimentaron mutuamente favoreciendo una rápida expansión. Por una parte, el asignar un lugar a cada persona dentro del sistema, permitió la expulsión de todos aquellos para quienes no había lugar, enviándolos como colonos y aventureros militares a tierras no ganadas para la Cristiandad Occidental, expandiendo así brutalmente sus límites. Por la otra, el asegurar un cierto orden y estabilidad social para el mundo agrario tras el fin del periodo de las invasiones; aunque ni mucho menos se acabaron las guerras —consustanciales al sistema feudal— el nivel habitual de violencia en periodos bélicos tendía a controlarse por las propias instituciones —código de honor, tregua de Dios, acogimiento a sagrado— y en periodos normales tendía a ritualizarse — desafíos, duelos, rieptos, justas, torneos, paso honroso—, aunque no desaparecía ni en las relaciones internacionales ni dentro de los reinos, con unas ciudades que basaban su seguridad y pax urbana en sus fuertes murallas, sus toques de queda y su expeditiva justicia, y unos inseguros campos en los que señores de horca y cuchillo imponían sus prerrogativas e incluso abusaban de ellas (malhechores feudales), no sin encontrar la resistencia antiseñorial de los siervos, a veces mitificada (Robin Hood). A diferencia del modo de producción esclavista, el modo de producción feudal ponía en el productor —campesino— la responsabilidad en el aumento de la producción: sea buena o mala la cosecha, debe pagar unas mismas rentas. Es por ello que el sistema por sí solo estimula el trabajo y la incorporación de lo que la experiencia demuestre como buenas prácticas agrícolas, incluso la incorporación de nuevas técnicas que mejoren el rendimiento de la tierra. Si el aumento de la producción es permanente y no coyuntural (una sola buena cosecha por causas climáticas), quien empezará a recibir estímulos será el señor feudal, que detectará ese aumento de los excedentes cuya extracción es la base de su renta feudal (mayor uso del molino, mayor circulación por los caminos y puentes, mayor consumo en tiendas y tabernas; de todos los cuales cobra impuestos o aspirará a hacerlo), incluso se verá impulsado a subir la renta. Cuando lo que ocurre es que los campesinos, empujados por el aumento de sus familias, presionan los límites de los mansos roturando tierras antes incultas (eriales, pastos, bosques, humedales desecables), el señor podrá imponer nuevas condiciones, e incluso impedirlo, porque forman parte de su reserva o de sus usos monopolísticos (caza, alimento de sus caballos).

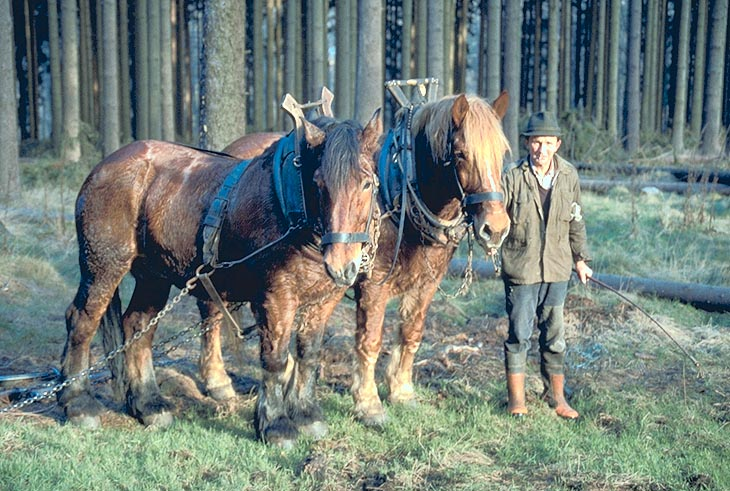
Caballos de tiro equipados con colleras para permitir el aprovechamiento eficaz de su fuerza. La fotografía es actual, pero la tecnología empleada es similar a la mejorada en la Edad Media.

Esa dinámica lucha de clases entre siervos y señores dinamizaba la economía y hacía posible el inicio de una concentración de riquezas acumuladas a partir de las rentas agrícolas; pero nunca de manera comparable a la acumulación de capital propia del capitalismo, pues no se hacía con ellas inversión productiva (como hubiera ocurrido de disponer los campesinos del uso del excedente), sino atesoramiento en manos de nobleza y clero. Tal cosa, en última instancia, a través de los programas de construcción (castillos, monasterios, iglesias, catedrales, palacios) y el gasto suntuario en productos de lujo —caballos, armas sofisticadas, joyas, obras de arte, telas de calidad, tintes, sedas, tapices, especias— no pudo dejar de estimular el rudimentario comercio a larga distancia, la circulación monetaria y la vida urbana; en definitiva, el resurgimiento económico de Europa Occidental. Irónicamente, ambos procesos terminarían por minar las bases del feudalismo, y llevarlo hacia su destrucción. No obstante, no hay que imaginar que se produjo nada parecido a la revolución agrícola previa a la revolución industrial: el hecho de que ni campesinos ni señores pudieran convertir en capital el excedente (unos porque se lo extraían y otros porque su posición social era incompatible con las actividades económicas) hacía lenta y costosa cualquier innovación, además del hecho de que cualquier innovación chocaba con prejuicios ideológicos y una mentalidad fuertemente tradicionalista, ambas cosas propias de la sociedad preindustrial. Solo en el transcurso de siglos, y debido al ensayo y error del buen hacer artesanal de anónimos herreros y talabarteros sin ningún tipo de conexión con la investigación científica, se produjo la incorporación de escasas pero decisivas mejoras técnicas como la collera (que posibilita el aprovechamiento eficaz de la fuerza de los caballos de tiro, que empiezan a sustituir a los bueyes) o el arado de vertedera (que sustituye al arado romano en las tierras húmedas y pesadas del norte de Europa, no así en las secas y ligeras del sur). El barbecho de año y vez siguió siendo el método de cultivo más utilizado; la rotación de cultivos era desconocida, el abonado era un recurso excepcional, dada la escasez de animales, cuyo estiércol era el único abono disponible; el regadío estaba limitado a algunas de las zonas mediterráneas de cultura islámica; se escatimaba la utilización de hierro en herramientas y aperos de labranza, dado su coste inasumible por los campesinos; el nivel técnico, en general, era precario. El molino de viento fue una transferencia tecnológica que, como tantas otras en otros campos (pólvora, papel, brújula, grabado), provenía de Asia. Aun con su alcance limitado, el conjunto de innovaciones y cambios se concentró especialmente en un periodo que algunos historiadores han venido en llamar el "Renacimiento" del siglo XII o la Revolución del XII, momento en el que el dinamismo económico y social, a partir del motor principal, que es el campo, produce el despertar de un mundo urbano hasta entonces marginal en Europa Occidental, y el surgimiento de fenómenos intelectuales como la universidad medieval y la escolástica.

#### La universidad

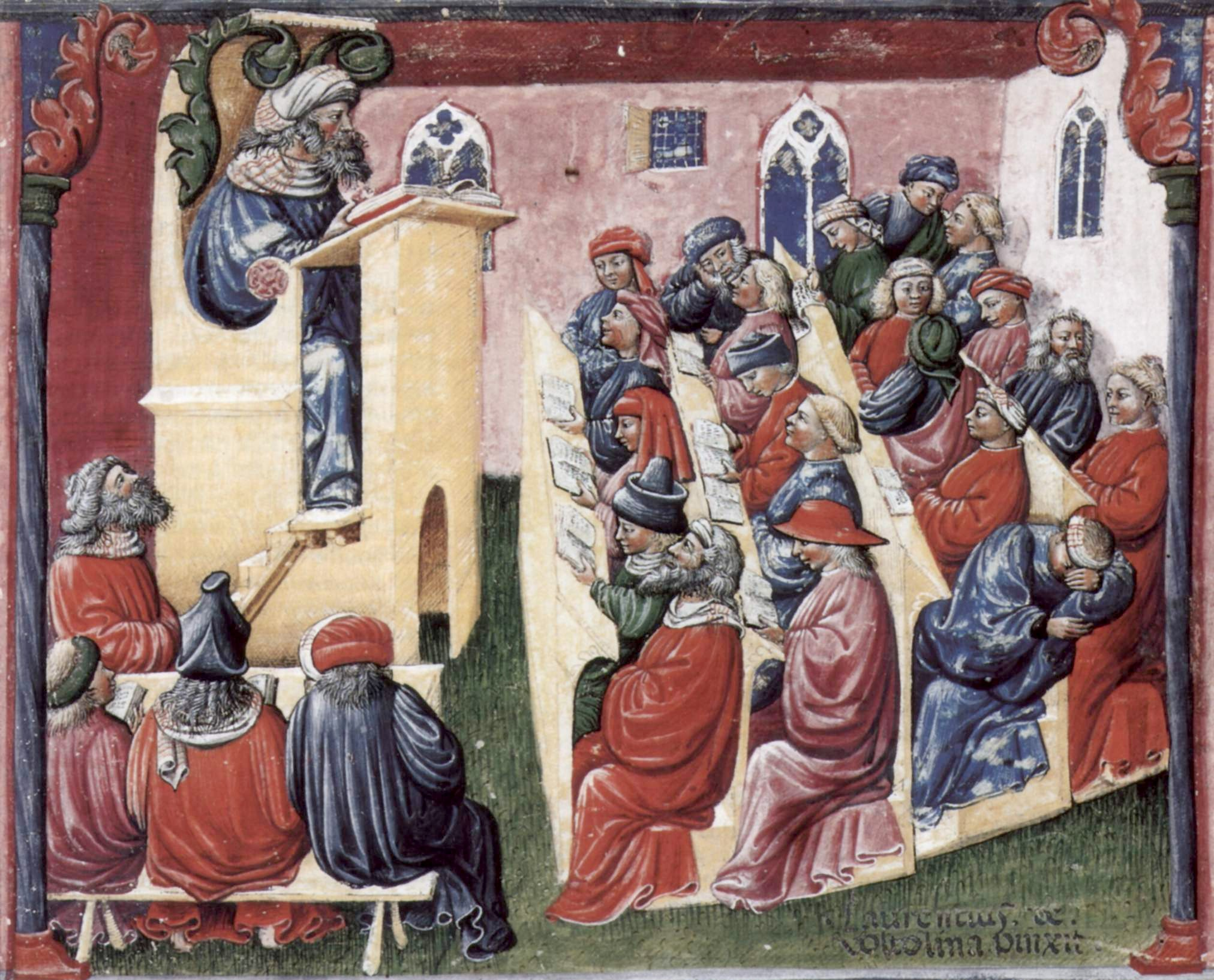
Aula universitaria. Laurentius de Voltolina, segunda mitad del

Siguiendo el precedente de la organización carolingia de las escuelas palatinas, catedralicias y monásticas (debida a Alcuino de York -787-), más que el de otras instituciones semejantes existentes en el mundo islámico, las primeras universidades de la Europa cristiana fueron fundadas para el estudio del derecho, la medicina y la teología. La parte central de la enseñanza envolvía el estudio de las artes preparatorias (denominadas artes liberales por cuanto eran mentales o espirituales y liberaban del trabajo manual propio de las artesanías, consideradas oficios viles y mecánicos); estas artes liberales eran el trivium (gramática, retórica y lógica) y el quadrivium (aritmética, geometría, música y astronomía). Después, el alumno entraba en contacto con estudios más específicos. Además de centros de enseñanza, eran también el lugar de investigación y producción del saber, y foco de vigorosos debates y polémicas, lo que a veces requirió incluso las intervenciones del poder civil y eclesiástico, a pesar de los fueros de los que estaban dotadas y que las convertían en instituciones independientes, bien dotadas económicamente con una base patrimonial de tierras y edificios. La transformación cultural generada por las universidades ha sido resumida de este modo: En 1100, la escuela seguía al maestro; en 1200, el maestro seguía a la escuela. Las más prestigiosas recibían el nombre de Studium Generale, y su fama se extendía por toda Europa, requiriendo la presencia de sus maestros, o al menos la comunicación epistolar, lo que inició un fecundo intercambio intelectual facilitado por el uso común de la lengua culta, el latín.
Entre 1200 y 1400 fueron fundadas en Europa 52 universidades; 29 de ellas de fundación papal, las demás de fundación imperial o real. La primera fue posiblemente Bolonia (especializada en Derecho, 1088), a la que siguió Oxford (antes de 1096), de la que se escindió su rival Cambridge (1209), París, de mediados del siglo XII (uno de cuyos colegios fue La Sorbona, 1275), Salamanca (1218, precedida por el Estudio General de Palencia de 1208), Padua (1222), Nápoles (1224), Coímbra (1308, trasladada desde el Estudio General de Lisboa de 1290), Alcalá de Henares (1293, refundada por el Cardenal Cisneros en 1499), La Sapienza (Roma, 1303), Valladolid (1346), la Universidad Carolina (Praga, 1348), la Universidad Jagellónica (Cracovia, 1363), Viena (1365), Heidelberg (1386), Colonia (1368) y, ya al final del periodo medieval, Lovaina (1425), Barcelona (1450), Basilea (1460) y Upsala (1477). En medicina gozaba de un gran prestigio la Escuela Médica Salernitana, con raíces árabes, que provenía del siglo IX; y en 1220 empezó a rivalizar con ella la Facultad de Medicina de Montpellier.

#### La escolástica

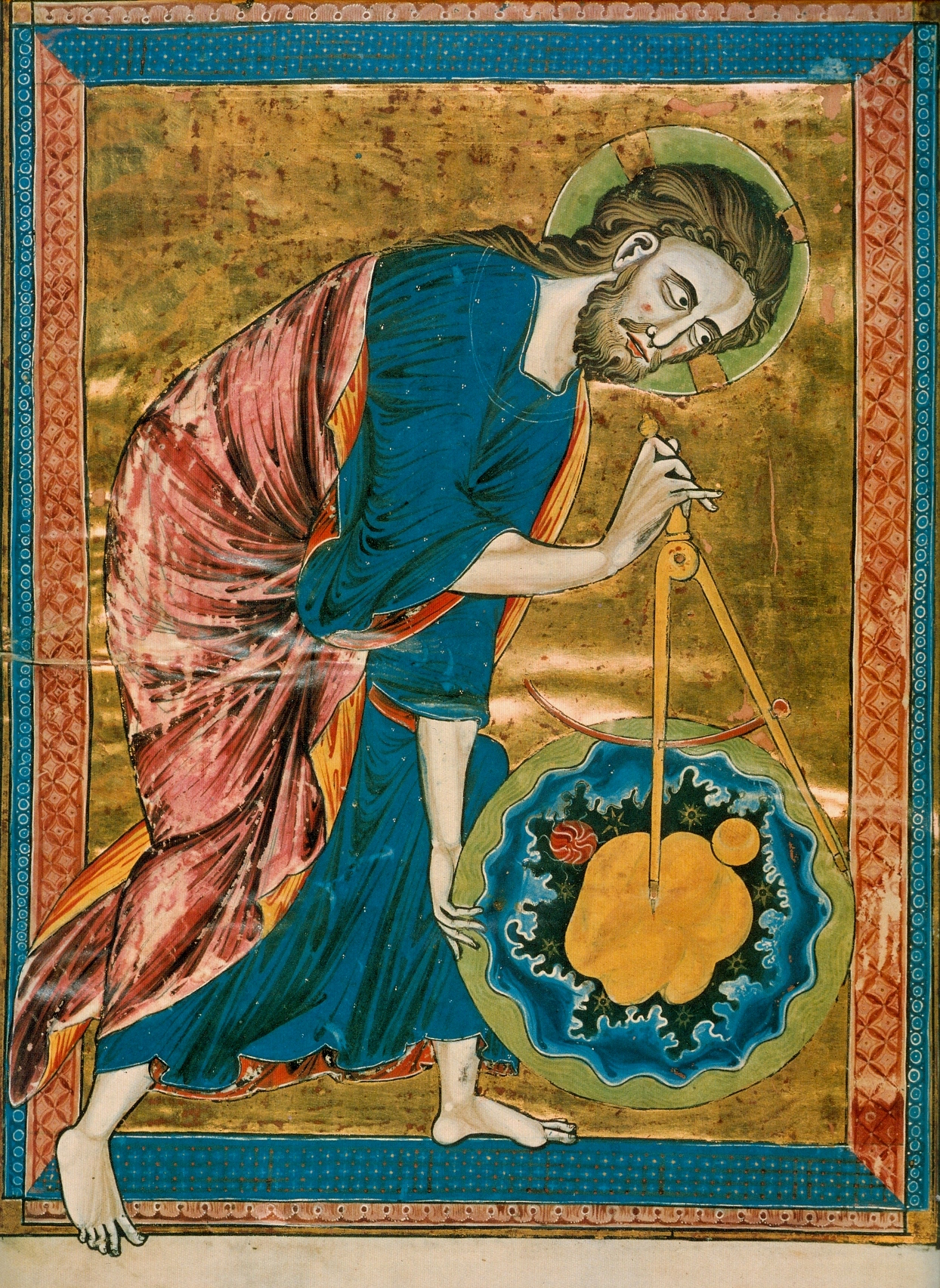
Los intelectuales medievales buscaban entender los principios geométricos y armónicos con los que Dios habría creado el Universo. El compás en esta ilustración de un manuscrito del es un símbolo del acto de creación de Dios.

La escolástica fue la corriente teológico-filosófica dominante del pensamiento medieval, tras la patrística de la Antigüedad tardía, y se basó en la coordinación de fe y razón, que en cualquier caso siempre suponía la clara sumisión de la razón a la fe (Philosophia ancilla theologiae -la filosofía es esclava de la teología-). Pero también es un método de trabajo intelectual: todo pensamiento debía someterse al principio de autoridad (Magister dixit —lo dijo el Maestro—), y la enseñanza se podía limitar en principio a la repetición o glosa de los textos antiguos, y sobre todo de la Biblia, la principal fuente de conocimiento, pues representa la Revelación divina; a pesar de todo ello, la escolástica incentivó la especulación y el razonamiento, pues suponía someterse a un rígido armazón lógico y una estructura esquemática del discurso que debía exponerse a refutaciones y preparar defensas. Desde el comienzo del siglo IX al fin del XII los debates se centraron en la cuestión de los universales, que opone a los realistas encabezados por Guillermo de Champeaux, a los nominalistas representados por Roscelino y a los conceptualistas (Pedro Abelardo). En el siglo XII tiene lugar la recepción de textos de Aristóteles antes desconocidos en Occidente, primero indirectamente a través de los filósofos judíos y musulmanes, especialmente Avicena y Averroes, pero en seguida directamente traducido del griego al latín por san Alberto Magno y por Guillermo de Moerbeke, secretario de santo Tomás de Aquino, verdadera cumbre del pensamiento medieval y elevado al rango de Doctor de la Iglesia. El apogeo de la escolástica coincide con el siglo XIII en que se fundan las universidades y surgen las órdenes mendicantes: dominicos (que siguieron una tendencia aristotélica -los anteriormente citados-) y franciscanos (caracterizados por el platonismo y la tradición patrística -Alejandro de Hales o san Buenaventura-). Ambas órdenes coparán las cátedras y la vida de los colegios universitarios, y de ellas procederán la mayoría de los teólogos y filósofos de la época.
El siglo XIV representará la crisis de la escolástica a través de dos franciscanos británicos: el doctor subtilis Juan Duns Escoto y Guillermo de Occam. Precedente de ambos sería la Escuela de Oxford (Robert Grosseteste y Roger Bacon) centrada en el estudio de la naturaleza, defendiendo la posibilidad de una ciencia experimental apoyada en la matemática, contra el tomismo dominante. La polémica de los universales se terminó decantando por los nominalistas, lo que dejaba un espacio a la filosofía más allá de la teología.

Ergo Domine, qui das fidei intellectum, da mihi, ut, quantum scis expedire, intelligam, quia es sicut credimus, et hoc es quod credimus. Et quidem credimus te esse aliquid quo nihil maius cogitari possit. An ergo non est aliqua talis natura, quia "dixit insipiens in corde suo: non est Deus" ? [...] Si enim vel in solo intellectu est, potest cogitari esse et in re; quod maius est. Si ergo id quo maius cogitari non potest, est in solo intellectu: id ipsum quo maius cogitari non potest, est quo maius cogitari potest. Sed certe hoc esse non potest. Existit ergo procul dubio aliquid quo maius cogitari non valet, et in intellectu et in re.
Luego Señor, tú que das el entendimiento a la fe, dame de entender, tanto como consideres bueno, que tú eres como creemos y lo que creemos. Y bien, creemos que tú eres algo mayor que lo cual no puede pensarse cosa alguna. Ahora, ¿acaso no existe esta naturaleza, porque "dijo el necio en su corazón: no hay Dios" ? [...] Si existe sólo en la mente, no se cree que exista en la realidad; El más grande. Por lo tanto, si aquello de lo que no se puede concebir un mayor existe sólo en el entendimiento, eso mismo de lo que no se puede concebir un mayor es aquello que no se puede concebir nada mayor. Pero obviamente esto no es posible. Existe, por tanto, más allá de toda duda, algo que no se puede pensar más grande que existe tanto en el entendimiento como en la realidad.

Anselmo de Canterbury, inicio del argumento ontológico para probar la existencia de Dios.
Proslogio, capítulo II (1078). La frase entrecomillada es una cita bíblica (Salmos 13:1).

Dicitur Exodi III, ex persona Dei, ego sum qui sum.

Respondeo dicendum quod Deum esse quinque viis probari potest. Prima autem et manifestior via est, quae sumitur ex parte motus. Certum est enim, et sensu constat, aliqua moveri in hoc mundo. [...] Impossibile est ergo quod, secundum idem et eodem modo, aliquid sit movens et motum, vel quod moveat seipsum. Omne ergo quod movetur, oportet ab alio moveri. Si ergo id a quo movetur, moveatur, oportet et ipsum ab alio moveri et illud ab alio. Hic autem non est procedere in infinitum, quia sic non esset aliquod primum movens; et per consequens nec aliquod aliud movens, quia moventia secunda non movent nisi per hoc quod sunt mota a primo movente. [...]
Quinta via sumitur ex gubernatione rerum. Videmus enim quod aliqua quae cognitione carent, scilicet corpora naturalia, operantur propter finem, quod apparet ex hoc quod semper aut frequentius eodem modo operantur, ut consequantur id quod est optimum; unde patet quod non a casu, sed ex intentione perveniunt ad finem. Ea autem quae non habent cognitionem, non tendunt in finem nisi directa ab aliquo cognoscente et intelligente, sicut sagitta a sagittante. Ergo est aliquid intelligens, a quo omnes res naturales ordinantur ad finem, et hoc dicimus Deum.
Se dice en Éxodo 3,14 de la persona de Dios: "Yo soy el que soy."

La existencia de Dios puede ser probada de cinco maneras distintas. La primera y más clara es la que se deduce del movimiento. Pues es cierto, y lo perciben los sentidos, que en este mundo hay movimiento. [...] Igualmente, es imposible que algo mueva y sea movido al mismo tiempo, o que se mueva a sí mismo. Todo lo que se mueve necesita ser movido por otro. Pero si lo que es movido por otro se mueve, necesita ser movido por otro, y éste por otro. Este proceder no se puede llevar indefinidamente, porque no se llegaría al primero que mueve, y así no habría motor alguno pues los motores intermedios no mueven más que por ser movidos por el primer motor. Ejemplo: Un bastón no mueve nada si no es movido por la mano. Por lo tanto, es necesario llegar a aquel primer motor al que nadie mueve. En éste, todos reconocen a Dios. [...]

La quinta se deduce a partir del ordenamiento de las cosas. Pues vemos que hay cosas que no tienen conocimiento, como son los cuerpos naturales, y que obran por un fin. Esto se puede comprobar observando cómo siempre o a menudo obran igual para conseguir lo mejor. De donde se deduce que, para alcanzar su objetivo, no obran al azar, sino intencionadamente. Las cosas que no tienen conocimiento no tienden al fin sin ser dirigidas por alguien con conocimiento e inteligencia, como la flecha por el arquero. Por lo tanto, hay alguien inteligente por el que todas las cosas son dirigidas al fin. Le llamamos Dios.
Tomás de Aquino, quinta de las Cinco Vías (Quinquae viae) para probar la existencia de Dios.
Summa Theologiae (Suma Teológica, 1274), Quaestio 2, Articulus 3.
Véase los argumentos cosmológicos y teleológicos actuales.

#### El surgimiento de la burguesía

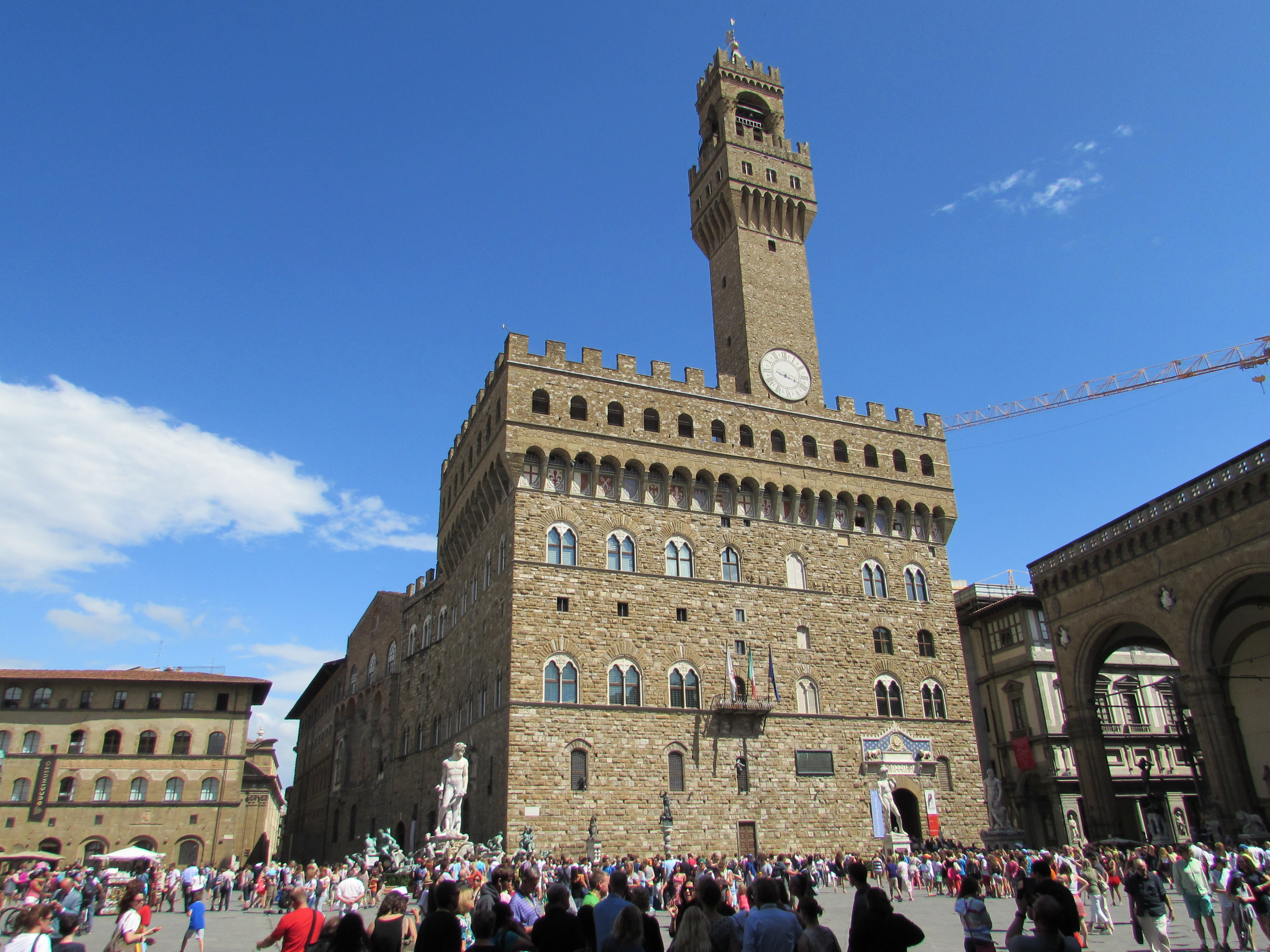
Signoria de Florencia, una institución municipal que ejerce el poder soberano en esta ciudad estado italiana, dominada por una potente burguesía artesanal y comercial que se va ennobleciendo y convirtiendo en patriciado urbano.

La burguesía es el nuevo agente social formado por los artesanos y mercaderes que surgen en el entorno de las ciudades, bien en las antiguas ciudades romanas que habían decaído, bien en nuevos núcleos creados en torno a castillos o cruces de caminos -los propiamente llamados burgos-. Muchas de estas ciudades incorporaron ese nombre - Hamburgo, Magdeburgo, Friburgo, Estrasburgo; en España Burgo de Osma o Burgos-.
La burguesía estaba interesada en presionar al poder político (imperio, papado, las diferentes monarquías, la nobleza feudal local o instituciones eclesiásticas -diócesis o monasterios- de las que dependieran sus ciudades) para que se facilitara la apertura económica de los espacios cerrados de las urbes, se redujeran los tributos de portazgo y se garantizaran formas de comercio seguro y una centralización de la administración de justicia e igualdad de las normas en amplios territorios que les permitieran desarrollar su trabajo, al tiempo que garantías de que los que vulnerasen dichas normas serían castigados con igual dureza en los distintos territorios.
Aquellas ciudades que abrían las puertas al comercio y a una mayor libertad de circulación, veían incrementar la riqueza y prosperidad de sus habitantes y las del señor, por lo que con reticencias pero de manera firme se fue difundiendo el modelo. Las alianzas entre señores eran más comunes, no ya tanto para la guerra, como para permitir el desarrollo económico de sus respectivos territorios, y el rey fue el elemento aglutinador de esas alianzas.
Los burgueses pueden considerarse como hombres libres en cuanto estaban parcialmente fuera del sistema feudal, que literalmente los asediaba -se ha comparado a las ciudades con islas en un océano feudal-, porque no participaban directamente de las relaciones feudo-vasalláticas: ni eran señores feudales, ni campesinos sometidos a servidumbre, ni hombres de iglesia. La sujeción como súbdito del poder político era semejante a un lazo de vasallaje, pero más bien como señorío colectivo que hacía que la ciudad respondiera como un todo a las demandas de apoyo militar y político del rey o del gobernante a la que estuviera vinculada, y que a su vez participara en la explotación feudal del campo circundante (alfoz en España).
La expresión alemana Stadtluft macht frei "Los aires de la ciudad dan libertad", o "te hacen libre" (paráfrasis de la frase evangélica "la verdad os hará libres"), indicaba que quienes podían radicarse en las ciudades, a veces huyendo literalmente de la sujeción de la servidumbre. El siervo huido se consideraba libre de retornar con su señor si conseguía domiciliarse en una corporación urbana por un año y un día. tenían todo un nuevo mundo de oportunidades que explotar, aunque no en régimen de libertad, entendida esta en su forma contemporánea. La sujeción a las normas gremiales y a las leyes urbanas podía ser más dura incluso que las del campo: la pax urbana significaba la rigidez en la aplicación de la justicia, que mantenía los caminos y las puertas de entrada flanqueados con cadáveres de ajusticiados y un severo toque de queda, con cierre de puertas al anochecer y rondas de vigilancia. Eso sí: concedía a los burgueses la oportunidad de ejercer parcela de poder, incluyendo el uso de las armas en la milicia urbana (como las hermandades castellanas que se unificaron en la Santa Hermandad ya en el siglo XV), que en no pocas ocasiones se utilizaron en contra de las huestes feudales, con el beneplácito de las emergentes monarquías autoritarias. En el caso más precoz y espectacular fueron las comunas italianas, que se independizaron de hecho del Sacro Imperio Romano Germánico a partir de la batalla de Legnano (1176).

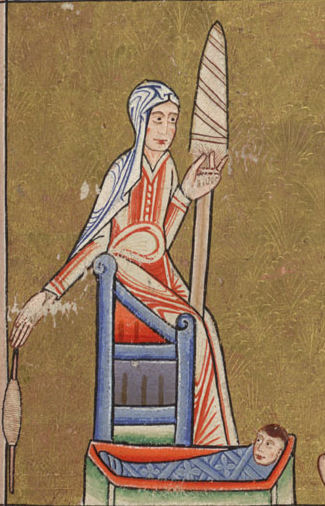
Eva hilando ante la cuna de uno de sus hijos. Ilustración del folio 8 del Salterio Hunter. La introducción de la rueca para hilar fue una de las innovaciones introducidas desde Asia en la Plena Edad Media. La de la ilustración es una hilandera primitiva, sin rueda. Ambas eran utilizadas tanto en la artesanía urbana como en las labores domésticas de las mujeres en campo y ciudad. Como todos los trabajos, dio origen a tensiones sociales: When Adam delved, and Eve span / Who was then a gentleman? ("Cuando Adán cavaba y Eva hilaba, ¿quién era entonces caballero?") era una rima popular con la que el clérigo John Ball movilizó a los campesinos ingleses de la revuelta de 1381.

En los burgos surgieron muchas instituciones sociales nuevas. El desarrollo del comercio llevó aparejado consigo el del sistema financiero y la contabilidad. Los artesanos se unieron en asociaciones llamadas gremios, ligas, corporaciones, cofradías, o artes, según el lugar geográfico. El funcionamiento interno de los talleres gremiales implicaba un aprendizaje de varios años del aprendiz a cargo de un maestro (el dueño del taller), que implicaba el paso de aquel a la condición de oficial cuando demostrara conocer el oficio, lo que implicaba su consideración como trabajador asalariado, una condición de por sí ajena al mundo feudal que incluso se trasladó al campo (en principio de manera marginal) con los jornaleros que no disponían de tierras propias ni concedidas por el señor. La asociación de los talleres en los gremios, funcionaba de manera completamente contraria al mercado libre capitalista: se procuraba evitar todo rasgo posible de competencia fijando los precios, las calidades, los horarios y condiciones de trabajo, e incluso las calles donde podían radicarse. La apertura de nuevos talleres y el paso del rango de oficial al de maestro estaban muy restringidos, de modo que en la práctica se incentivaban las herencias y los enlaces matrimoniales endogámicos dentro del gremio. El objetivo era conseguir la supervivencia de todos, no el éxito del mejor.
Más apertura demostró el comercio. Los buhoneros que iban de aldea en aldea, y los escasos aventureros que se atrevían a hacer viajes más largos eran los mercaderes más habituales de la Alta Edad Media, antes del año 1000. En tres siglos, para comienzos del siglo XIV las ferias de Champaña y de Medina habían creado rutas terrestres estables y más o menos seguras que (a lomos de mulas o con carretas en el mejor de los casos) recorrían Europa de norte a sur (en el caso castellano siguiendo las cañadas trashumantes de la Mesta, en el caso francés enlazando los emporios flamenco y norte-italiano a través de las prósperas regiones borgoñonas y renanas, todas ellas salpicadas de ciudades). La Hansa o liga hanseática estableció a su vez rutas marítimas de una estabilidad y seguridad similar (con mayor capacidad de carga, en barcos de tecnología innovadora) que unían el Báltico y el mar del Norte a través de los estrechos escandinavos, conectando territorios tan lejanos como Rusia y Flandes y rutas fluviales que conectaban todo el norte de Europa (ríos como el Rin y el Vístula), permitiendo el desarrollo de ciudades como Hamburgo, Lübeck y Danzing, y estableciendo consulados comerciales denominados kontor. En el Mediterráneo se llamaron Consulado del Mar: el primero en Trani en 1063 y luego Pisa, Mesina, Chipre, Constantinopla, Venecia, Montpellier, Valencia (1283), Mallorca (1343) y Barcelona (1347). Cuando el estrecho de Gibraltar fue seguro, se pudieron conectar marítimamente ambas Europas, con rutas entre las ciudades italianas (sobre todo Génova), Marsella, Barcelona, Valencia, Sevilla, Lisboa, los puertos del Cantábrico (Santander, Laredo, Bilbao), los del Atlántico francés y los del canal de la Mancha (ingleses y flamencos, sobre todo Brujas y Amberes). El contacto cada vez más fluido de gentes de distintas naciones (como comenzaron a llamarse a las agrupaciones de comerciantes de cercano origen geográfico que se entendían en la misma lengua vulgar, al igual que ocurría en las secciones de las órdenes militares) terminó produciendo que ambas instituciones funcionaran de hecho, como primitivas organizaciones internacionales.
Todo ello desarrolló un incipiente capitalismo comercial (véase también Historia del capitalismo) con el incremento o surgimiento ex novo de la economía monetaria, la banca (crédito, préstamos, seguros, letras de cambio), actividades que mantuvieron siempre recelos morales (pecado de usura para todas las que significara lucro indebido, y en que únicamente podían incurrir los judíos cuando prestaban a otros que no fueran de su religión, oficio prohibido tanto a los cristianos como a los musulmanes). La aparición de burgueses ricos y de una plebe urbana pobre originó un nuevo tipo de tensiones sociales, que produjeron revueltas urbanas. En cuanto a los aspectos ideológicos, la expresión del inconformismo burgués con su puesto marginal en la sociedad feudal está en el origen de las herejías a lo largo de toda la Baja Edad Media (cátaros, valdenses, albigenses, dulcinianos, husitas, wycliffianos). Los intentos de responder a esas demandas del mundo urbano por parte de la Iglesia, así como de controlarlas y en su caso reprimirlas, produjeron la aparición de las órdenes mendicantes (franciscanos y dominicos) y de la Inquisición. A veces, la imposibilidad de conseguir el control hizo optar por el exterminio, como ocurrió en Beziers en 1209, siguiendo la respuesta del legado pontificio Arnaud Amaury:

- ¿Cómo distinguiremos a los herejes de los católicos?

- Matadlos a todos, que Dios reconocerá a los suyos

En la Edad Media, la oposición entre lo alto y lo bajo "se proyecta en el espacio": se construyen torres y murallas muy elevadas, muy visibles, para manifestar que se quiere escapar de lo "bajo"... lo alto y la altura designan lo que es grande y hermoso... se expresa en la construcción de los castillos y las catedrales... Esa oposición es el correlato de la que existe entre el cielo y la tierra.

(...)
Luego, se buscó la luz, e incluso se acabó por identificar a Dios con la luz. Los progresos técnicos, la búsqueda de espacios abiertos y el uso cada vez más sofisticado del hierro y los diversos metales dieron nacimiento, entre los siglos XI y XIII a las grandes catedrales.

### Nuevas entidades políticas

#### Poderes universales, monarquías feudales y ciudades-Estado
En la Plena Edad Media se observó una gran disparidad en la escala a que se ejercía el poder político: los poderes universales (Pontificado e Imperio) seguían reivindicando su primacía frente a las Monarquías feudales, que en la práctica funcionaban como estados independientes. Al mismo tiempo, entidades mucho más pequeñas en extensión demostraban ser muy dinámicas en las relaciones internacionales (las ciudades-estado italianas y las ciudades libres del Imperio Germánico), y el municipalismo demostró ser una fuerza muy a tener en cuenta en todos los territorios de Europa.
El redescubrimiento del Digesto justinianeo (Digestum Vetus) permitió el estudio autónomo del Derecho (Pepo e Irnerio) y el surgimiento de la Escuela de los Glosadores y de la Universidad de Bolonia (1088). Ese suceso, que permitirá el redescubrimiento paulatino del Derecho romano, llevará a la formación del llamado Corpus Iuris Civilis y a la posibilidad de plantear un Ius commune (Derecho común), y justificar la concentración de poder y capacidad reglamentaria en la institución imperial, o en los monarcas, cada uno de los cuales empezará a considerarse como imperator in regno suo ("emperador en su reino", definiciones de Bártolo de Sassoferrato y Baldo degli Ubaldi).

Rex superiorem non recognoscens in regno suo est Imperator: El rey no reconoce superiores, en su reino es emperador.
Decretal Per Venerabilem de Inocencio III, 1202.

La difícil convivencia de Pontificado e Imperio (regnum et sacerdocium) a lo largo de los siglos dio origen entre 1073 y 1122 a la querella de las investiduras. Distintas formulaciones ideológicas (teoría de las dos espadas, Plenitudo potestatis, Dictatus papae, condenas de la simonía y el nicolaísmo) constituían un edificio levantado durante siglos por el que el papa pretendía marcar la supremacía de la autoridad religiosa sobre el poder civil (lo que se ha venido denominando agustinismo político), mientras que el Emperador pretendía hacer valer la legitimidad de su cargo, que pretendía derivar del antiguo Imperio romano (Translatio imperii), así como el hecho material de su capacidad militar para imponer su poder territorial e incluso tutelar la vida religiosa (tanto en los aspectos institucionales como los dogmáticos), a semejanza de su equivalente en Oriente. El acceso de distintas dinastías a la dignidad imperial debilitó el poder de los emperadores, sujetos a un sistema de elección que les hacía dependientes de un delicado juego de alianzas entre los dignatarios que alcanzaron el título de príncipe elector, unos laicos (príncipes territoriales, independientes en la práctica) y otros eclesiásticos (obispos de ciudades libres). No obstante, periódicamente se asistía a intentos de recuperar el poder imperial (Otón III y Enrique II entre los últimos otónidas), que en ocasiones llegaban a enfrentamientos espectaculares (Enrique IV, de la dinastía salia, o Federico I Barbarroja y Federico II de la dinastía Hohenstaufen). La oposición entre güelfos y gibelinos, cada uno asociado a uno de los poderes en liza (papa y emperador), presidió la vida política de Alemania e Italia desde el siglo XII hasta bien entrada la Baja Edad Media.
Ambas pretensiones distaron mucho de hacerse efectivas, agotadas en su propio debate y superadas por la mayor eficacia política de las entidades urbanas y los reinos del resto de Europa.

#### Parlamentarismo
Apareció el parlamentarismo, una forma de representación política que con el tiempo se convirtió en el precedente de la división de poderes consustancial a la democracia de la Edad Contemporánea. La primacía en el tiempo la tiene el Alþingi islandés (930), que seguía el modelo de los thing o asambleas de guerreros germanos; pero desde finales del siglo XI se fue gestando un nuevo modelo institucional, derivado de la obligación feudal de consilium, que implicaba a los tres órdenes feudales, y se generalizó por Europa occidental: las Cortes de León (1188), el Parlamento inglés (1258) -previamente las relaciones de poder entre rey y nobleza habían sido reguladas en la Carta EMagna, 1215, o las Provisiones de Oxford, 1258- y los Estados Generales franceses (1302).

### La Reforma Gregoriana y las reformas monásticas

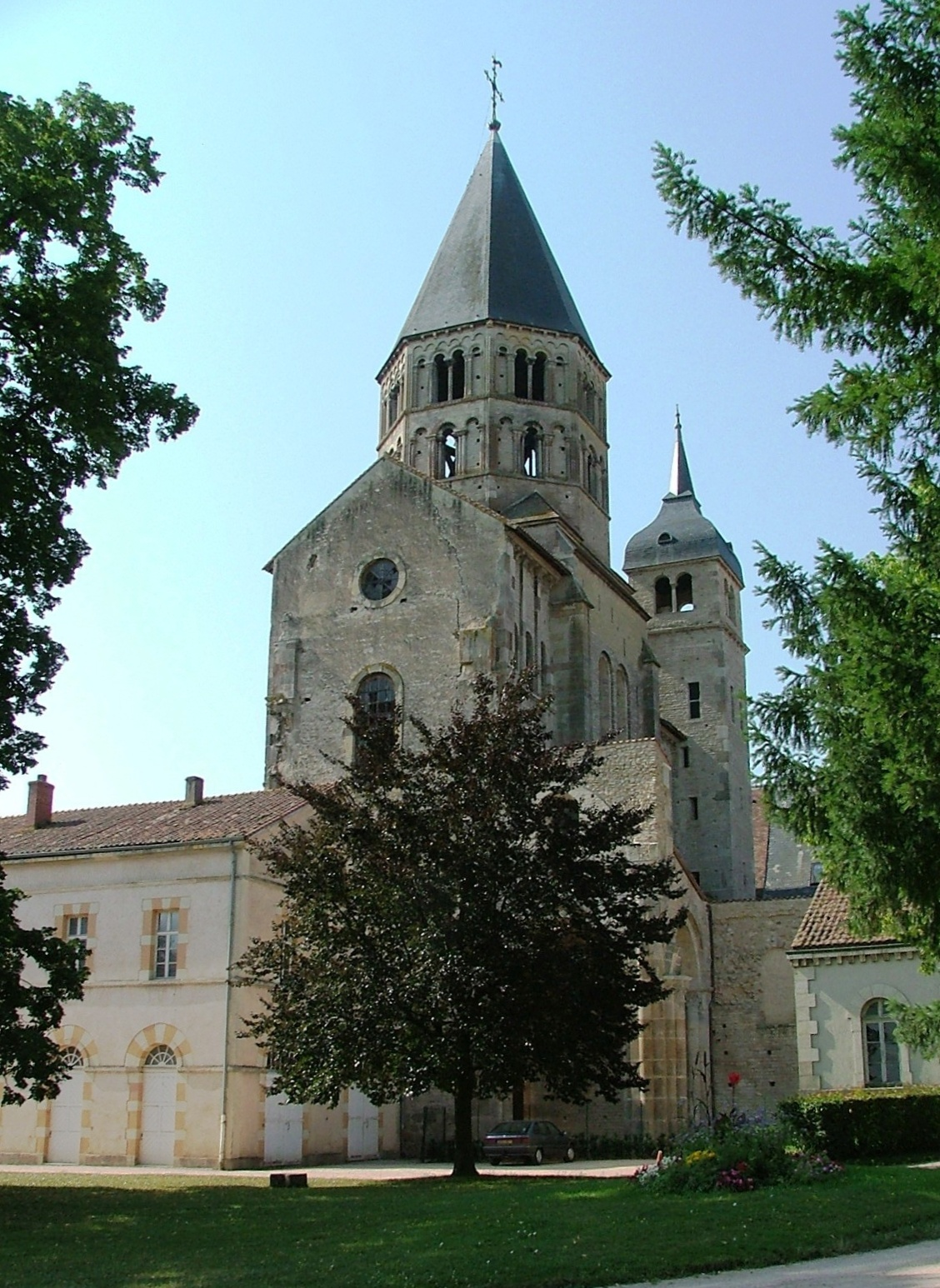
Abadía de Cluny.

Hildebrando de Toscana, ya desde su posición bajo los pontificados de León IX y Nicolás II, y más tarde como papa Gregorio VII (con lo que cubre toda la segunda mitad del siglo XI), emprendió un programa de centralización de la Iglesia, con la ayuda de los benedictinos de Cluny, que se extendieron por toda Europa Occidental implicando a las monarquías feudales (||sdestacadamente en los reinos cristianos peninsulares, a través del Camino de Santiago).
Las siguientes reformas monásticas, como la cartuja (San Bruno) y sobre todo la cisterciense (San Bernardo de Claraval) significarán nuevos fortalecimientos de la jerarquía eclesiástica y su implantación dispersa en todo el territorio europeo como una impresionante fuerza social y económica ligada a las estructuras feudales, vinculada a las familias nobles y a las dinastías regias y con una base de riqueza territorial e inmobiliaria, a la que se añadía el cobro de los derechos propios de la Iglesia (diezmos, primicias, derechos de estola, y otras cargas locales, como el voto de Santiago en el noroeste de España).
El fortalecimiento del poder papal intensificó las tensiones políticas e ideológicas con el Imperio Germánico y con la Iglesia oriental, que en este caso terminarán llevando al Cisma de Oriente.
Las Cruzadas trajeron como consecuencia la creación de un tipo especial de órdenes religiosas, que, además de someterse a una regla monástica (habitualmente la cisterciense, incluyendo el cumplimiento teórico de los votos monásticos) exigían a sus componentes una vida castrense más que ascética: fueron las órdenes militares, fundadas tras la toma de Jerusalén en 1099 (caballeros del Santo Sepulcro, templarios -1104- y hospitalarios -1118-). También se constituyeron en otros contextos geográficos (órdenes militares españolas y caballeros teutónicos).
La adaptación a la pujante vida urbana de los siglos XII y XIII será misión de un nuevo ciclo de fundaciones en el clero regular: las órdenes mendicantes, cuyos miembros no eran monjes, sino frailes (franciscanos de San Francisco de Asís y dominicos de Santo Domingo de Guzmán, a las que siguieron otras, como los agustinos); y de nuevas instituciones: las Universidades y la Inquisición.

#### Innovaciones dogmáticas y devocionales

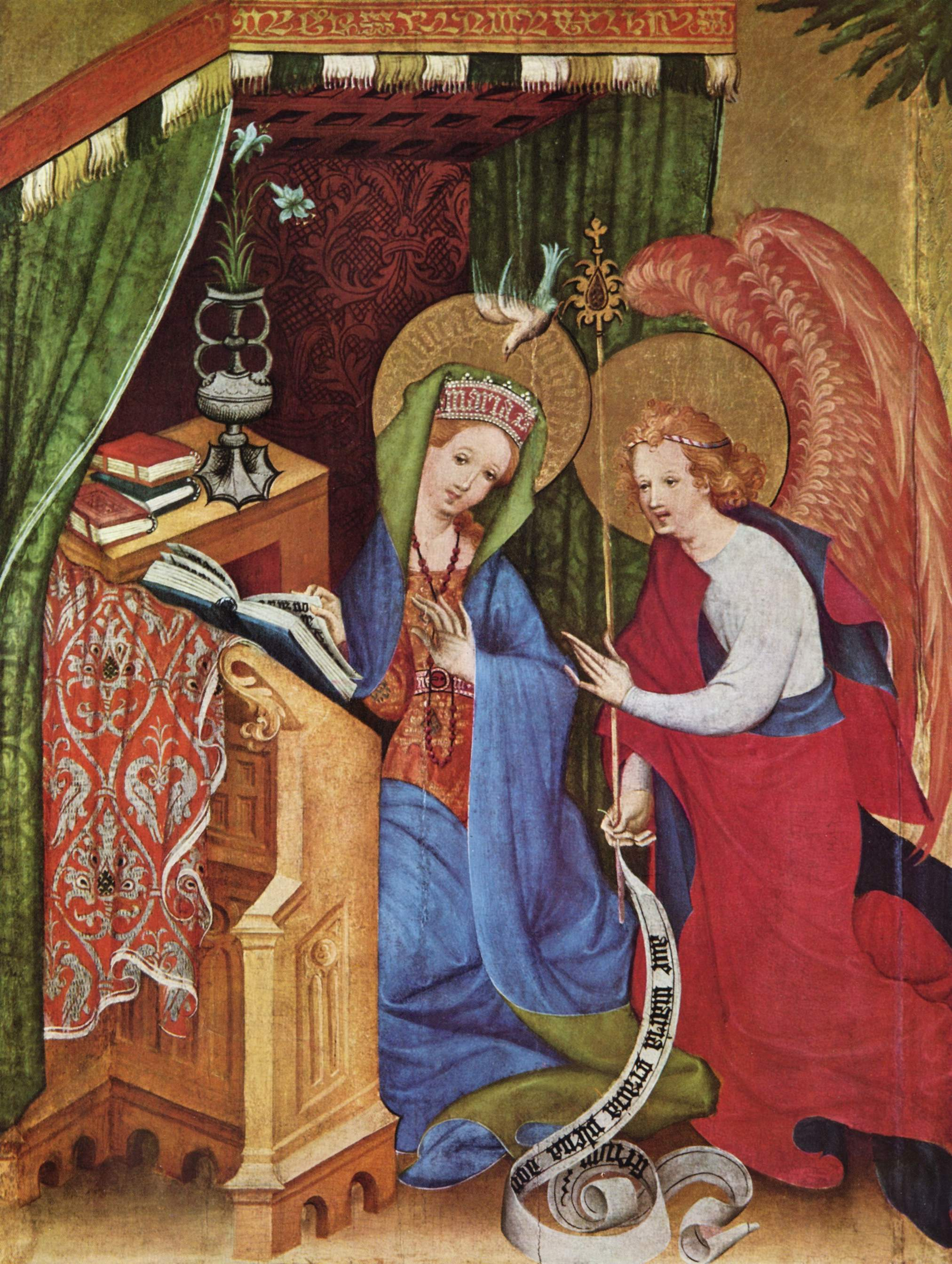
Anunciación por Conrad von Soest, 1403. La Virgen, modelo de virtudes femeninas, cuya inocencia es simbolizada por el lirio, escucha el mensaje divino traído por el arcángel San Gabriel y acepta su destino (concebir a Cristo por obra y gracia del Espíritu Santo -la paloma-) con humildad y obediencia: Ecce ancilla Domini; fiat mihi secundum verbum tuum: He aquí la esclava del Señor; hágase en mí según tu palabra (Lucas 1:38).

A partir del siglo XI y el siglo XII se introdujeron en el cristianismo latino innovaciones dogmáticas y devocionales de gran trascendencia:
La imposición del rito romano frente a la anterior multiplicidad de liturgias (rito hispánico, rito bracarense, rito ambrosiano, etc.)
La imposición del celibato sacerdotal en el Concilio de Letrán (1123).
El hallazgo del papel del purgatorio como estadio intermedio de las almas entre cielo e infierno, que intensificará la función intermediadora de la Iglesia a través de las oraciones y misas y los méritos de la Comunión de los Santos por ella administrados.

#### Mariología
La intensificación del papel de la Virgen María, que pasa a ser una corredentora con atributos investigados por la mariología y aún no dogmatizados (Inmaculada Concepción, Asunción de la Virgen), con nuevas devociones y oraciones (Avemaría, yuxtaposición de textos evangélicos que se introduce en occidente en el; Salve, adoptada por Cluny en 1135; y Rosario, introducido por Santo Domingo contra los albigenses), una fiebre de fundaciones de iglesias en su nombre, y con un amplísimo tratamiento artístico. En la época del amor cortés la devoción a la Virgen apenas podía distinguirse, al menos en las formas, de la que el caballero sentía por su dama.
La mariología había nacido en la Antigüedad tardía con la patrística, y el culto popular de la virgen fue uno de los factores clave de la suave transición del paganismo al cristianismo, que suele interpretarse como una adaptación del patriarcal monoteísmo del judaísmo al matriarcal panteón de las diosas-vírgenes-madre del Mediterráneo clásico: la cananea Astarté, la babilonia Istar, las griegas Rea y Gaia, la frigia Cibeles, la Artemisa de Éfeso, la Deméter de Eleusis, la egipcia Isis, etc., si bien "hay dos diferencias fundamentales entre el culto cristiano a María y los cultos paganos: la clara conciencia de la absoluta trascendencia de Dios, que opera como factor que elimina cualquier tendencia idolátrica y la oposición por parte del cristianismo a una divinización de la vida que ponga en peligro el carácter absolutamente libre de la decisión creadora de Dios". La controversia Cristotokos-Theotokos (María como "Madre de Cristo" o "Madre de Dios"), y el amplio tratamiento de esta en el arte bizantino habían caracterizado a la iglesia oriental. El protagonismo de la Virgen quedaba ampliamente compensado con la misoginia del tratamiento de otras figuras femeninas, destacadamente Eva, la Magdalena y Santa María Egipcíaca. La renuncia al cuerpo (la carne enemiga del alma) y a las riquezas, que da oportunidad al arrepentimiento y la redención (y confía su gestión a la Madre Iglesia) solía ser el aspecto más destacable también en las vidas de otras santas y mártires.

#### Sacramentos y cohesión social. Minorías religiosas

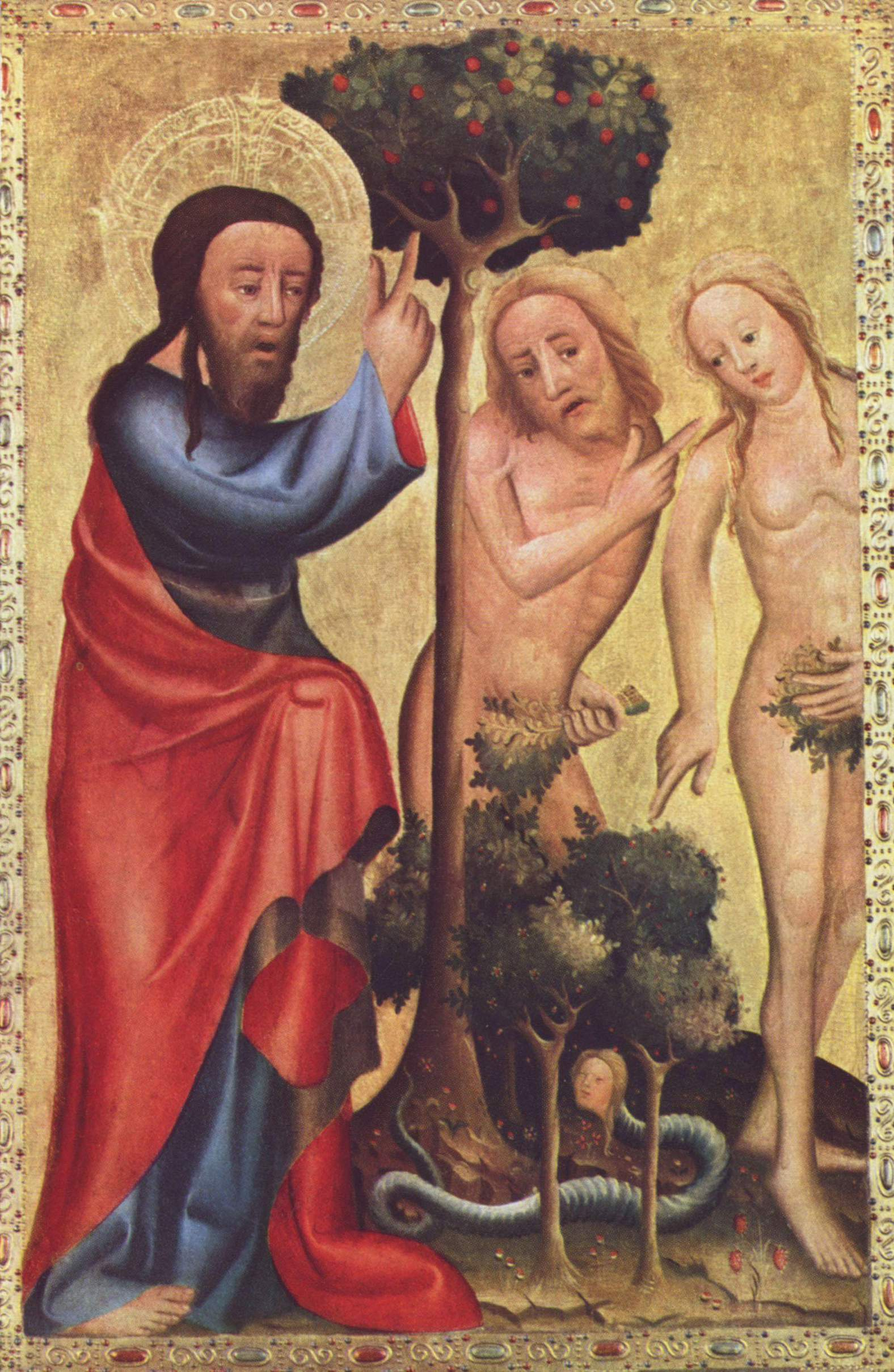
El pecado original, por Bertram von Minden, 1375. El tema de Adán y Eva daba la ocasión más habitual de representación de desnudos durante la Edad Media.

Por último, la institucionalización de los sacramentos, especialmente la penitencia y la comunión pascual que se plantean como trámites anuales que el fiel ha de cumplir ante su párroco y confesor. La vivencia comunitaria de los sacramentos, sobre todo los que significan cambios vitales (bautismo, matrimonio, extrema unción), y los rituales funerarios, cohesionaban fuertemente a las sociedades locales tanto aldeanas como urbanas, sobre todo cuando se enfrentaban a la convivencia con otras comunidades religiosas —judíos en toda Europa y musulmanes en España—.
La celebración de las festividades en días distintos (viernes los musulmanes, sábados los judíos, domingos los cristianos), los distintos tabúes alimentarios (cerdo, alcohol, rituales de matanza que obligan a separar las carnicerías) y la separación física de las comunidades -guetos, aljamas o juderías y morerías- planteaban una situación que, incluso con tolerancia religiosa, distaba mucho de ser un trato igualitario. Los judíos cumplieron una función social de chivo expiatorio que dio salida a las tensiones sociales en determinados momentos, con el estallido de pogromos (revueltas antijudías, que tras la conversiones masivas dieron paso a revueltas anticonversas) o con las políticas de expulsión (Inglaterra -1290-, Francia -1394- y España -1492- y Portugal en 1496). La existencia de minorías religiosas dentro del cristianismo, en cambio, no podía ser aceptada, puesto que la comunidad política se identificaba con la unidad en la fe. Los definidos como herejes, por tanto, eran perseguidos por todos los medios.

#### Delito, pecado y sexo
En cuanto a las desviaciones del comportamiento que no supusieran desafíos de opinión sino delitos o pecados (conceptos identificables y de imposible deslindamiento), su tratamiento era objeto de las jurisdicciones civil (que aplicaba el fuero correspondiente, la legislación del reino o el derecho común) y religiosa (que aplicaba el Derecho Canónico en cuestiones ordinarias, o el procedimiento inquisitorial en caso necesario), cuya coordinación era a veces compleja, como ocurría con las desviaciones de la conducta sexual considerada correcta (masturbación, homosexualidad, incesto, estupro, amancebamiento, adulterio y otros asuntos matrimoniales). En cualquier caso, la vivencia de la sexualidad y la desnudez del cuerpo tuvo tratamientos muy distintos en cada época y lugar; y diferentes expectativas para cada nivel social (se consideraba que era propio de los campesinos un comportamiento animal, es decir, natural, y se pretendía que los nobles y clérigos tuvieran más voluntad para controlar sus instintos).
También costumbres como los baños (conocidos desde las termas romanas y reintroducidos por los árabes) y prácticas como la prostitución fueron objeto de críticas morales y reglamentaciones más o menos permisivas, llegando en el caso de los baños progresivamente hasta la prohibición (se les acusaba de inmorales y de producir el afeminamiento de los guerreros), y en el de la prostitución al confinamiento en determinados barrios, la obligación de llevar determinadas prendas y la detención de sus actividades en determinadas fechas (Semana Santa). La erradicación de la prostitución no se concebía posible, dado lo inevitable del pecado, y su papel de mal menor que evitaba que el deseo irrefrenable de los varones fuera en contra del honor de las doncellas y las mujeres respetables. Por lo general, los historiadores suelen coincidir que el periodo de la Plena Edad Media fue una etapa de mayor libertad de costumbres que no tuvo que esperar a El Decamerón (1348), y que en algunas cuestiones, como la condición femenina, significó una verdadera promoción, tanto frente a la Alta Edad Media como frente a la Edad Moderna; aunque el extendido mito de que se llegara a dudar si la mujer tenía alma es un error filológico.

### Expansión geográfica de la Europa feudal

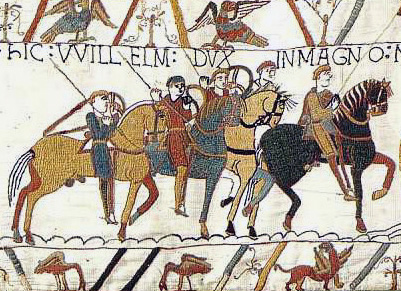
Willelm Dux, el Duque Guillermo de Normandía dirige sus tropas a la batalla de Hastings que le convertirá en rey de Inglaterra (1066). Tapiz de Bayeux, bordado pocos años después.

La expansión geográfica se llevó a cabo, o se intentó llevar a cabo, al menos, en varias direcciones, siguiendo no tanto un propósito determinado por concepciones nacionalistas inexistentes en la época, sino la dinámica propia de las casas feudales. Los normandos, vikingos asentados en Normandía, dieron origen a una de las casas feudales más expansivas de Europa, que se extendió por Francia, Inglaterra e Italia, enlazada con las de Anjou-Plantagenet y Aquitania. Las casas de Navarra y Castilla (dinastía Jimena), Francia, Borgoña y Flandes (Capetos, Casa de Borgoña —extendida por la península ibérica—, Valois) y Austria (casa de Habsburgo) son otros buenos ejemplos, y todas ellas se vieron vinculadas por alianzas, enlaces matrimoniales y enfrentamientos sucesorios o territoriales, consustanciales a las relaciones feudo-vasalláticas y expresión de la violencia inherente al feudalismo. En el contexto espacial de la Europa nórdica y centro-oriental tuvieron un desarrollo similar la Casa de Sweyn Estridsson danesa, la Bjälbo noruega y los Sverker y Erik suecos; y más tarde la Dinastía Jogalia o Jagellón (Hungría, Bohemia, Polonia y Lituania).
En España, simultáneamente a la disolución del Califato de Córdoba (en guerra civil desde el 1010 y extinguido el 1031), se creó un vacío de poder que los reinos feudales cristianohispánicos de Castilla, León, Navarra, Portugal y Aragón (fusionado dinásticamente con el condado de Barcelona) intentaron aprovechar, expandiéndose frente a los reinos de taifas musulmanes en la llamada Reconquista. En las islas británicas, el reino de Inglaterra intentó repetidas veces invadir a Gales, Escocia e Irlanda, con mayor o menor éxito.

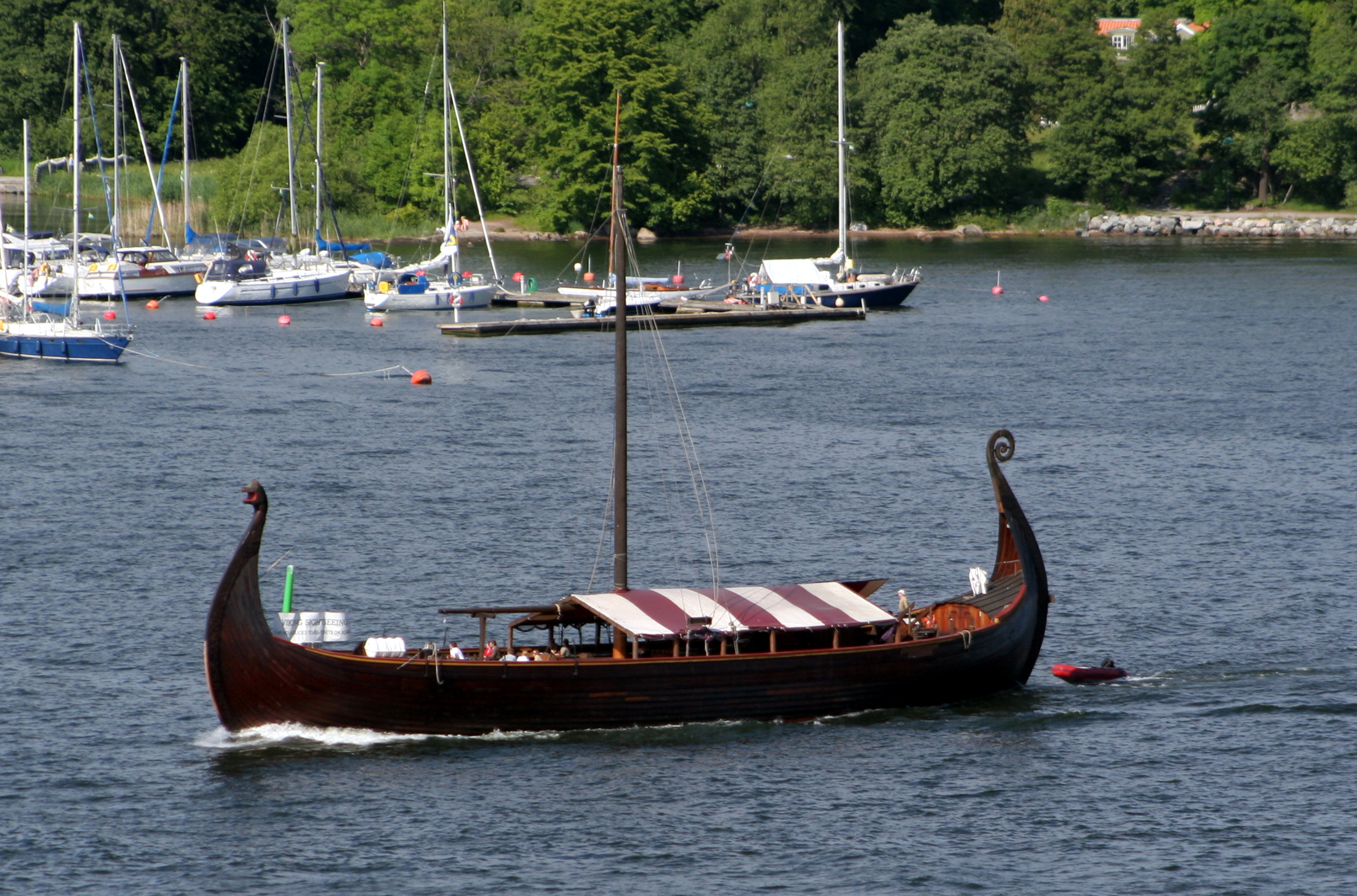
Reconstrucción de un drakkar, embarcación usada habitualmente por los vikingos.

En Europa del Norte, acabadas las invasiones de los vikingos, las riquezas saqueadas por estos sirvieron para adquirir productos y servicios occidentales, creando en el mar Báltico una próspera red comercial que atrajo a los escandinavos a la civilización occidental, mientras su expansión hacia el oeste por el Atlántico (Islandia y Groenlandia) no pasó de la mítica Vinlandia (asentamiento fracasado en América del Norte, en torno al año 1000). Los vikingos orientales (varegos) fundaron numerosos reinos en la Rusia europea y llegaron hasta Constantinopla. Los vikingos occidentales (normandos) se instalaron en Normandía, Inglaterra, Sicilia y el sur de la actual Italia, creando reinos centralizados y eficientes (Rolón, Guillermo el Conquistador y Roger I de Sicilia). En el este, en el año 955, Otón el Grande batió a los húngaros en la batalla del Río Lech y reincorporó Hungría a Occidente, al tiempo que comenzaba la germanización de Polonia, hasta entonces pagana. Posteriormente, desde tiempos de Enrique el León (siglo XII), los alemanes se fueron abriendo paso a través de las tierras de los vendos, hasta el mar Báltico, en un proceso de colonización conocido como Ostsiedlung (que será mitificado posteriormente con el romántico nombre de Drang nach Osten, o Afán de ir hacia el Este, lo que sirvió para justificar la teoría nazi del espacio vital alemán Lebensraum). Pero sin lugar a dudas, el movimiento de expansión más espectacular, aunque finalmente fallido, fueron las Cruzadas, en donde selectos miembros de la nobleza guerrera occidental cruzaron el mar Mediterráneo e invadieron el Medio Oriente, creando reinos de efímera duración.

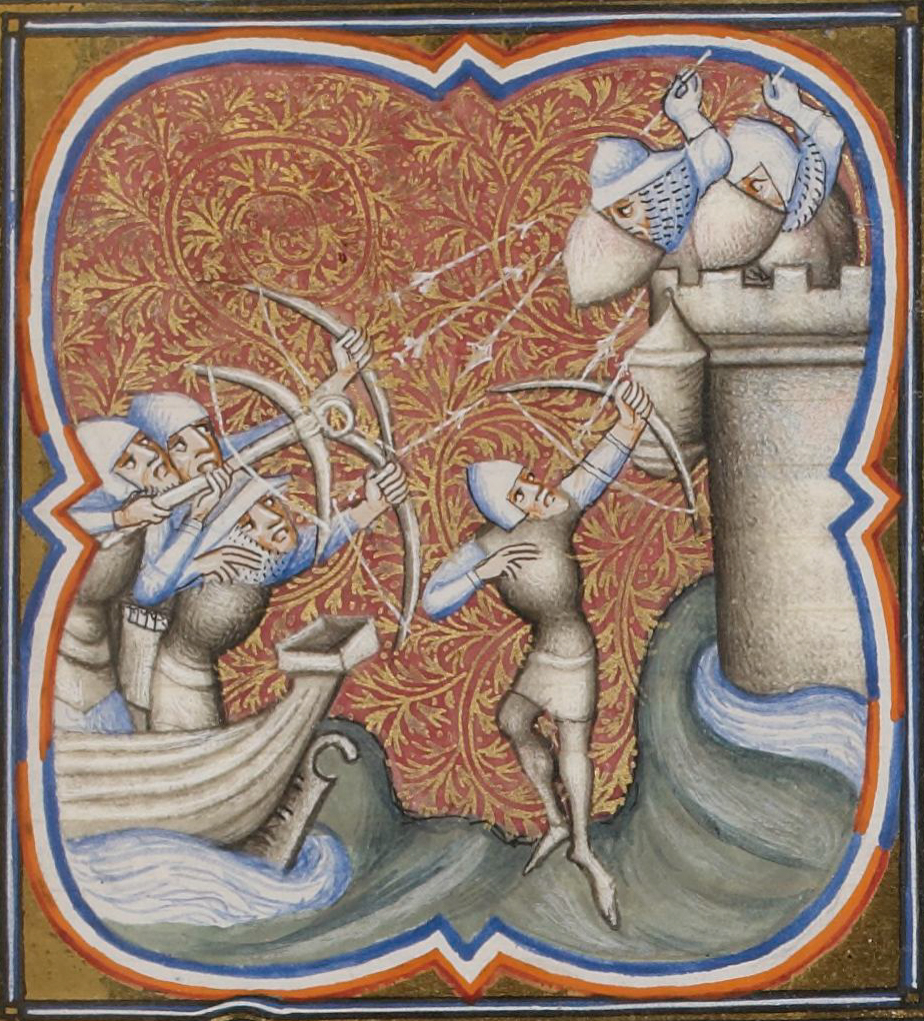
Luis IX de Francia (San Luis) dirigió a sus caballeros a un desembarco naval contra el fuerte egipcio de Damietta en la Quinta Cruzada (1217-1221).

#### Las Cruzadas
Las Cruzadas fueron expediciones emprendidas, en cumplimiento de un solemne voto, para liberar Tierra Santa de la dominación musulmana. El origen de la palabra remonta a la cruz hecha de tela y usada como insignia en la ropa exterior de los que tomaron parte en esas iniciativas, a partir de la petición del papa Urbano II y las predicaciones de Pedro el Ermitaño. Las sucesivas cruzadas tuvieron lugar entre los siglos XI y XIII. Fueron motivadas por los intereses expansionistas de la nobleza feudal, el control del comercio con Asia y el afán hegemónico del papado sobre las iglesias de Oriente.

#### Balance de la expansión geográfica

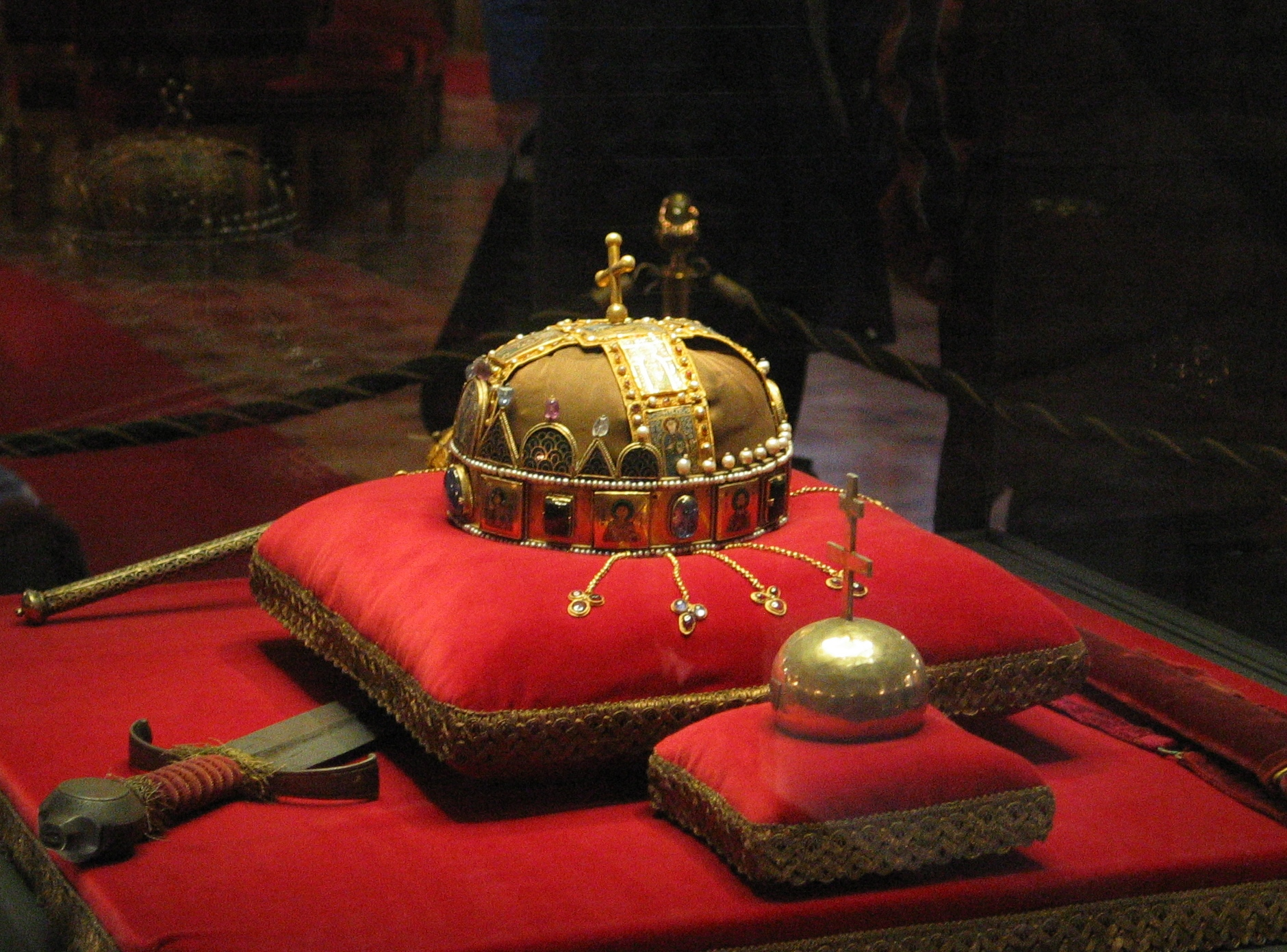
Espada, cetro, orbe y corona (con su característica cruz inclinada) de San Esteban de Hungría, rey húngaro convertido al cristianismo y coronado en diciembre del año 1000 por el papa Silvestre II, en un acto similar al que protagonizó Carlomagno exactamente doscientos años antes, significando en este caso la expansión del cristianismo occidental y las instituciones feudales por la Europa centro-oriental.

El balance de esta expansión fue espectacular, por comparación a la vulnerabilidad de la oscura época anterior: Tras medio siglo de instituciones carolingias, hacia 843 (Tratado de Verdún), los territorios que podían identificarse más o menos próximamente con ellas (lo que podría denominarse una formación social cristiano occidental) se extendían por Francia, el oeste y sur de Alemania, el sur de Gran Bretaña, las montañas septentrionales de España y el norte de Italia. Un siglo después, en la época de la batalla del Río Lech (955), no había región de Europa Occidental a salvo de las nuevas oleadas de invasores bárbaros, que parecían conducir a una nueva crisis de civilización.
Sin embargo, en los dos siglos siguientes al fatídico año mil el panorama había cambiado completamente: para la época de la batalla de Navas de Tolosa (1212), habían sido incorporadas a la civilización europea toda Italia hasta Sicilia, la Gran Bretaña no inglesa (Escocia y Gales), Escandinavia (que se expandía por el Atlántico Norte hasta Groenlandia), buena parte de Europa Oriental (Polonia, Bohemia, Moravia y Hungría, quedando los pueblos eslavos de los Balcanes y Rusia en la órbita del cristianismo oriental e institucionalizando sus propios reinos) y media península ibérica (en el transcurso del siglo XIII lo sería toda excepto el tributario reino nazarí de Granada, quedando marcado definitivamente el predominio cristiano sobre el estrecho de Gibraltar con la batalla del Salado -1340-). Otros territorios periféricos (como Lituania o Irlanda) estaban sometidos a una presión militar cada vez mayor por parte de los reinos centrales de la cristiandad latina. Más allá de los límites de Europa Occidental, las incursiones militares de huestes latinas de muy variada composición habían puesto en sus manos lugares tan lejanos como Constantinopla y los ducados Atenas y de Neopatria o Jerusalén y los Estados Cruzados.

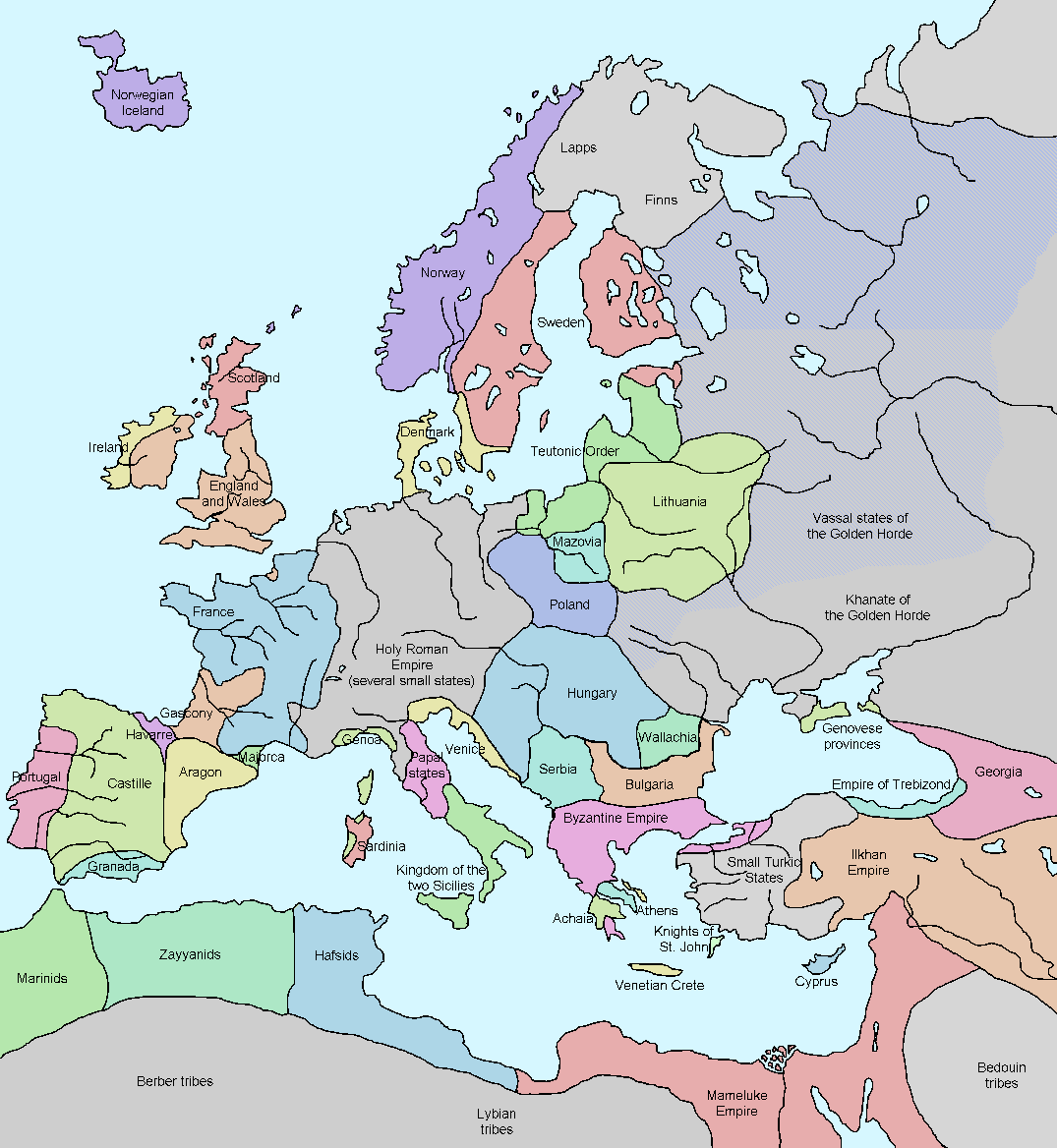
Europa en 1328.
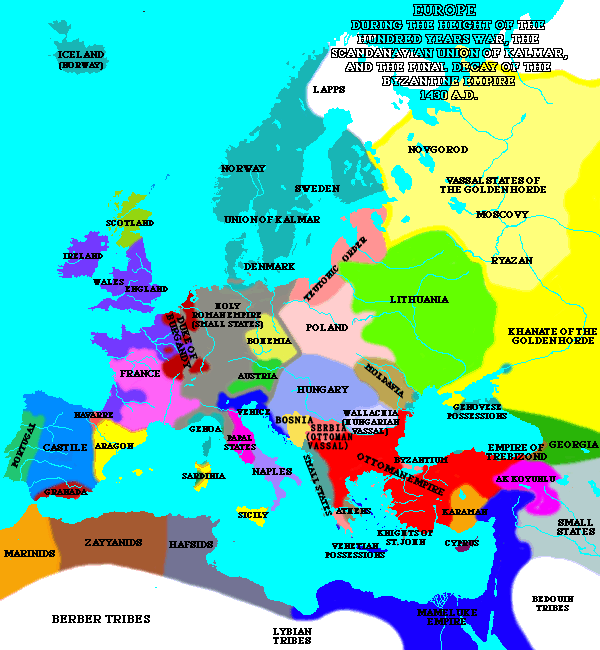
Europa en la década de 1430.
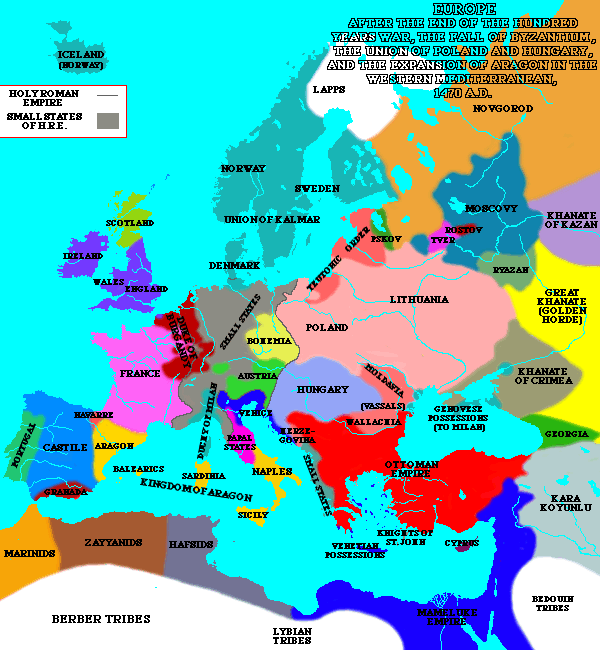
Europa en la década de 1470.

## Baja Edad Media (siglosXIVyXV)

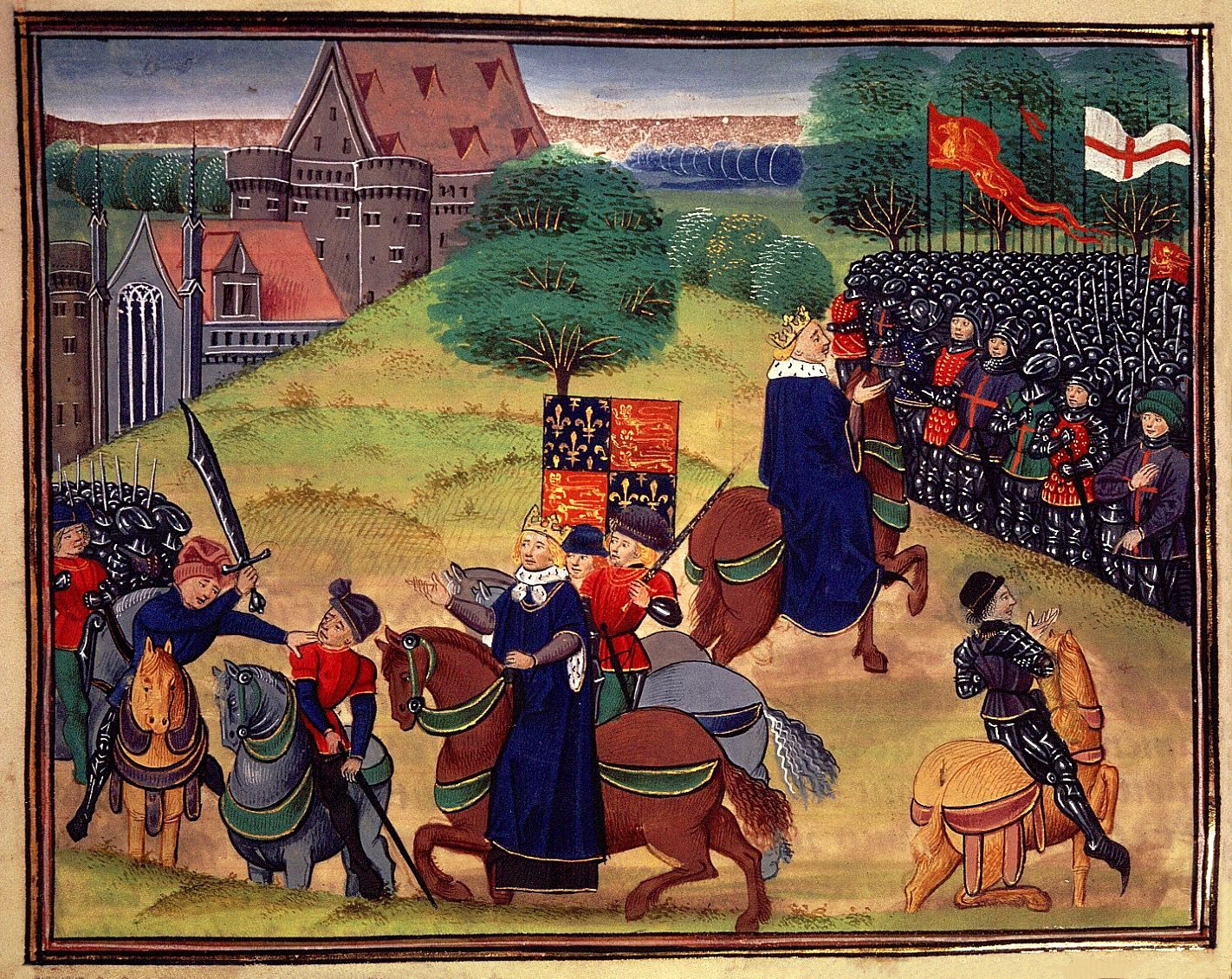
Muerte de Wat Tyler, líder de la revuelta campesina de 1381 en Inglaterra.

La Baja Edad Media es un término que a veces produce confusión, pues procede de un equívoco etimológico entre alemán y castellano: baja no significa decadente, sino reciente; por oposición al alta de la Alta Edad Media, que significa antigua (en alemán alt: viejo, antiguo). No obstante, es cierto que desde alguna perspectiva historiográfica puede verse al conjunto del periodo medieval como el ciclo de nacimiento, desarrollo, auge e inevitable caída de una civilización, modelo interpretativo que inició Gibbon para el Imperio romano (donde es más obvia la oposición entre Alto Imperio y Bajo Imperio) y que se ha aplicado con mayor o menor fortuna a otros contextos históricos y artísticos.
El símil astronómico de ocaso, que Johan Huizinga convierte en otoño, es utilizado con mucha frecuencia en la historiografía, con un valor analógico que más que una decadencia en lo económico o lo intelectual refleja un claro agotamiento de los rasgos específicamente medievales frente a sus sustitutos modernos.

### La crisis delsigloXIV
El final de la Edad Media llega con el comienzo de la transición del feudalismo al capitalismo, otro periodo secular de transición entre modos de producción que no finalizará hasta el final del Antiguo Régimen y el comienzo de la Edad Contemporánea, con lo que tanto este último periodo medieval como la Edad Moderna entera cumplen un papel similar y cubren una similar extensión temporal (500 años) a lo que significó la Antigüedad Tardía para el comienzo de la Edad Media.
La ley de rendimientos decrecientes empezó a mostrar sus efectos a medida que el dinamismo de los campesinos forzó la roturación de tierras marginales y las lentas mejoras técnicas no podían sucederse a un ritmo semejante. La coyuntura climática cambió, acabando con el denominado óptimo medieval que permitió la colonización de Groenlandia y el cultivo de vides en Inglaterra. Las malas cosechas condujeron a hambrunas que debilitaron físicamente a las poblaciones, preparando el terreno para que la Peste negra de 1348 fuera una catástrofe demográfica en Europa. La repetición sucesiva de epidemias caracterizó un ciclo secular.

### Consecuencias de la crisis

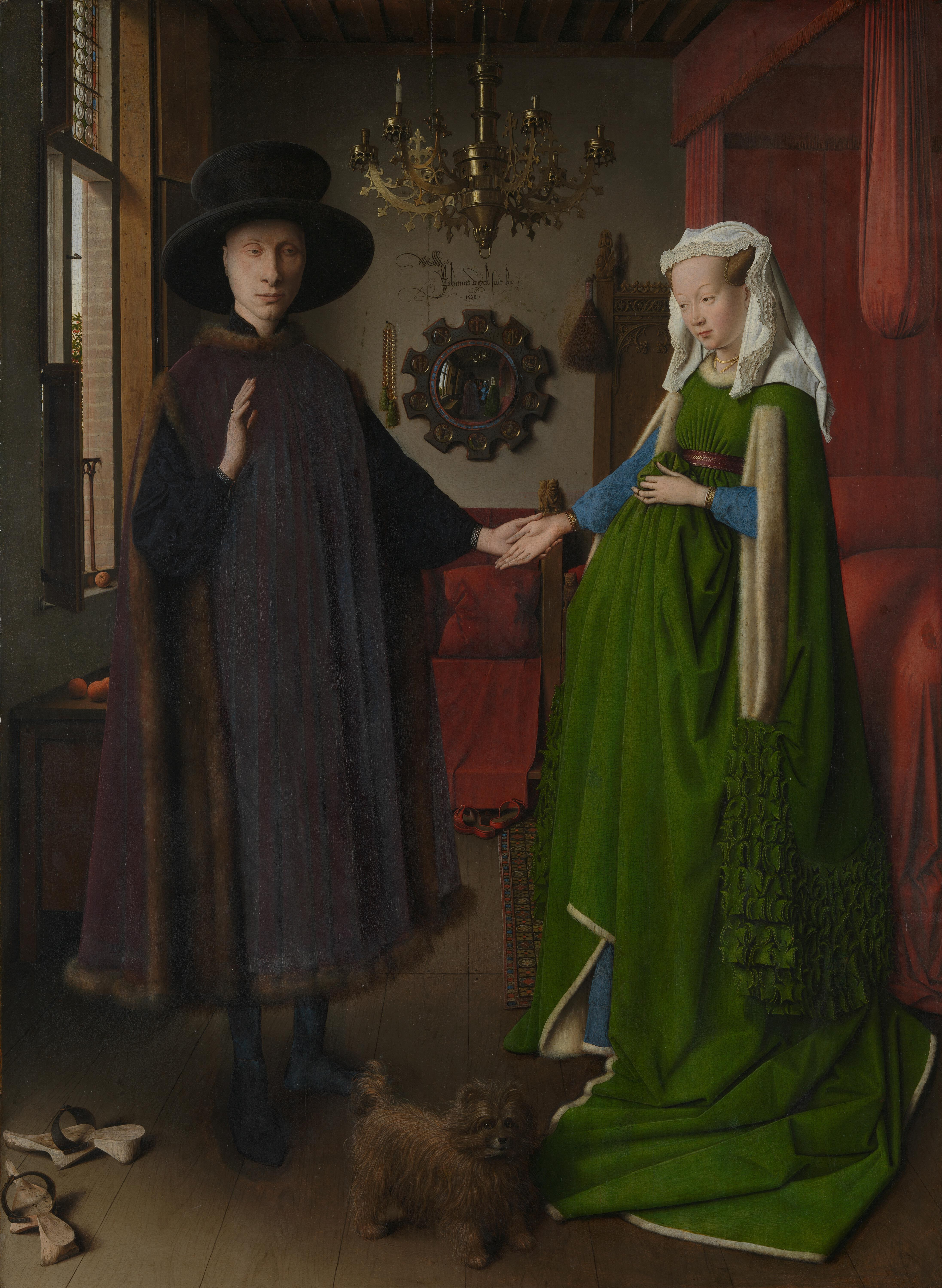
El matrimonio Arnolfini, por Jan van Eyck (1430), representa el interior de una acomodada casa burguesa, que ambientan bien algunos de los nuevos valores de esa emergente clase social: la propiedad privada ganada con el trabajo, la familia nuclear, la moderación, la discreción y la privacidad. La escena transcurre en Flandes, un emporio comercial y artesanal, que suscitó el florecimiento de una nueva forma de pintura, la de los primitivos flamencos que entre otras innovaciones, iniciaron la pintura al óleo, lo que permitía detalles sutilísimos para hacer cada vez más fieles los retratos, un género que siglos antes no tenía ninguna demanda social.

Las consecuencias no fueron negativas para todos. Los supervivientes acumularon inesperadamente capital en forma de herencias, que pudo en algunos casos invertirse en empresas comerciales, o acumularon inesperadamente patrimonios nobiliarios. Las alteraciones de los precios de mercado de los productos, sometidos a tensiones nunca vistas de oferta y demanda cambió la forma de percibir las relaciones económicas: los salarios (un concepto, como el de circulación monetaria ya de por sí disolvente de la economía tradicional) crecían al tiempo que las rentas feudales pasaron a ser inseguras, obligando a los señores a decisiones difíciles. Alternativamente primero tendieron a ser más comprensivos con sus siervos, que a veces estuvieron en situación de imponer una nueva relación, liberados de la servidumbre; mientras que en un segundo momento, sobre todo tras algunas rebeliones campesinas fracasadas y duramente reprimidas, impusieron en algunas zonas una nueva refeudalización, o cambios de estrategia productiva como el paso de la agricultura a la ganadería (expansión de la Mesta).
El negocio lanero produjo curiosas alianzas internacionales e interestamentales (señores ganaderos, mercaderes de la lana, artesanos de paños) que suscitaron verdaderas guerras comerciales (en ese sentido se ha podido interpretar las cambiantes alianzas y divisiones internas Inglaterra-Francia-Flandes durante la guerra de los Cien Años, en la que Castilla se implicó en su propia guerra civil). Únicamente los nobles con más capacidad (demostrada la mayor parte de las veces por el despojo de nobles con menos capacidad) pudieron convertirse en una gran nobleza o aristocracia de grandes casas nobiliarias, mientras que la pequeña nobleza se empobrecía, reducida a la mera supervivencia o a la búsqueda de nuevos tipos de ingresos en la creciente administración de las monarquías, o a los tradicionales de la Iglesia.
En las instituciones del clero también se va abriendo un abismo entre el alto clero de obispos, canónigos y abades y los curas de parroquias pobres; y el bajo clero de frailes o clérigos vagabundos, de opiniones teológicas difusas, o bien supervivientes materialistas en la práctica, goliardos o estudiantes sin oficio ni beneficio.
En las ciudades, la alta burguesía y la baja burguesía viven un similar proceso de separación de fortunas, que hace imposible mantener que un aprendiz o incluso un oficial o un maestro de taller pobre tenga algo que ver con un mercader enriquecido por el comercio a larga distancia de la Hansa o las ferias de Champaña y de Medina, o un médico o un letrado salidos de la universidad para entrar en la alta sociedad. Se va abriendo paso la posibilidad (antes inaudita) de que la condición social dependa más de la capacidad económica (no necesariamente ligada siempre a la tierra) que del origen familiar.
Frente al mundo medieval de los tres órdenes, basado en una economía agraria y firmemente ligada a la posesión de la tierra, emerge un mundo de ciudades basado en una economía comercial. Los centros de poder se desplazan hacia los nuevos burgos. Estos reequilibrios se vieron reflejados en los campos de batalla, ya que los caballeros feudales empezaron a ser superados por el desarrollo de técnicas militares como el arco de tiro largo, arma que los ingleses usaron para barrer a los franceses en la batalla de Agincourt, en 1415, o la pica, usada por la infantería de mercenarios suizos. Es en esta época cuando aparecen los primeros ejércitos profesionales, compuestos por soldados a los que no les une un pacto de vasallaje con su señor sino la paga. A partir del siglo XIII se registran en Occidente los primeros usos de la de pólvora, invención china extendida desde la India por los árabes, pero de forma muy discontinua. Roger Bacon la describe en 1216) y hay relatos del uso de armas de fuego en la defensa musulmana de Sevilla (1248) y Niebla (1262, véase El cañón en la Edad Media). Con el tiempo, el oficio militar se envilece, devaluando las funciones de la nobleza con las de la caballería y los castillos, que quedan obsoletos. El aumento de los costes y las tácticas de batallas y asedios traerá como consecuencia el aumento del poder del rey frente a la aristocracia. La guerra pasa a depender no de las huestes feudales, sino de los crecientes impuestos, pagados por los no privilegiados.

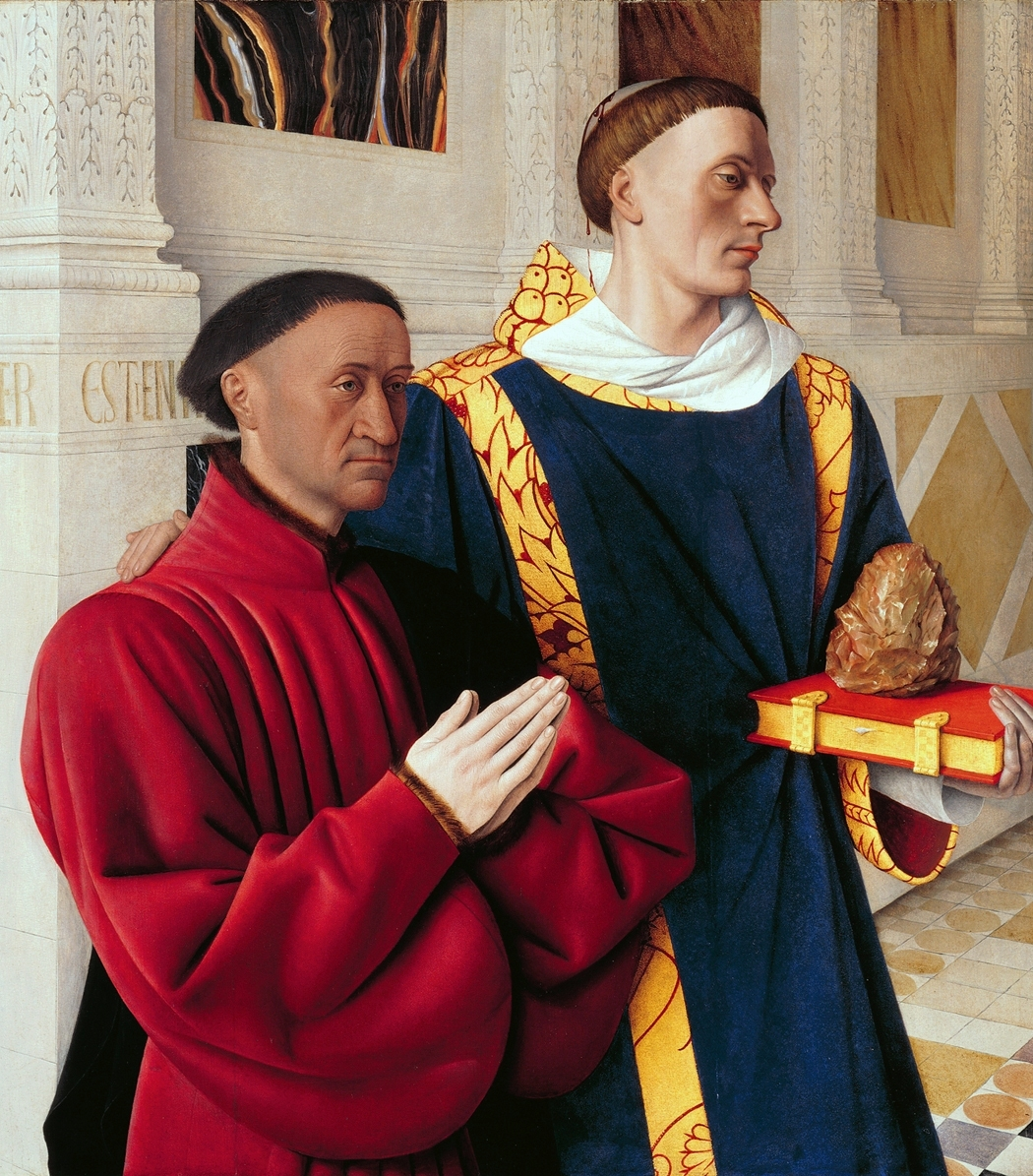
Díptico de Melun, de Jean Fouquet (1450). Panel izquierdo: Étienne Chevalier, el donante, con San Esteban, su santo patronímico. En otra época, la perspectiva jerárquica hubiera distanciado a un simple mortal, por muy poderoso que fuera, de personajes celestiales.

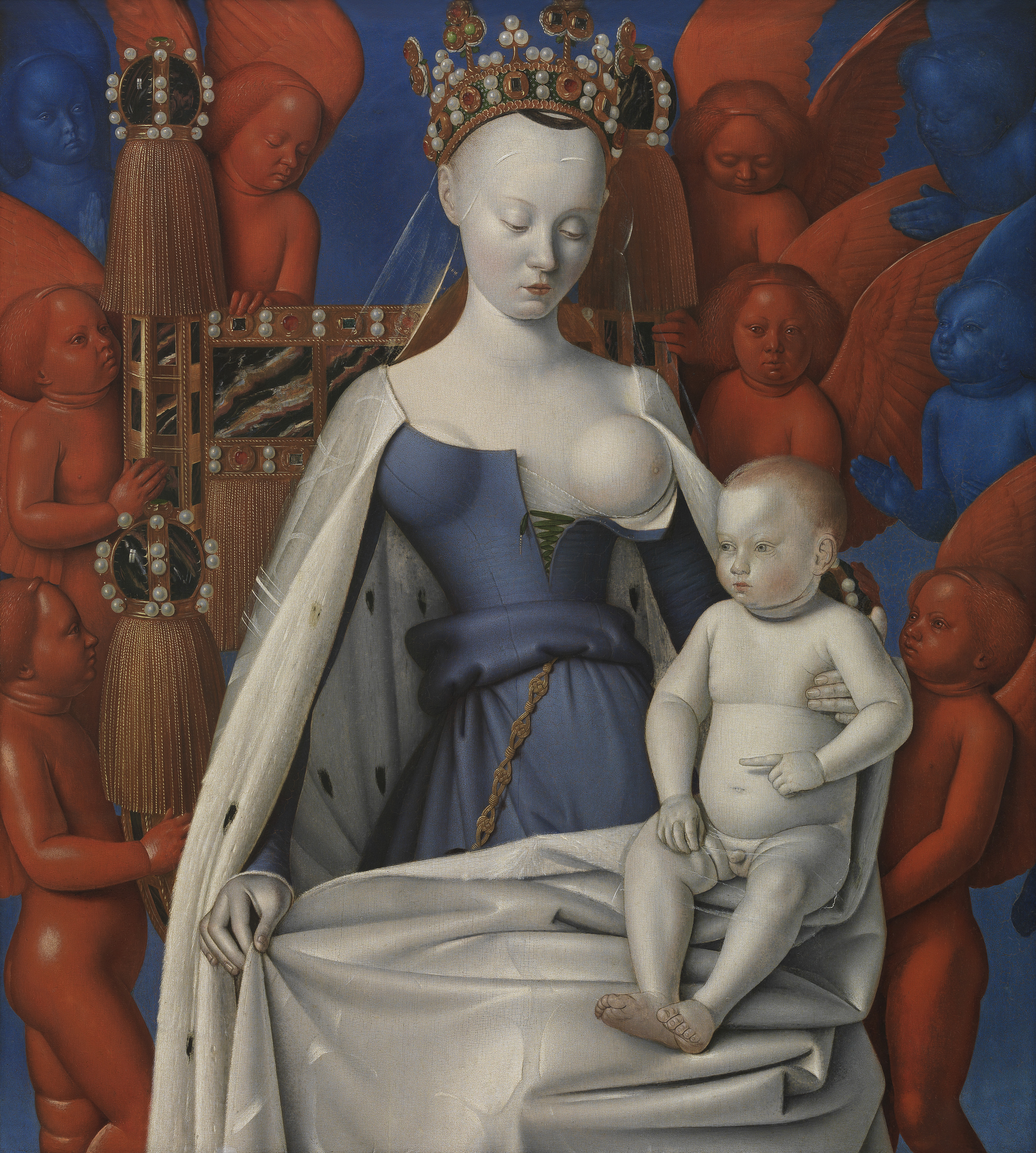
Mismo díptico, Panel derecho: La Virgen con el Niño. La modelo fue Agnès Sorel, amante del rey Carlos VII de Francia, lo que aumenta el atrevimiento de la representación, que aun así resultaba asumible por la sensibilidad de la época.

### Nuevas ideas
Las nuevas ideas religiosas -que se adaptan mejor a la forma de vida de la burguesía que a la de los privilegiados- ya estuvieron en el fermento de las herejías que se habían producido previamente, a partir del siglo XII (cátaros, valdenses), y que habían encontrado eficaz respuesta en las nuevas órdenes religiosas mendicantes, insertas en el entorno urbano; pero en los últimos siglos medievales el husismo o el wycliffismo tienen una mayor proyección hacia lo que será la Reforma protestante del siglo XVI El milenarismo de los flagelantes convivía con el misticismo de Tomás de Kempis y con los desórdenes y corrupción de costumbres en la Iglesia que culminaron en el Cisma de Occidente. Fue devastador el impacto que tuvo en la cristiandad occidental el espectáculo de dos (y hasta tres) papas excomulgándose mutuamente (y a emperadores, reyes y obispos, y con ellos a todos sus sacerdotes y fieles), uno en la llamada cautividad de Aviñón a la que le sometía el rey de Francia (fille ainée de l'Eglise, hija mayor de la Iglesia), otro en Roma y un tercero elegido por el Concilio de Pisa (1409). La situación no se recondujo totalmente ni siquiera con el Concilio de Constanza (1413), que si hubieran prosperado las tesis conciliaristas se habría convertido en una especie de parlamento europeo supranacional, cuasi-soberano y competente en toda clase de temas. Hasta la humilde Peñíscola se llegó a convertir por algún tiempo en el centro del mundo cristiano -para los escasos seguidores del papa Luna-.
Los intentos de imprimir mayor racionalidad al catolicismo ya venían estando presentes desde la cumbre de la escolástica de los siglos XII y XIII con Pedro Abelardo, Tomás de Aquino o Roger Bacon; pero ahora esa escolástica se enfrenta a su propia crisis y cuestionamiento interno, con Guillermo de Ockham o Juan Duns Escoto. La mentalidad teocéntrica iba lentamente dando paso a una nueva antropocéntrica, en un proceso que culminará con el humanismo del siglo XV en lo que ya puede denominarse Edad Moderna. Ese cambio no se limitó únicamente a las élites intelectuales: personalidades extravagantes, como Juana de Arco, se convierten en héroes populares (con el contrapunto de otras terribles, como Gilles de Rais -Barba Azul-); la mentalidad social va alejándose del conformismo temeroso para acoger otras concepciones que implican una nueva forma de afrontar el futuro y las novedades:

Hoy comamos y bebamos y cantemos y holguemos, que mañana ayunaremos.
Villancico de Juan del Encina

El anonimato conscientemente buscado en el que vivieron silenciosamente generaciones durante siglos

Non nobis, Domine, non nobis,
sed nomini tuo da gloriam
¡No a nosotros, Señor, no a nosotros,
sino a tu nombre da la gloria!
 Salmos 115:1, musicalizado y utilizado muy frecuentemente para uso litúrgico.

Se adoptó como lema de los templarios y aparece en la obra Enrique V de Shakespeare.

y que seguirá siendo la situación de los humildes durante los siglos siguientes, da paso a la búsqueda de la fama y de la gloria personal, no solo entre los nobles, sino en todos los ámbitos sociales: los artesanos comienzan a firmar sus productos (desde las obras de arte a las marcas artesanas), y cada vez es menos excepcional que cualquier acto de la vida deje su huella documental (libros parroquiales, registros mercantiles, escribanos, protocolos notariales, actos jurídicos).
El desafío al monopolio económico, social, político e intelectual de los privilegiados, creaba lentamente nuevos espacios de poder en beneficio de los reyes, así como un lugar cada vez más amplio para la burguesía. Aunque la mayor parte de la población siguió siendo campesina, lo cierto es que el impulso y las novedades ya no provenían del castillo o el monasterio, sino de la Corte y la ciudad. Entretanto, el amor cortés (procedente de la Provenza del siglo XI) y el ideal caballeresco se revitalizaron y pasaron a convertirse en una ideología justificativa del modo de vida nobiliario justo cuando este empezaba a estar en cuestión, viviendo una época dorada, obviamente decadente, localizada en el período de esplendor del ducado de Borgoña, que reflejó Johan Huizinga en su magistral El otoño de la Edad Media.

### El fin de la Edad Media en la península ibérica
Mientras que para el Mediterráneo Oriental el fin de la Edad Media supuso el avance imparable del islámico Imperio otomano, en el extremo occidental, los expansivos reinos cristianos de la península ibérica, tras un periodo de crisis y ralentización del avance secular hacia el sur, simplificaron el mapa político con la unión matrimonial de los Reyes Católicos (Fernando II de Aragón e Isabel I de Castilla), los acuerdos de estos con el de Portugal (Tratado de Alcáçovas, que suponían el reparto de influencias sobre el Atlántico) y la conquista de Granada. Navarra, dividida en una guerra civil entre bandos orientados e intervenidos por franceses y aragoneses, sería anexionada en su mayor parte a la creciente Monarquía Católica en 1512.

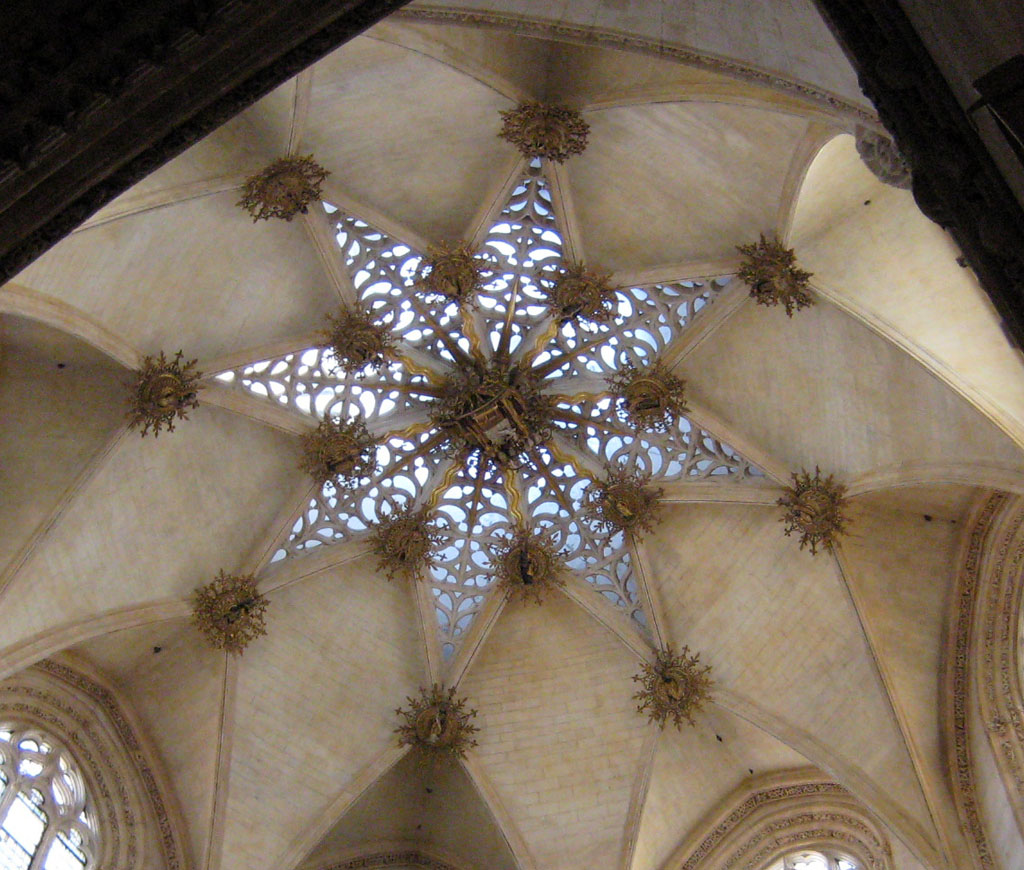
Capilla del Condestable en la Catedral de Burgos, gótico final (1482).
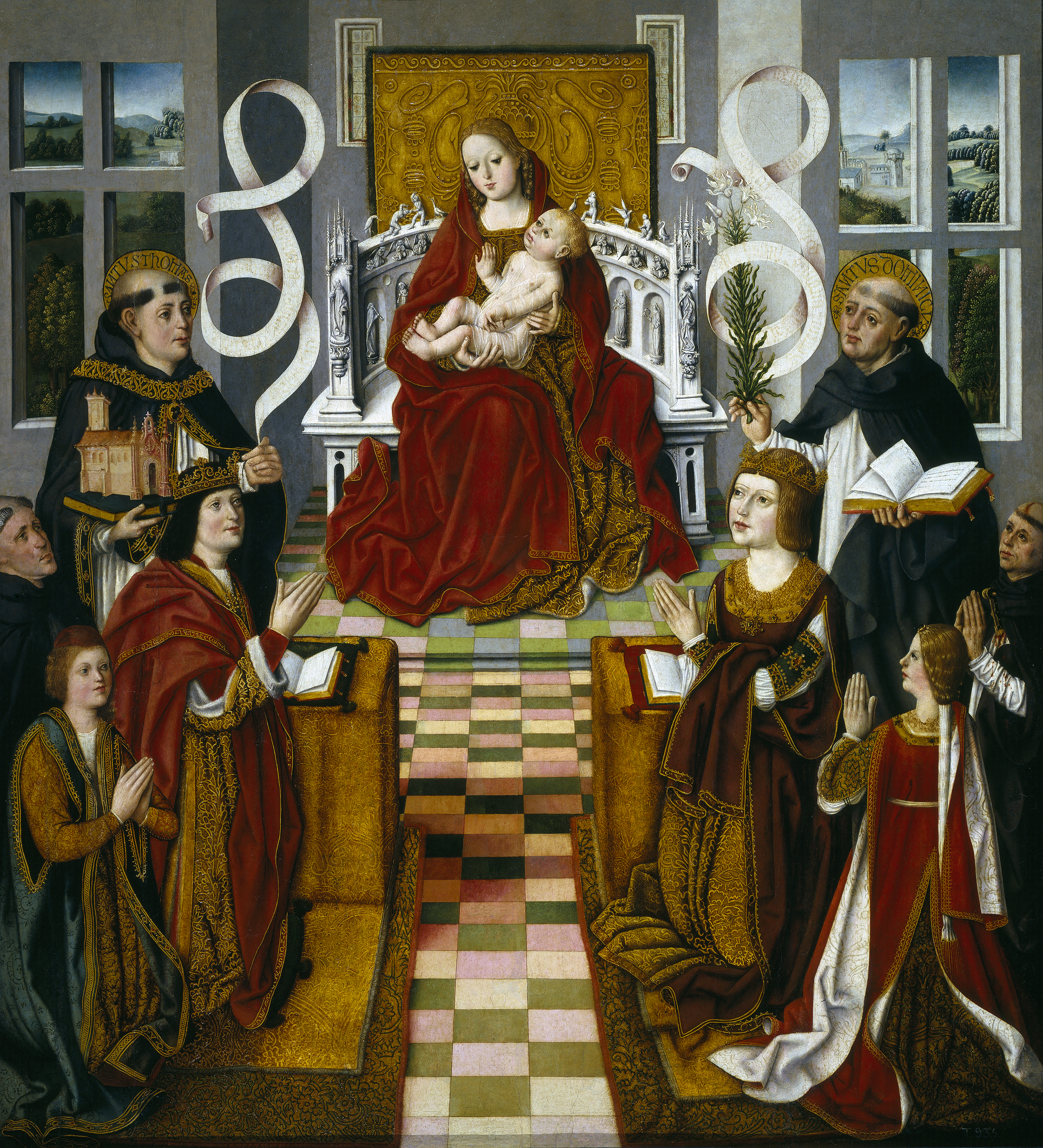
La Virgen de los Reyes Católicos, Maestro de la Virgen de los Reyes Católicos (anónimo hispano flamenco), 1491-1493, Museo del Prado.
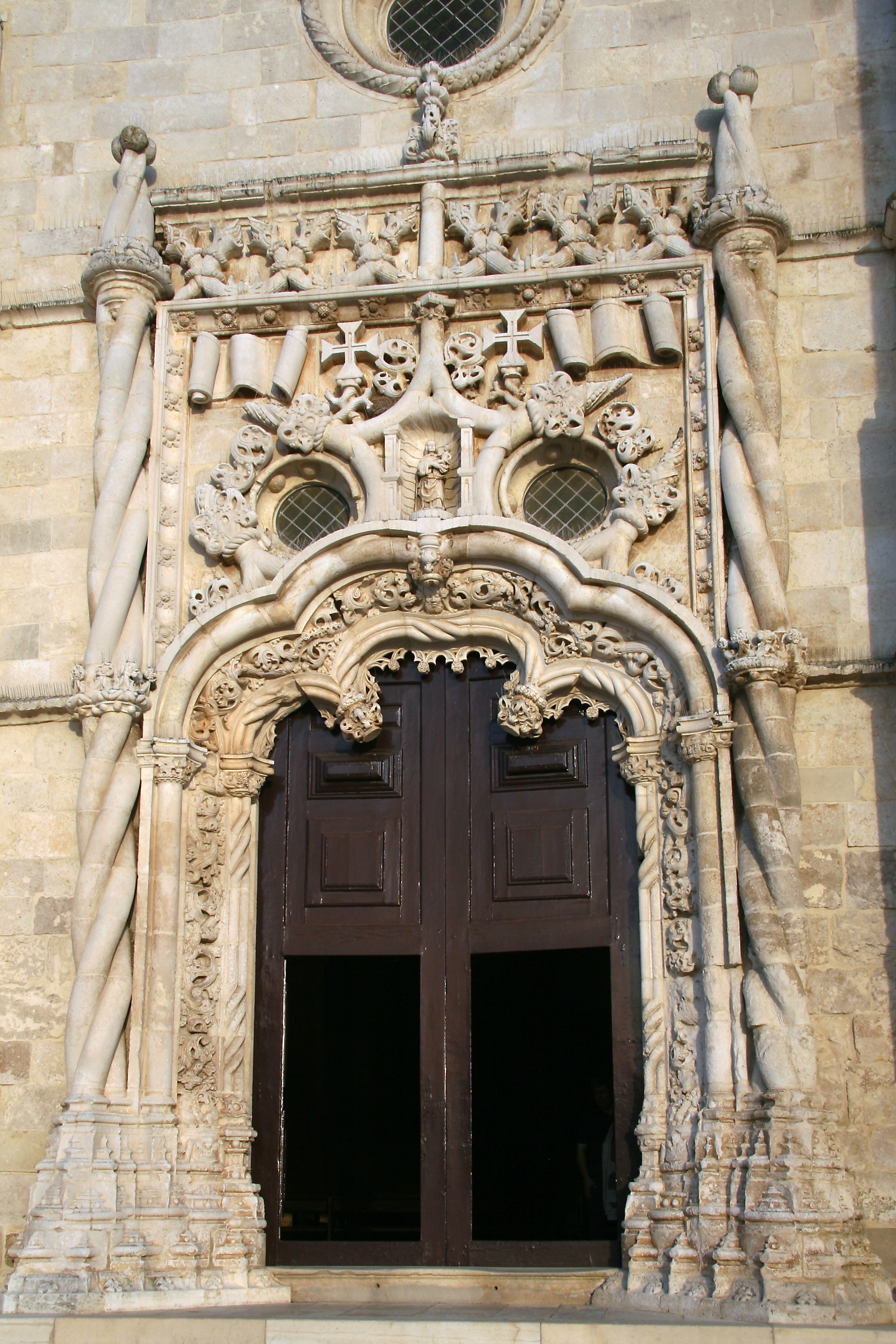
Portada manuelina de la iglesia de Golega. El retorcimiento de las columnas imita el de las gruesas maromas de los barcos, en una nación marinera volcada en la Era de los descubrimientos.
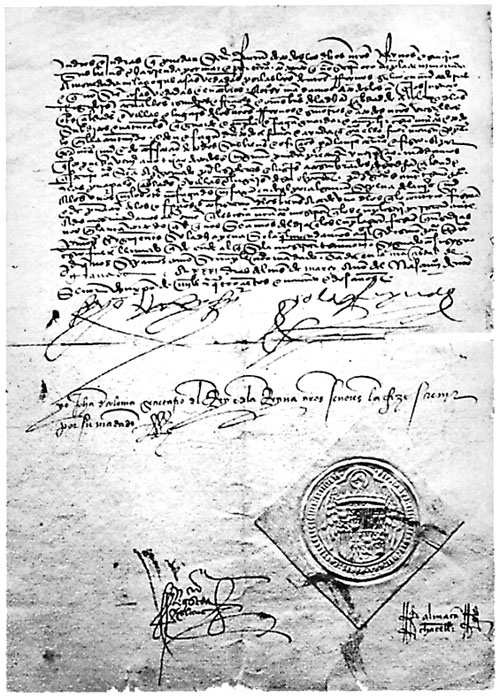
Decreto de la Alhambra por el que se expulsa a los judíos de España, el mismo año que se conquista Granada, se descubre América y Nebrija pública su Gramática Castellana: 1492. Es el final de la Edad Media y el comienzo de la Edad Moderna, con una unidad religiosa que acompañó a la unión de los reinos de la Monarquía Católica.

## Medievalismo: el estudio de la Edad Media

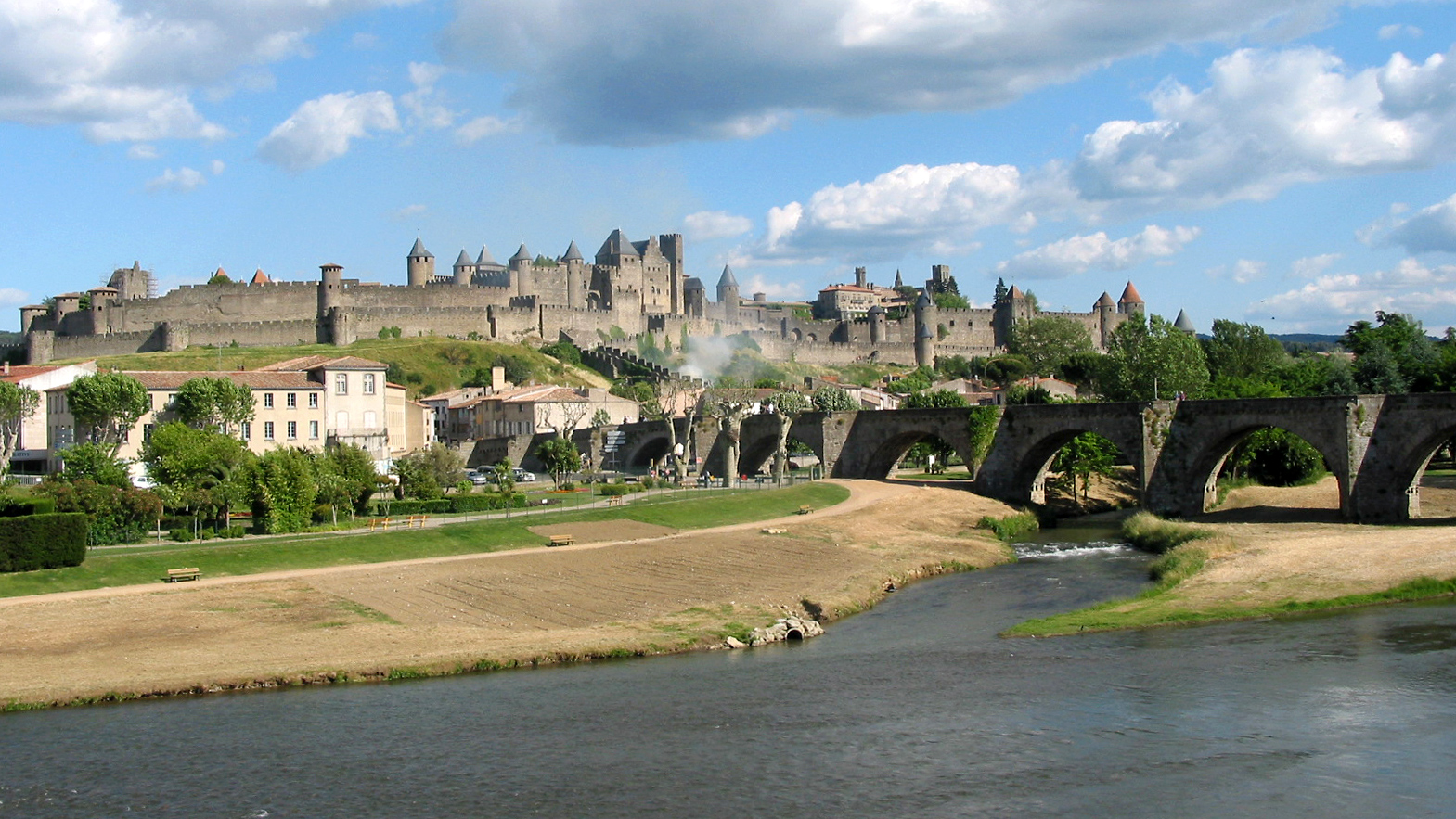
La ciudad medieval francesa de Carcasona. Ciudades amuralladas, puentes bien guarnecidos y castillos son parte de la imagen bélica de la Edad Media. El aspecto actual es fruto de una recreación historicista del, cuando las murallas ya no eran funcionales, y la mayor parte de las ciudades europeas las derribaba. El deseo de recuperarlas es una muestra de medievalismo.

Medievalismo es tanto la cualidad o carácter de medieval, como el interés por la época y los temas medievales y su estudio; y medievalista el especialista en estas materias. El descrédito de la Edad Media fue una constante durante la Edad Moderna, en la que Humanismo, Renacimiento, Racionalismo, Clasicismo e Ilustración se afirman como reacciones contra ella, o más bien contra lo que entienden que significaba, o contra los rasgos de su propio presente que intentan descalificar como pervivencias medievales. No obstante desde fines del siglo XVI se producen interesantes recopilaciones de fuentes documentales medievales que buscan un método crítico para la ciencia histórica. El Romanticismo y el Nacionalismo del siglo XIX revalorizaron la Edad Media como parte de su programa estético y como reacción antiacadémica (poesía y drama románticos, novela histórica, nacionalismo musical, ópera), además de como única posibilidad de encontrar base histórica a las emergentes naciones (pintura de historia, arquitectura historicista, sobre todo el neogótico —labor restauradora y recreadora de Eugène Viollet-le-Duc— y el neomudéjar). Los abusos románticos de la ambientación medieval (exotismo), produjeron ya a mediados del siglo XIX la reacción del realismo. Otro tipo de abusos son los que dan lugar a una abundante literatura pseudohistórica que llega hasta el presente, y que ha encontrado la fórmula del éxito mediático entremezclando temas esotéricos sacados de partes más o menos oscuras de la Edad Media (Archivo Secreto Vaticano, templarios, rosacruces, masones y el mismísimo Santo Grial). Algunos de ellos se vincularon al nazismo, como el alemán Otto Rahn. Por otro lado, hay abundancia de otros tipos de producciones artísticas de ficción de diversa calidad y orientación inspiradas en la Edad Media (literatura, cine, cómic). También se han desarrollado en el siglo XX otros movimientos medievalistas: un medievalismo historiográfico serio, centrado en la renovación metodológica (fundamentalmente por la incorporación de la perspectiva económica y social aportada por el materialismo histórico y la Escuela de los Annales) y un medievalismo popular (espectáculos medievales, más o menos genuinos, como actualización del pasado en el que la comunidad se identifica, lo que se ha venido en llamar memoria histórica).

### Centros de investigación
- Departament d'Història Medieval, Paleografia i Diplomàtica. Universitat de Barcelona. (en catalán)
- Cuadernos de Historia Medieval. Universidad Autónoma de Madrid. Área de Historia Medieval.
- Enlaces a webs de interés. Departamento de Historia Medieval. Universidad Complutense de Madrid.
- Seminario de Estudios Medievales y Renacentistas. Universidad de Salamanca.
- Departamento de Historia Medieval. Universidad de Sevilla
- Revista d'Història Medieval, Departamento de Historia Medieval. Universidad de Valencia.
- Departamento de Estudios Medievales. CSIC.
- Instituto de Historia Antigua y Medieval "Prof. José Luis Romero". Archivado el 15 de septiembre de 2008 en Wayback Machine. Facultad de Filosofía y Letras, Universidad de Buenos Aires.
- Edad Media: Revista de Historia, Departamento de Historia Antigua y Medieval, Universidad de Valladolid.

### Artehistoria
- Alta Edad Media.
- Plena y Baja Edad Media.
- Vida cotidiana en la Alta Edad Media.
- Vida cotidiana en la Plena y Baja Edad Media.

### Biblioteca Gonzalo de Berceo
- Página principal
- Florilegio medieval
- Vida cotidiana en la Edad Media (Actas VIII Semana de Estudios Medievales, Nájera, 1997)

### Liceus
- Repertorio de fuentes de la Edad Media. Archivado el 7 de enero de 2009 en Wayback Machine.
- Bibliografía general sobre la edad media. Archivado el 28 de octubre de 2008 en Wayback Machine.
- Bibliografía sobre economía medieval. Archivado el 19 de septiembre de 2008 en Wayback Machine.
- Bibliografía sobre el mundo rural en la edad media. Archivado el 22 de junio de 2008 en Wayback Machine.
- Bibliografía sobre concejos y ciudades. Archivado el 4 de agosto de 2008 en Wayback Machine.
- Bibliografía sobre señoríos y feudalismo. Archivado el 31 de agosto de 2011 en Wayback Machine.
- Bibliografía sobre sociedad medieval. Archivado el 1 de diciembre de 2008 en Wayback Machine.
- Bibliografía sobre cultura medieval. Archivado el 7 de enero de 2009 en Wayback Machine.
- Bibliografía sobre derecho medieval. Archivado el 18 de junio de 2008 en Wayback Machine.
- Bibliografía sobre la Iglesia en el medievo. Archivado el 18 de junio de 2008 en Wayback Machine.
- Bibliografía sobre instituciones medievales. Archivado el 30 de agosto de 2008 en Wayback Machine.
- Bibliografía sobre pueblos germánicos. Archivado el 18 de junio de 2008 en Wayback Machine.
- Bibliografía sobre Al-Andalus. Archivado el 30 de julio de 2008 en Wayback Machine.

### Foros y blogs
- Sociedad Española de Estudios Medievales (SEEM)
- MedWeb
- Medievalismo.org. Archivado el 10 de febrero de 2010 en Wayback Machine.
- Medievalum.com
- The Middle Ages Trust (en inglés)

### Mapas
- Mapa interactivo de la Edad Media. Archivado el 4 de octubre de 2009 en Wayback Machine.

### Otros
- Curso "Historia Urbana Medieval", OCW Universidad de Cantabria
- Curso "Historia de la Baja Edad Media", OCW Universidad de Cantabria

| Predecesor: Edad Antigua | Periodos de la Historia Edad Media | Sucesor: Edad Moderna |

- Datos: Q12554
- Multimedia: Middle Ages / Q12554